# Biserica de lemn din Hărțăgani

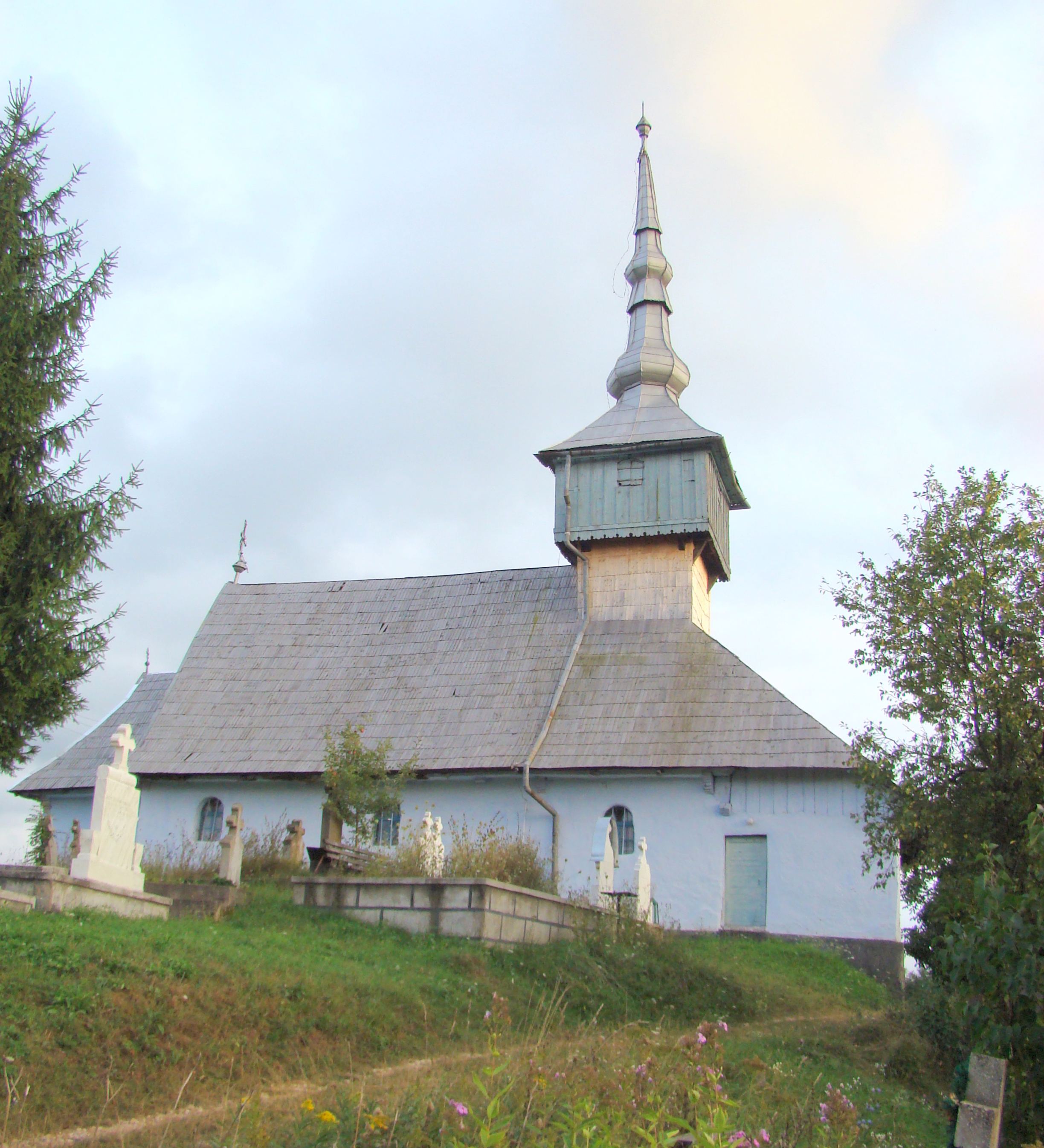
Biserica de lemn „Buna Vestire” din Hărțăgani, comuna Băița, județul Hunedoara, foto: august 2009.

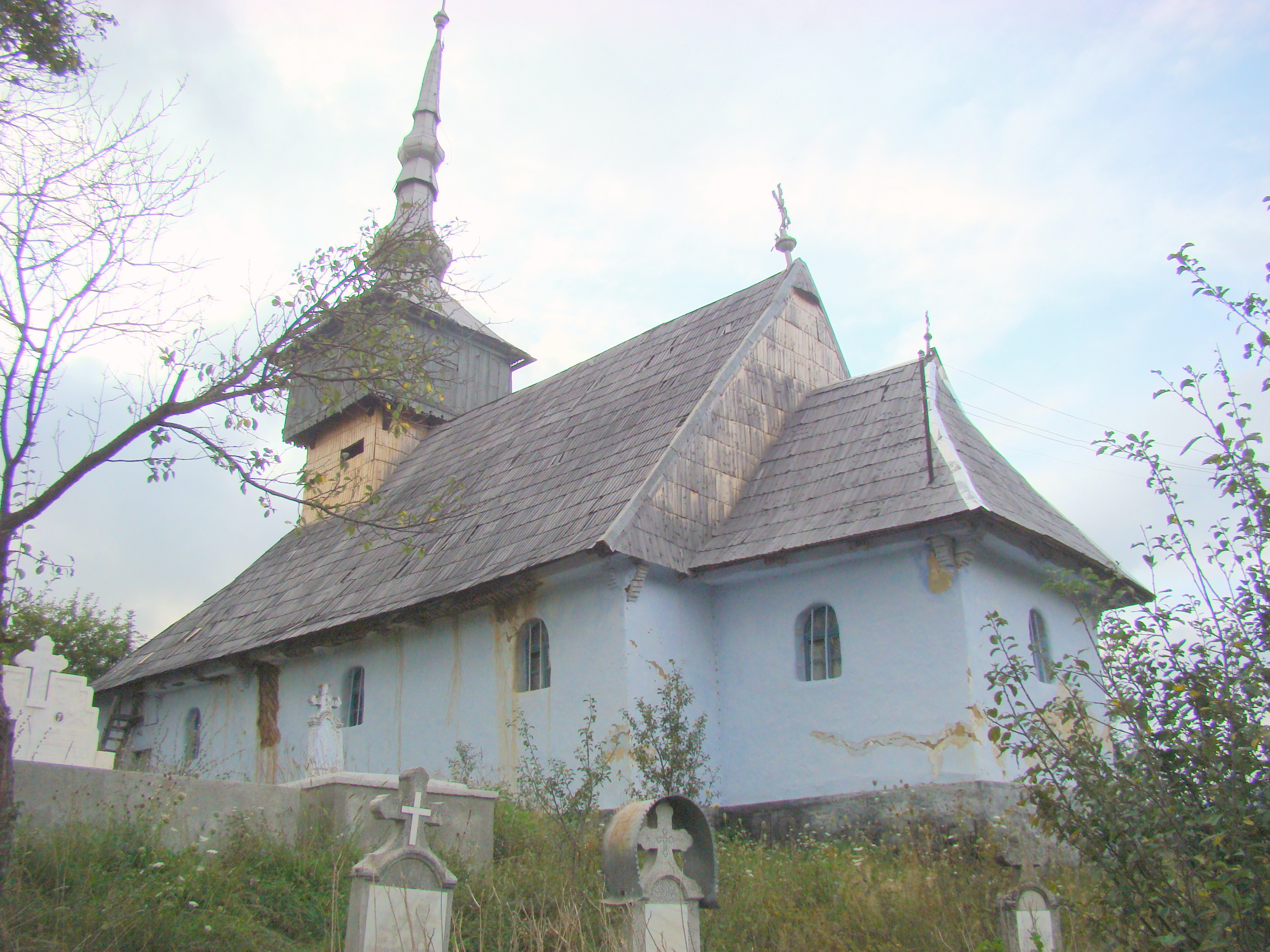
Biserica (sud-est)

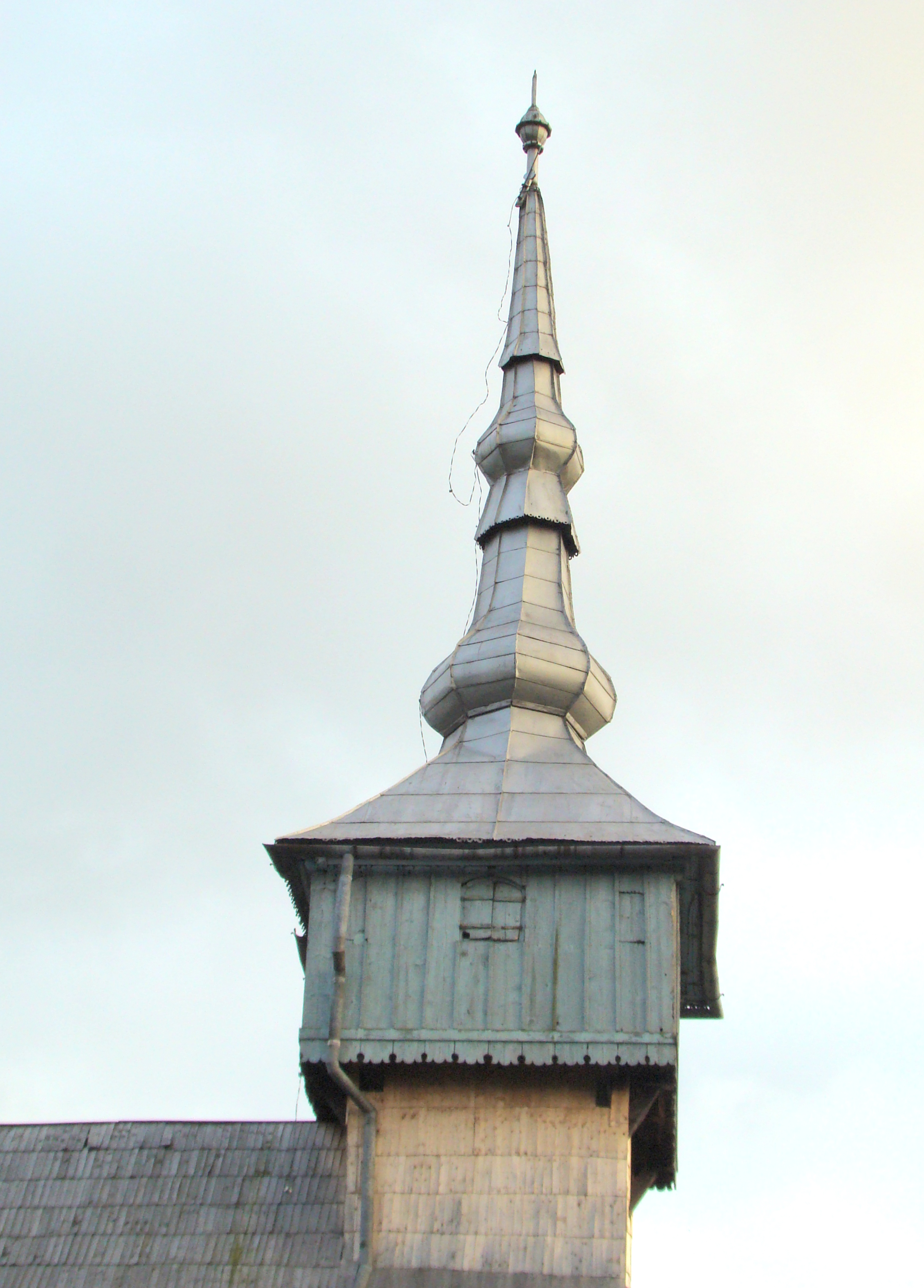
Turnul-clopotniţă

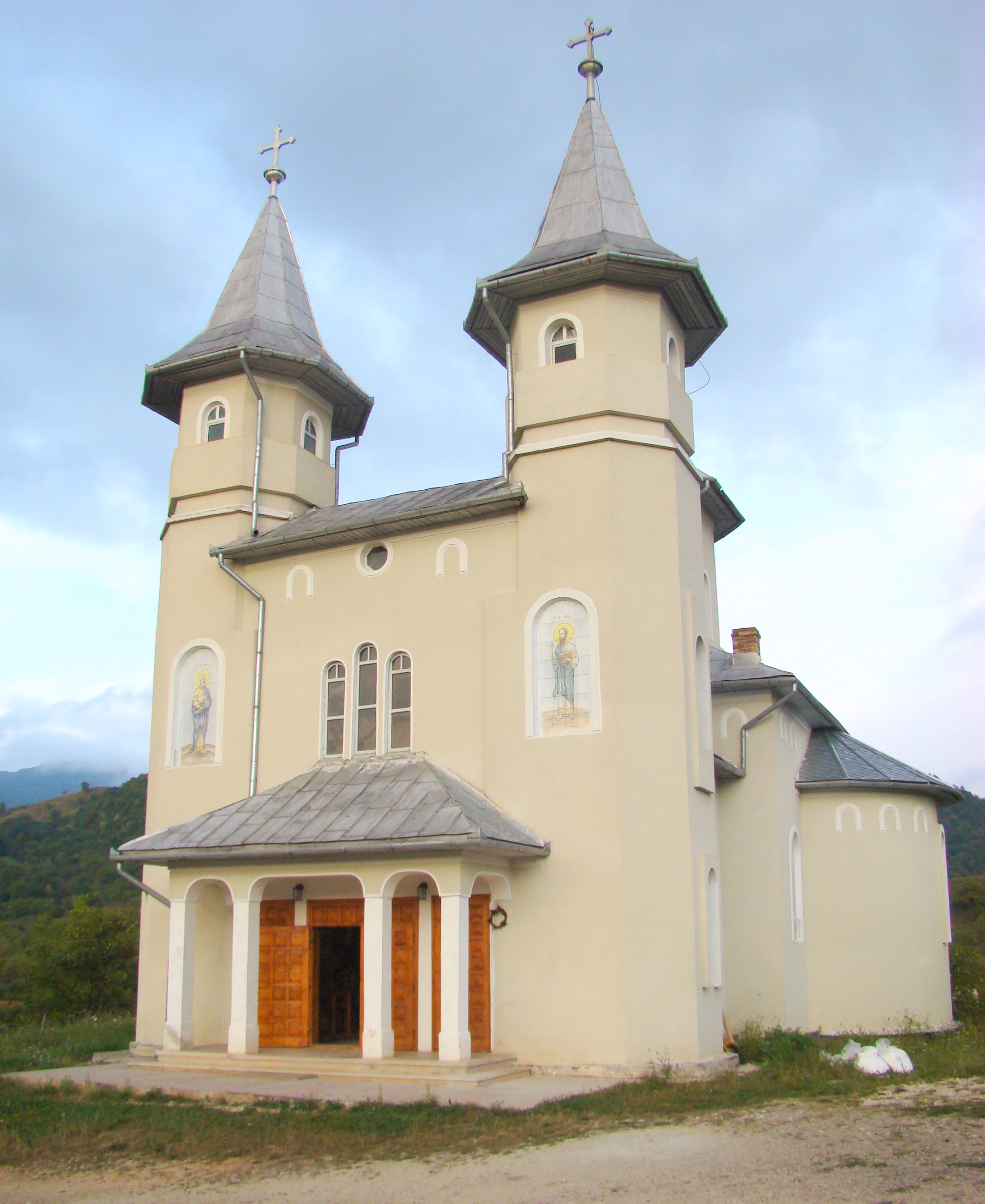
Biserica nouă de zid

Biserica de lemn din Hărțăgani, comuna Băița, județul Hunedoara a fost ridicată la sfârșitul secolului XVIII (1793). Are hramul „Buna Vestire” (25 martie) și figurează pe noua listă a monumentelor istorice, cod LMI HD-II-m-B-03337.

## Imagini din interior

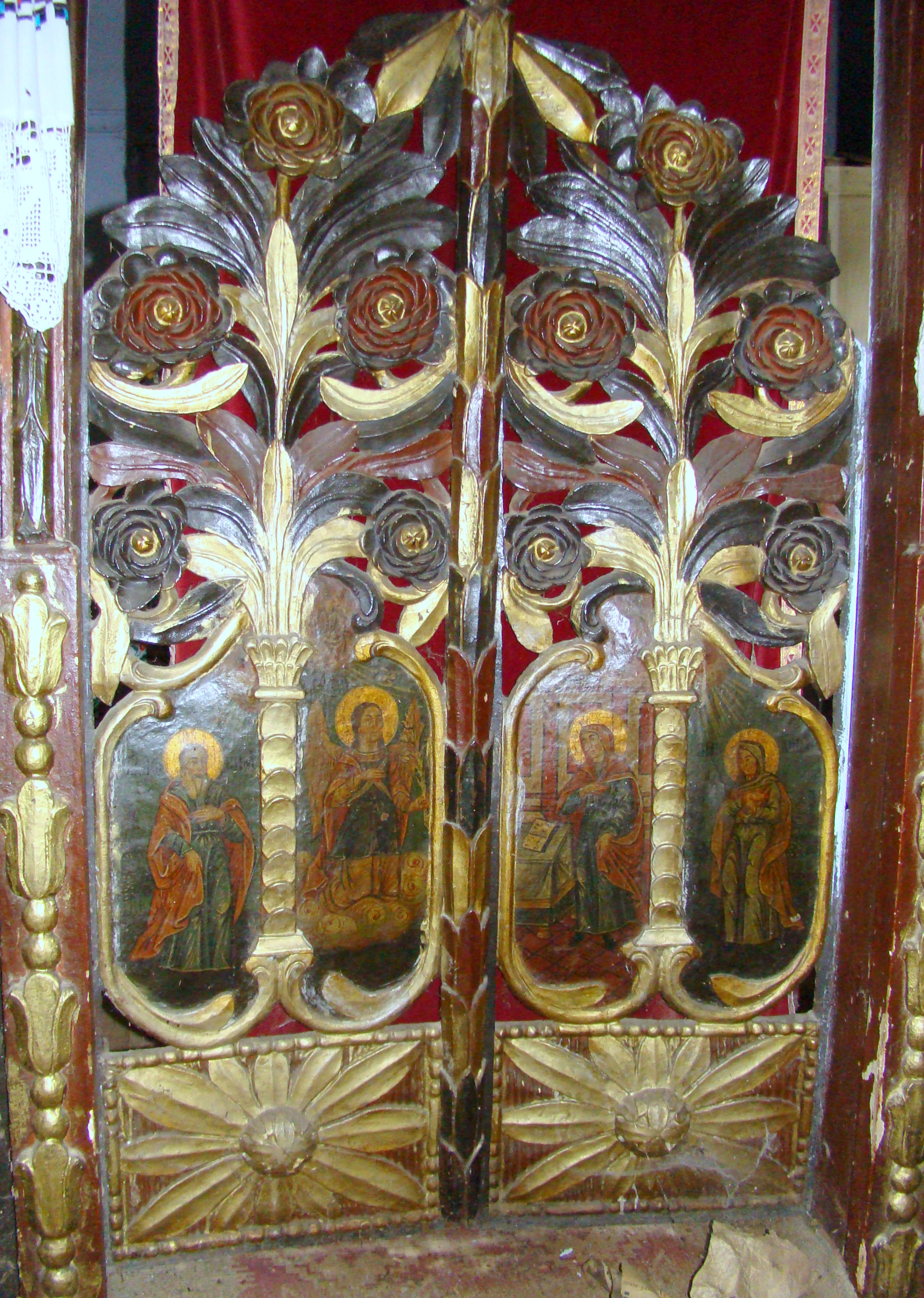
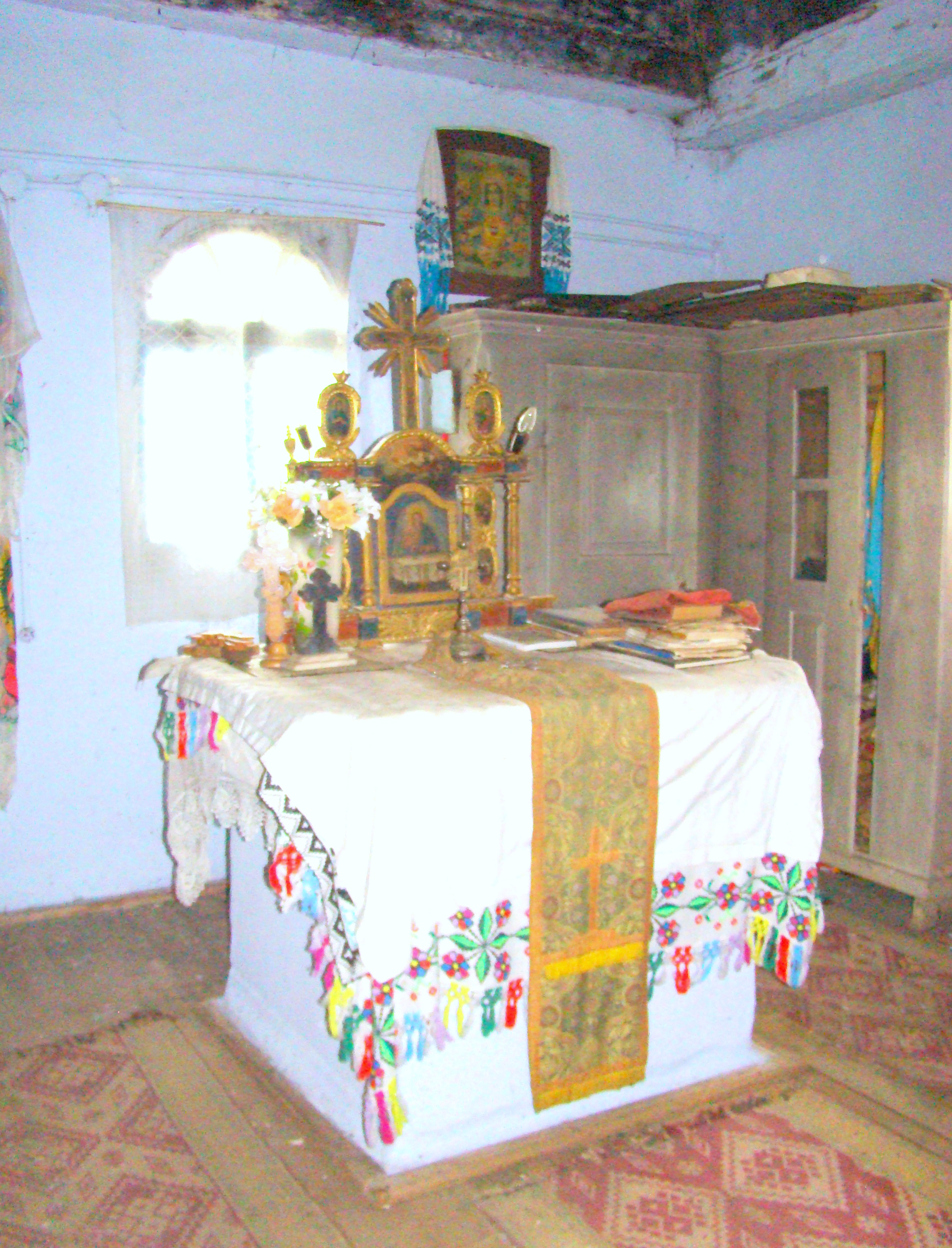
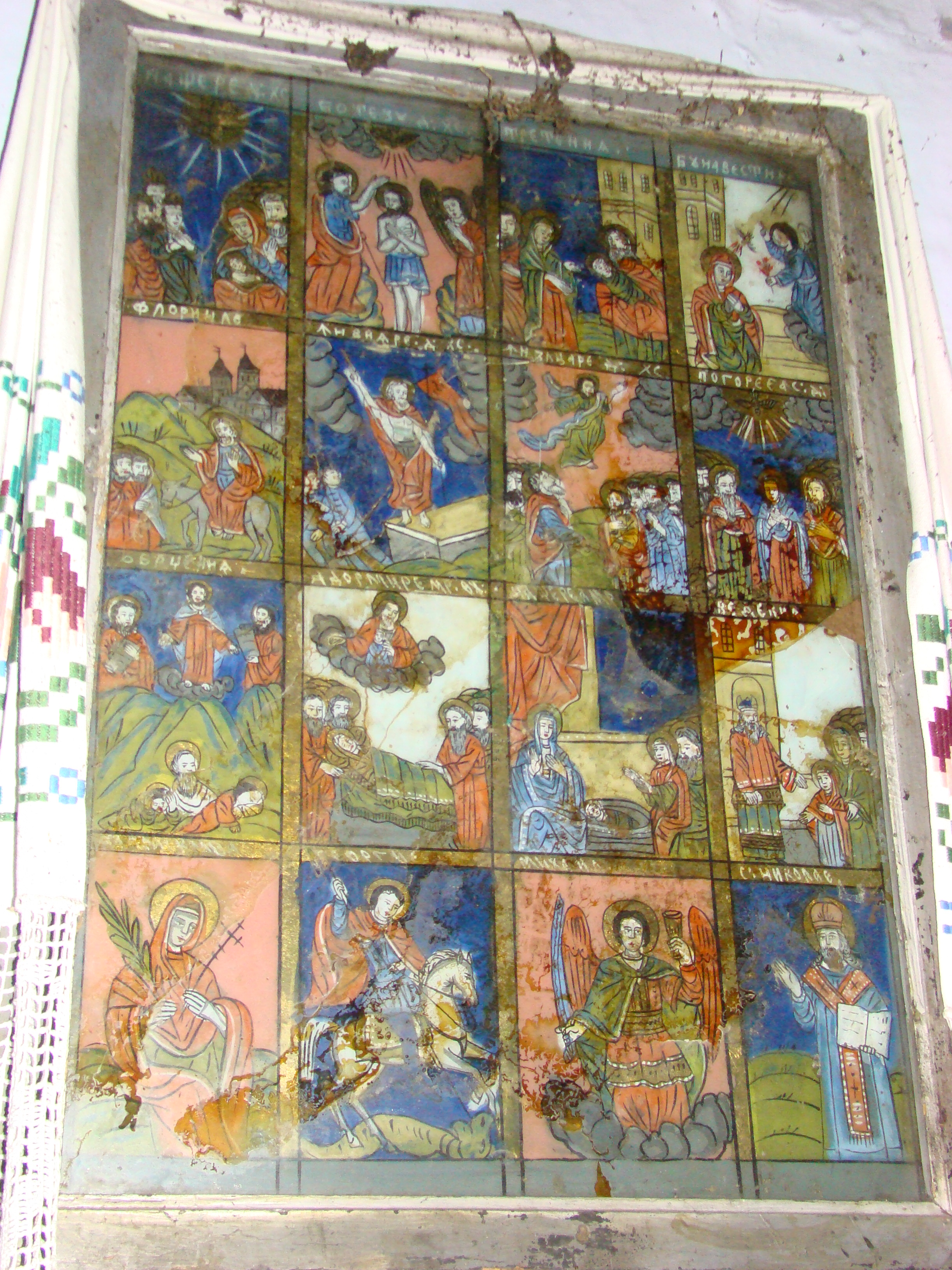
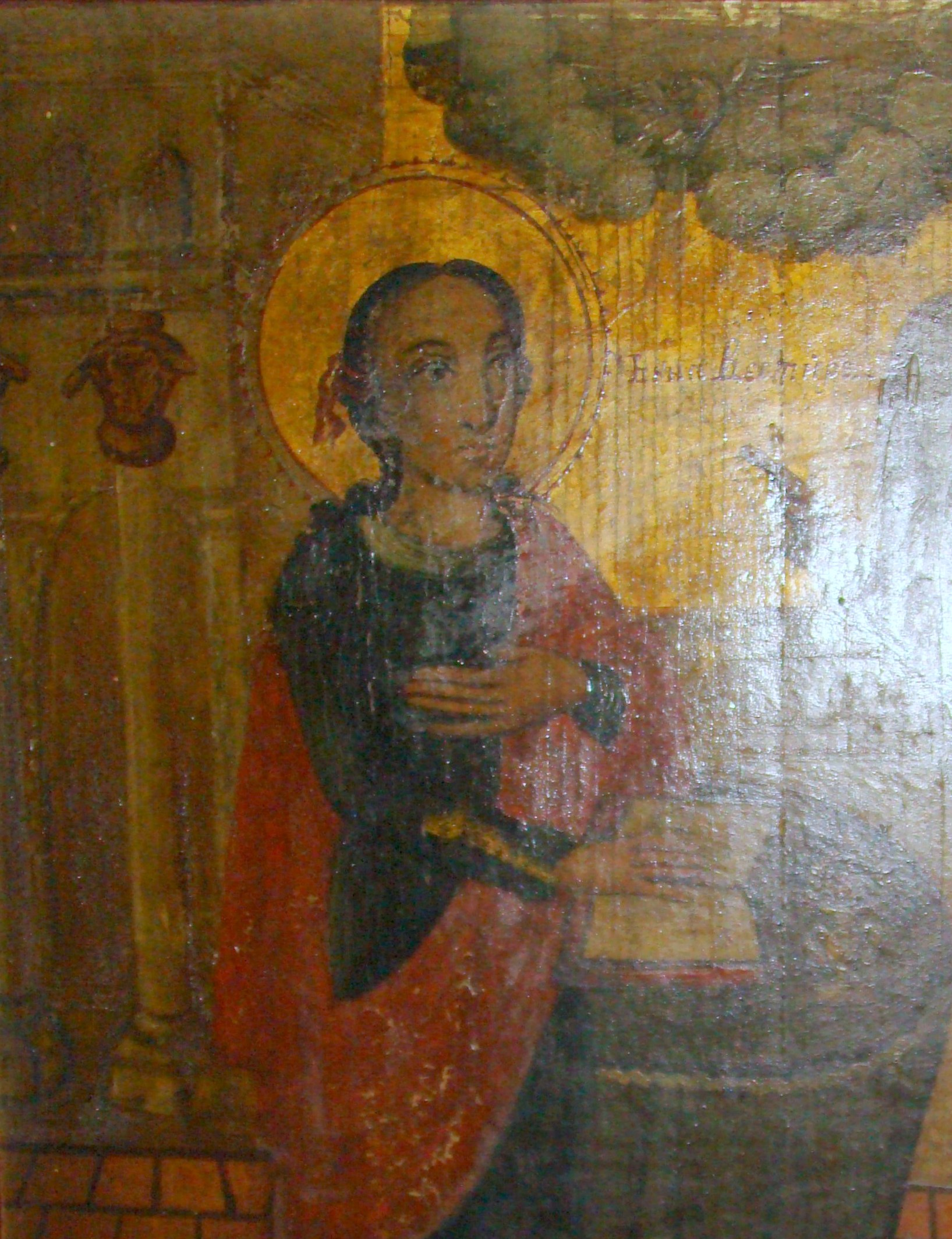
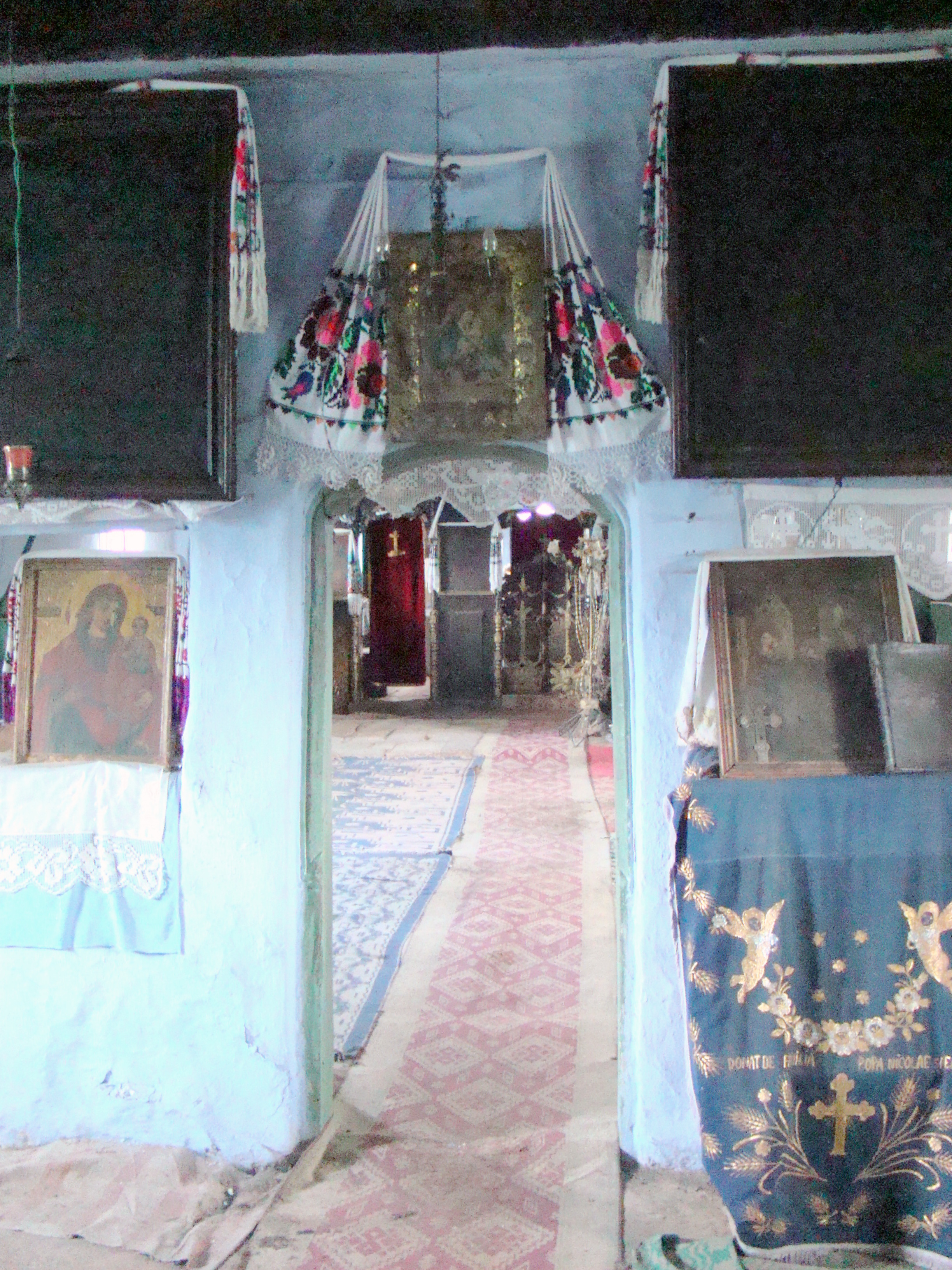
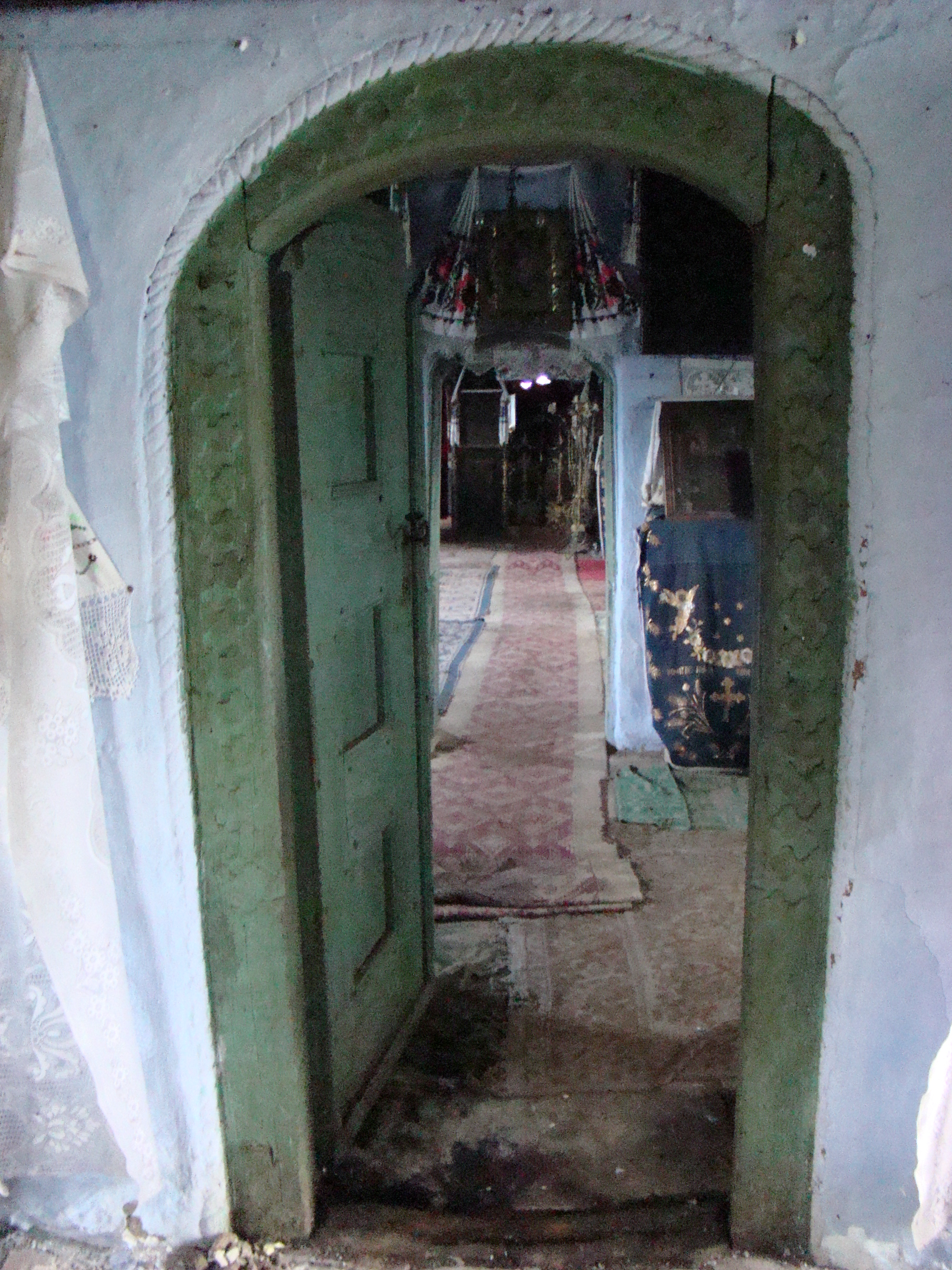
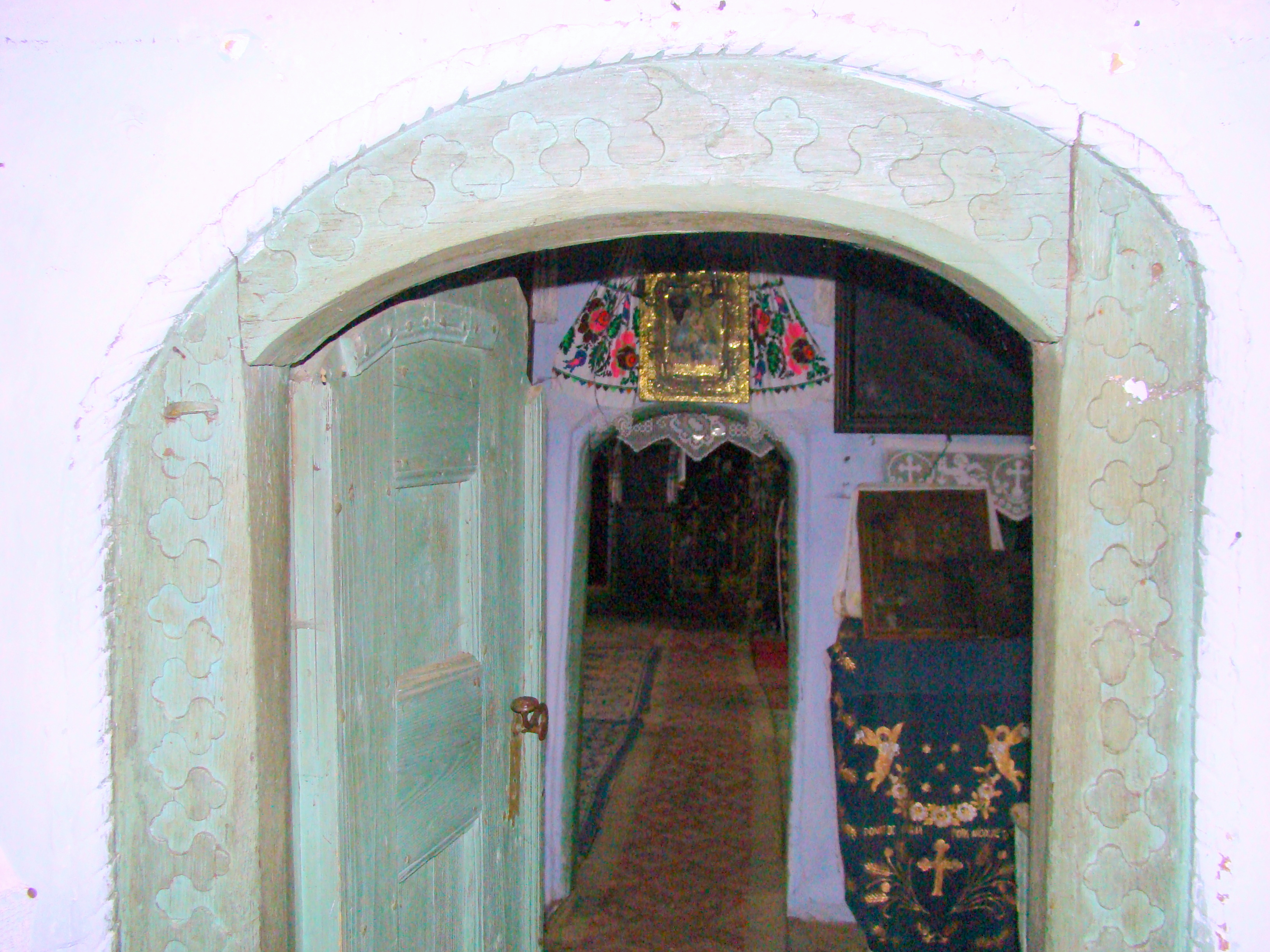
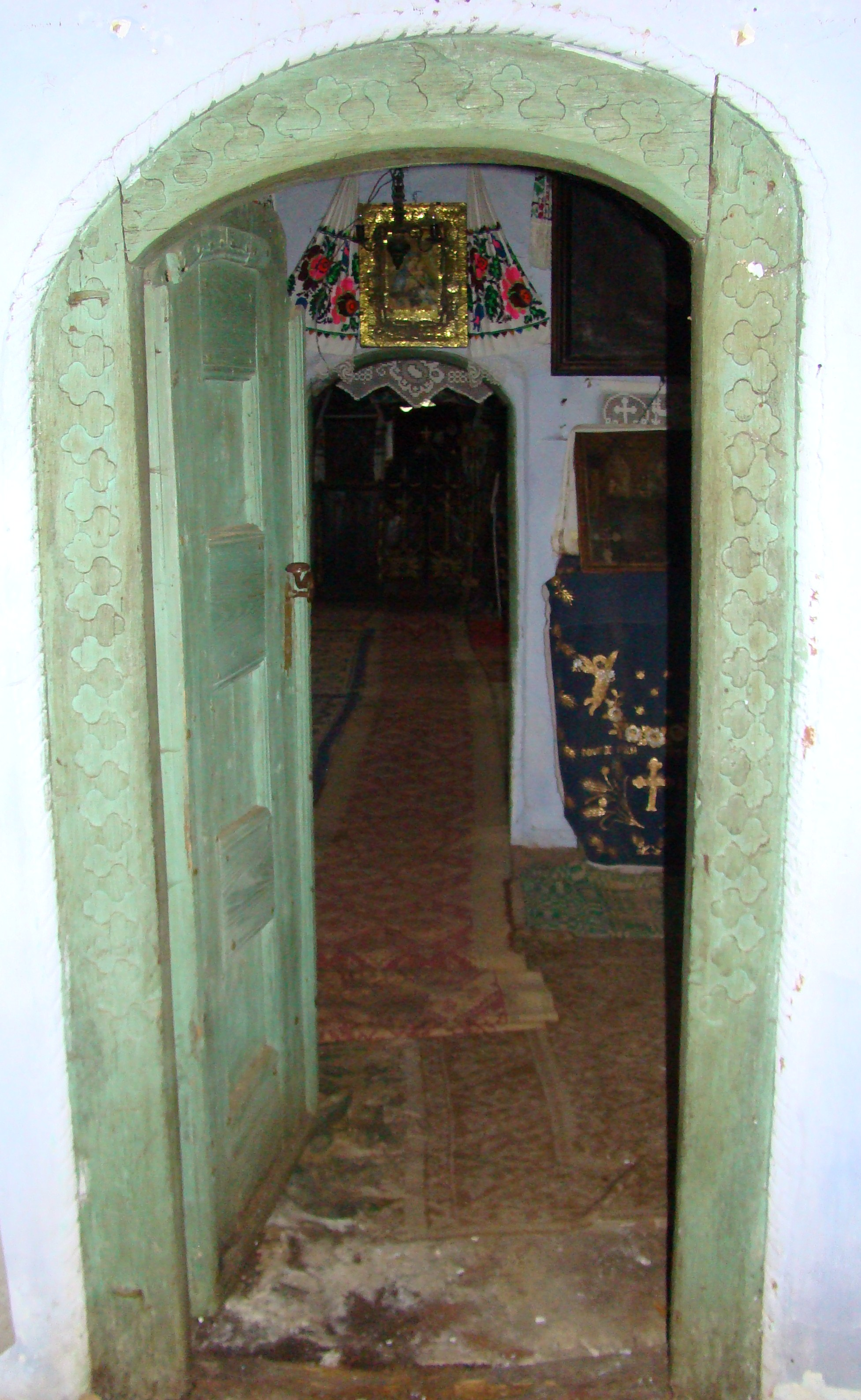
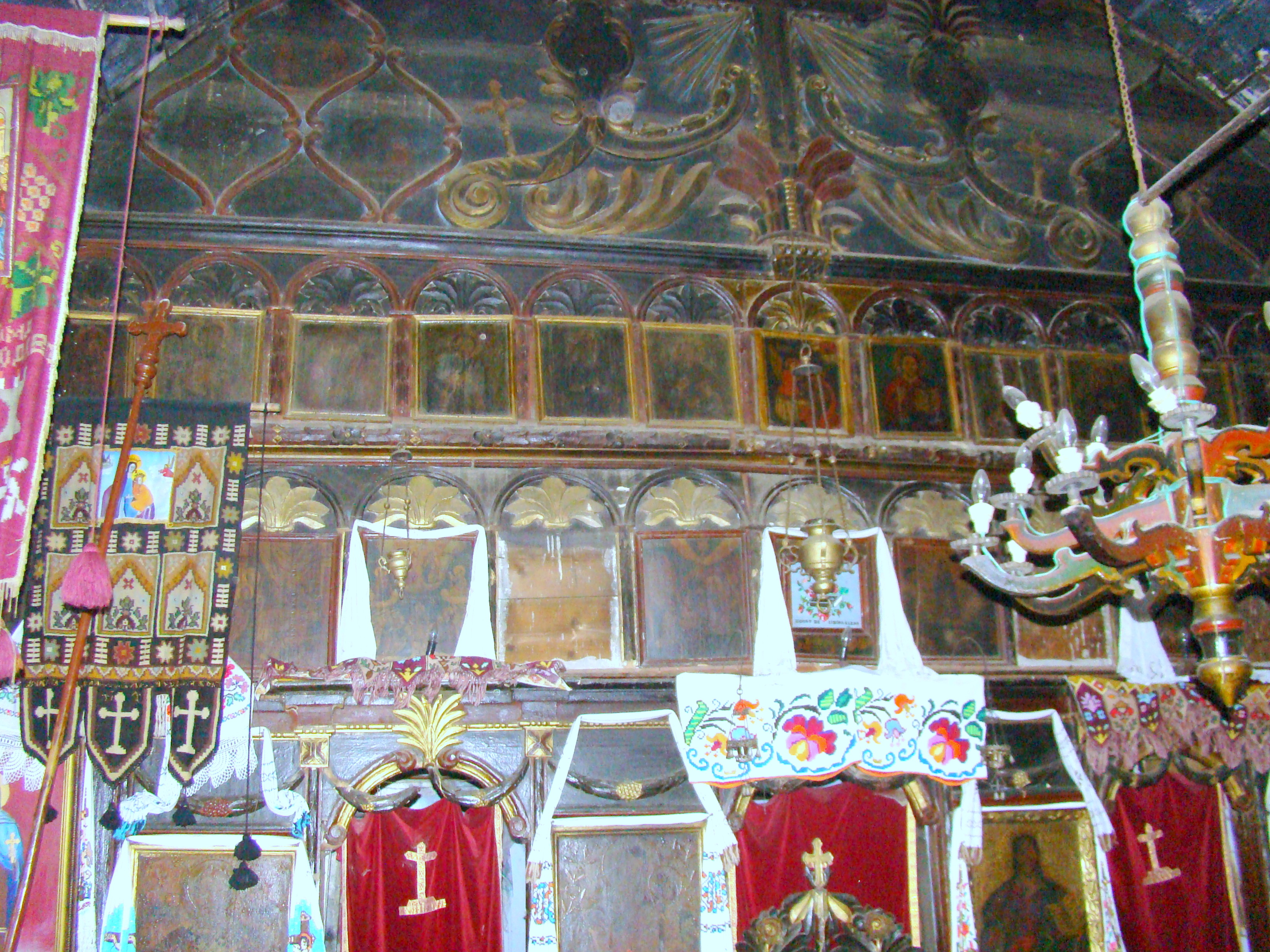
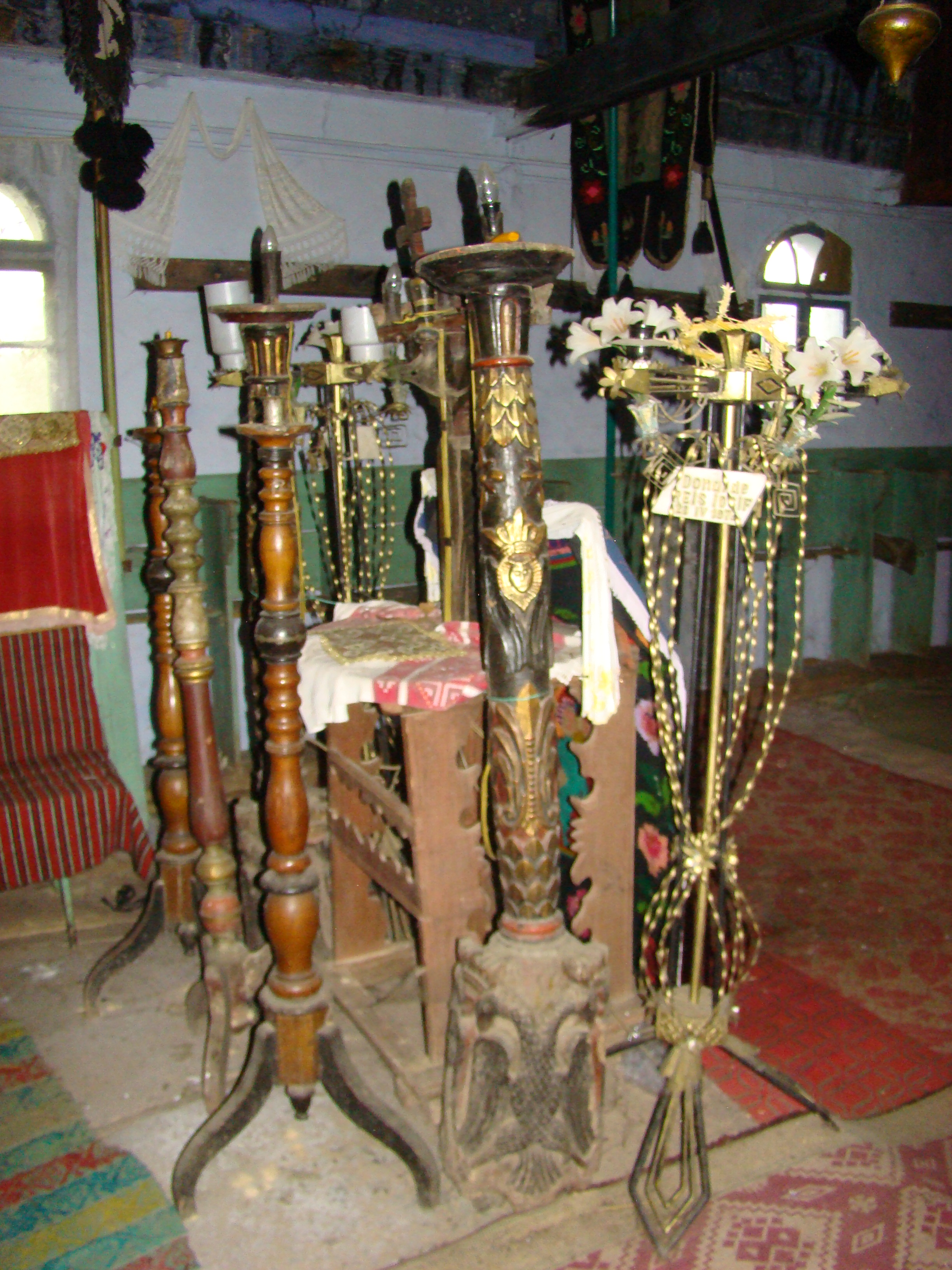
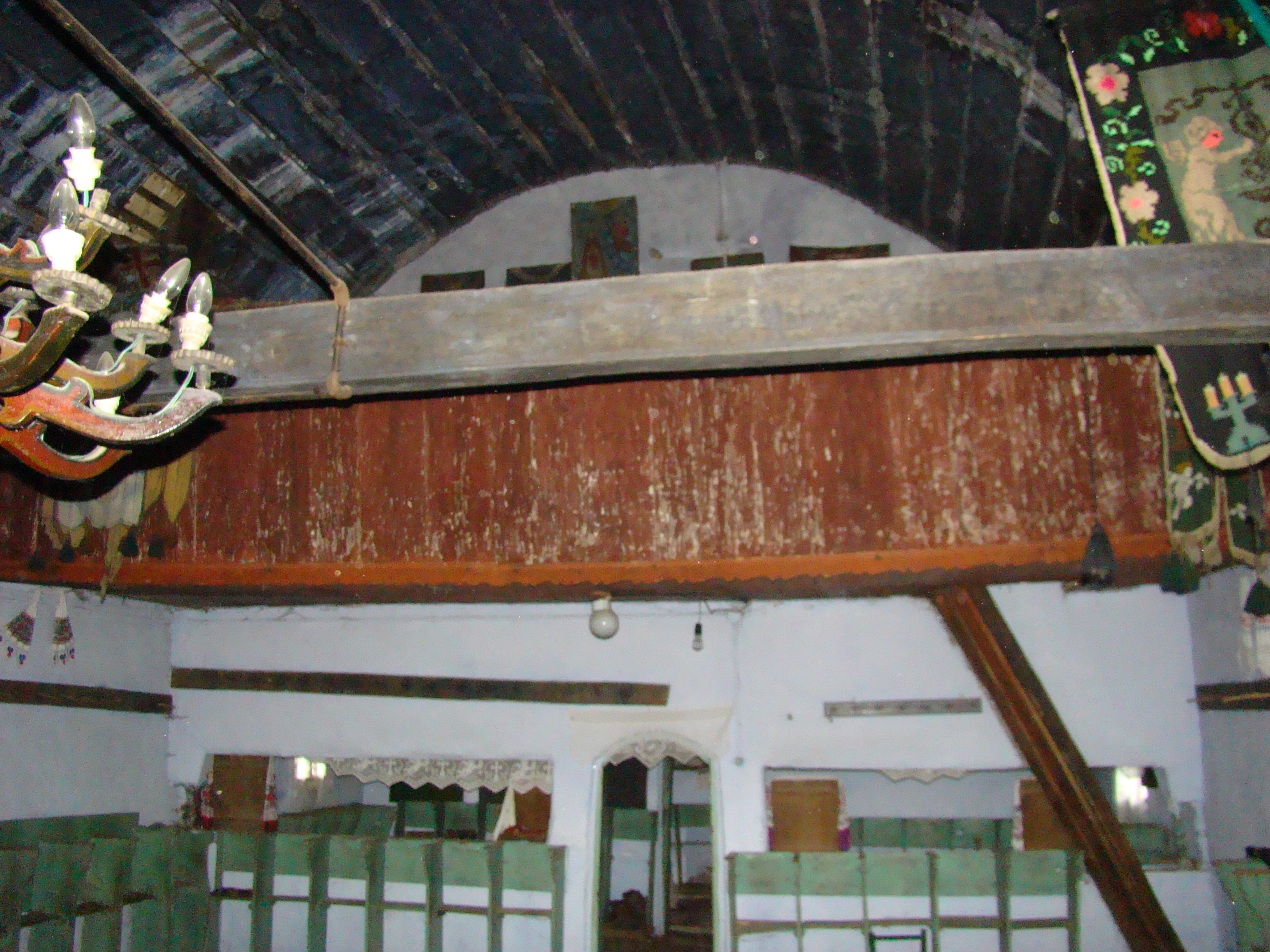
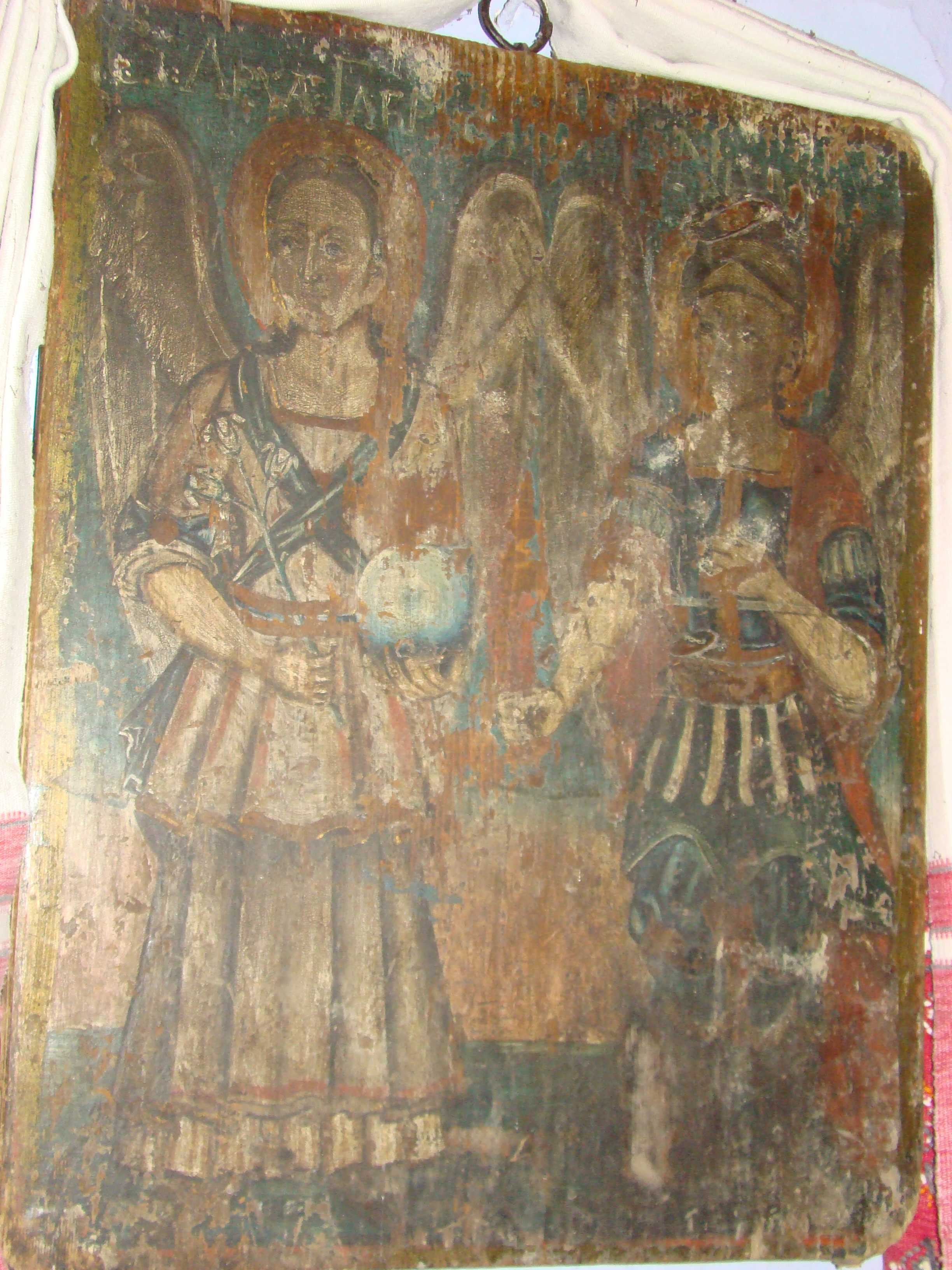
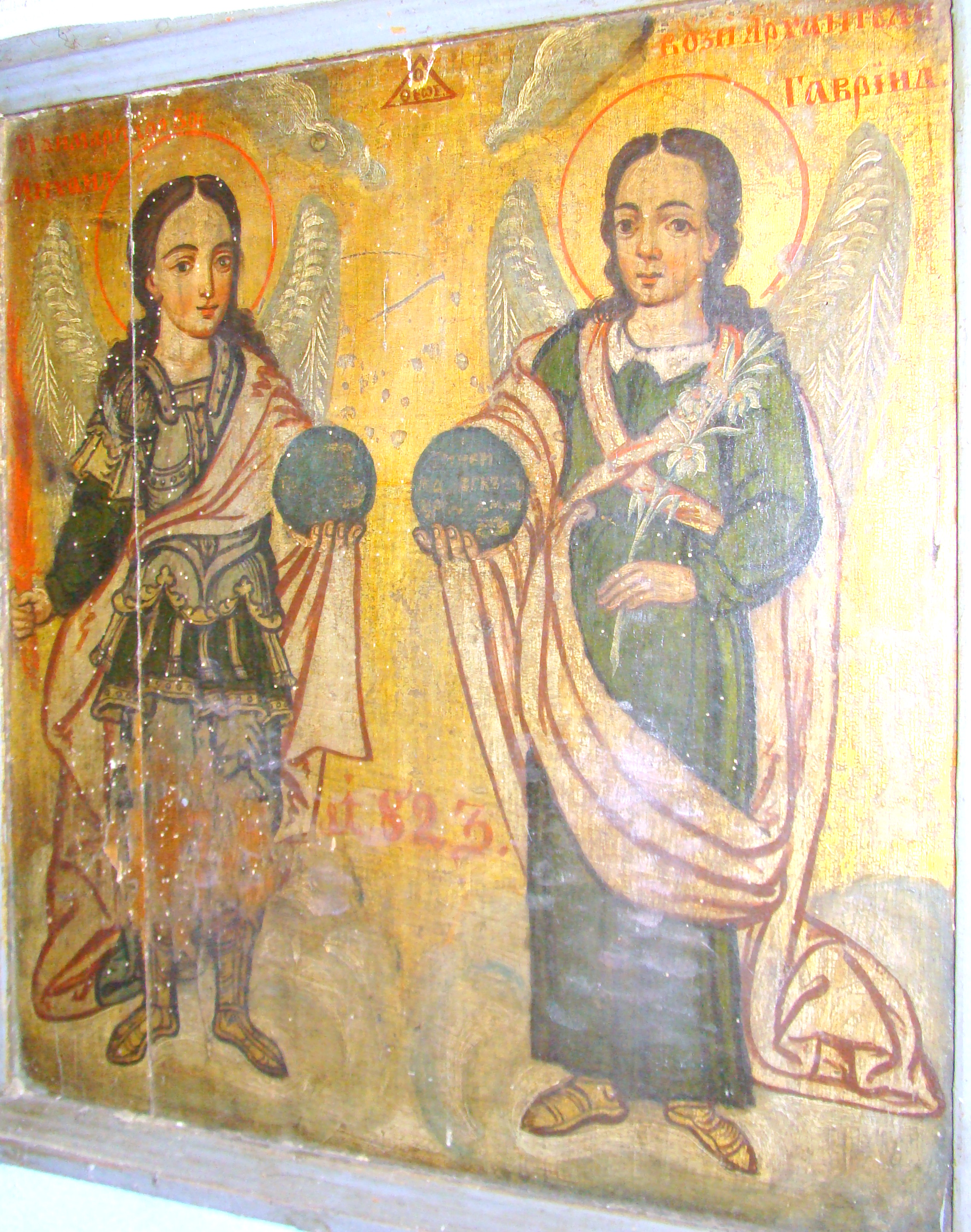
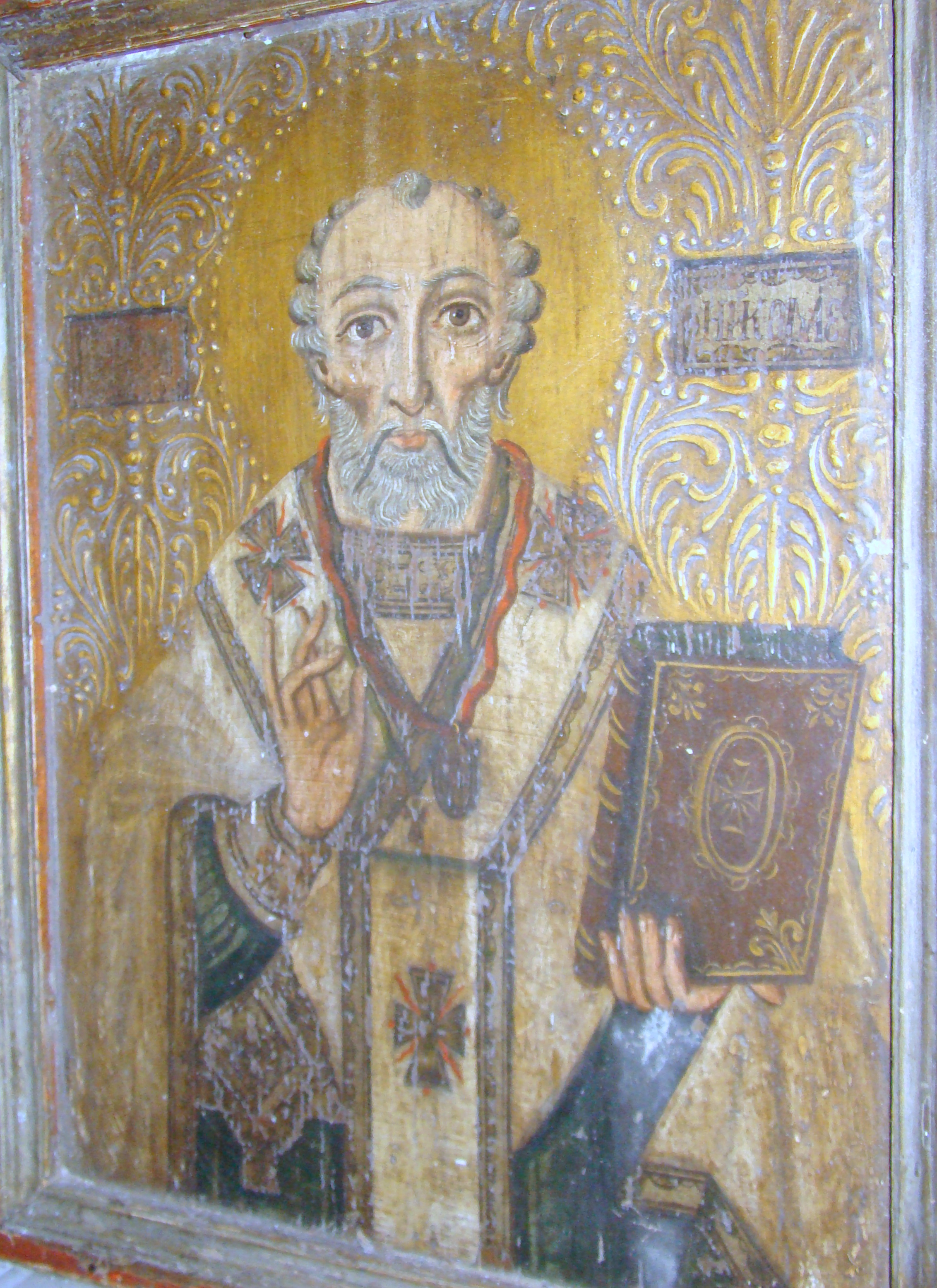
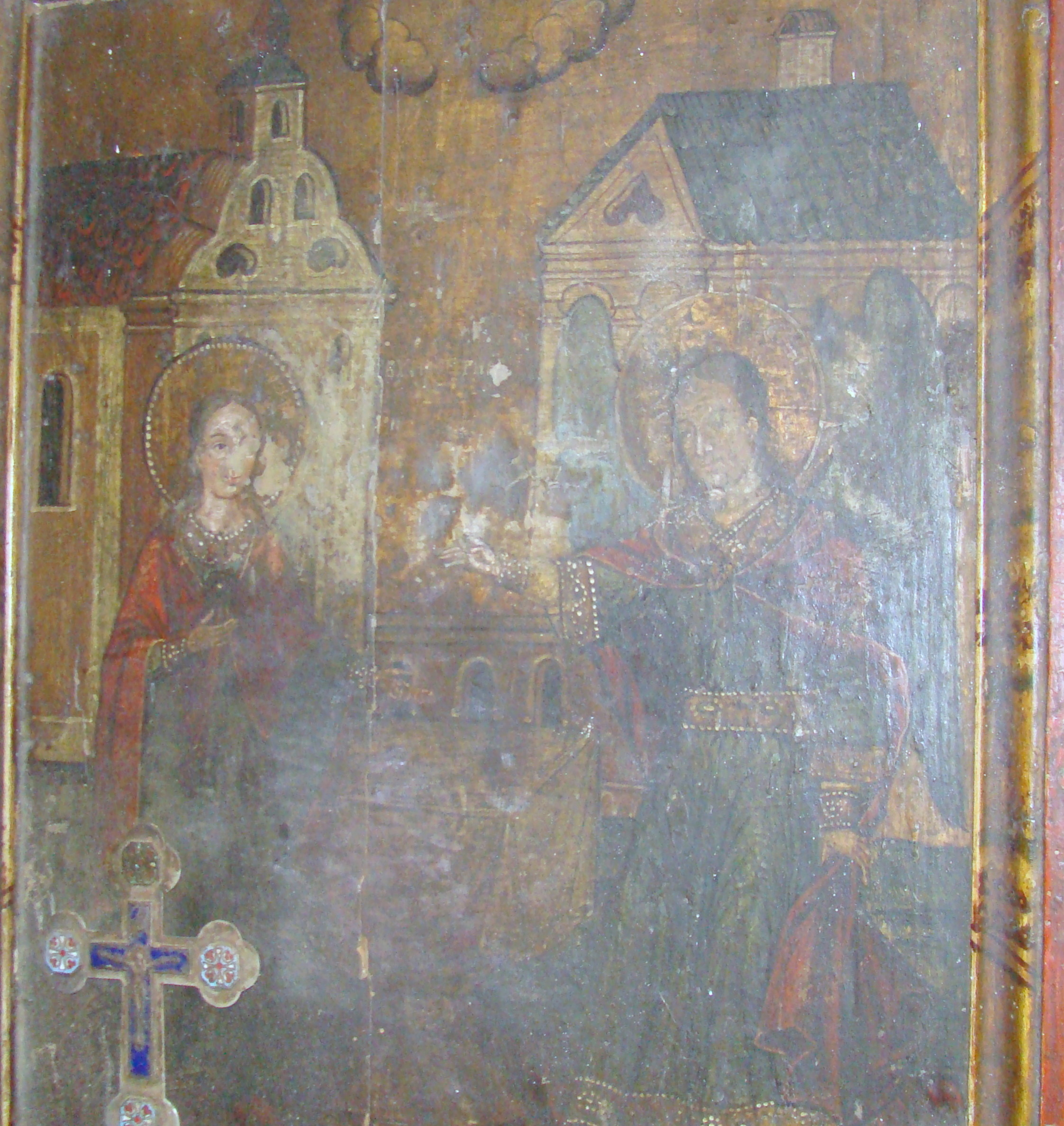
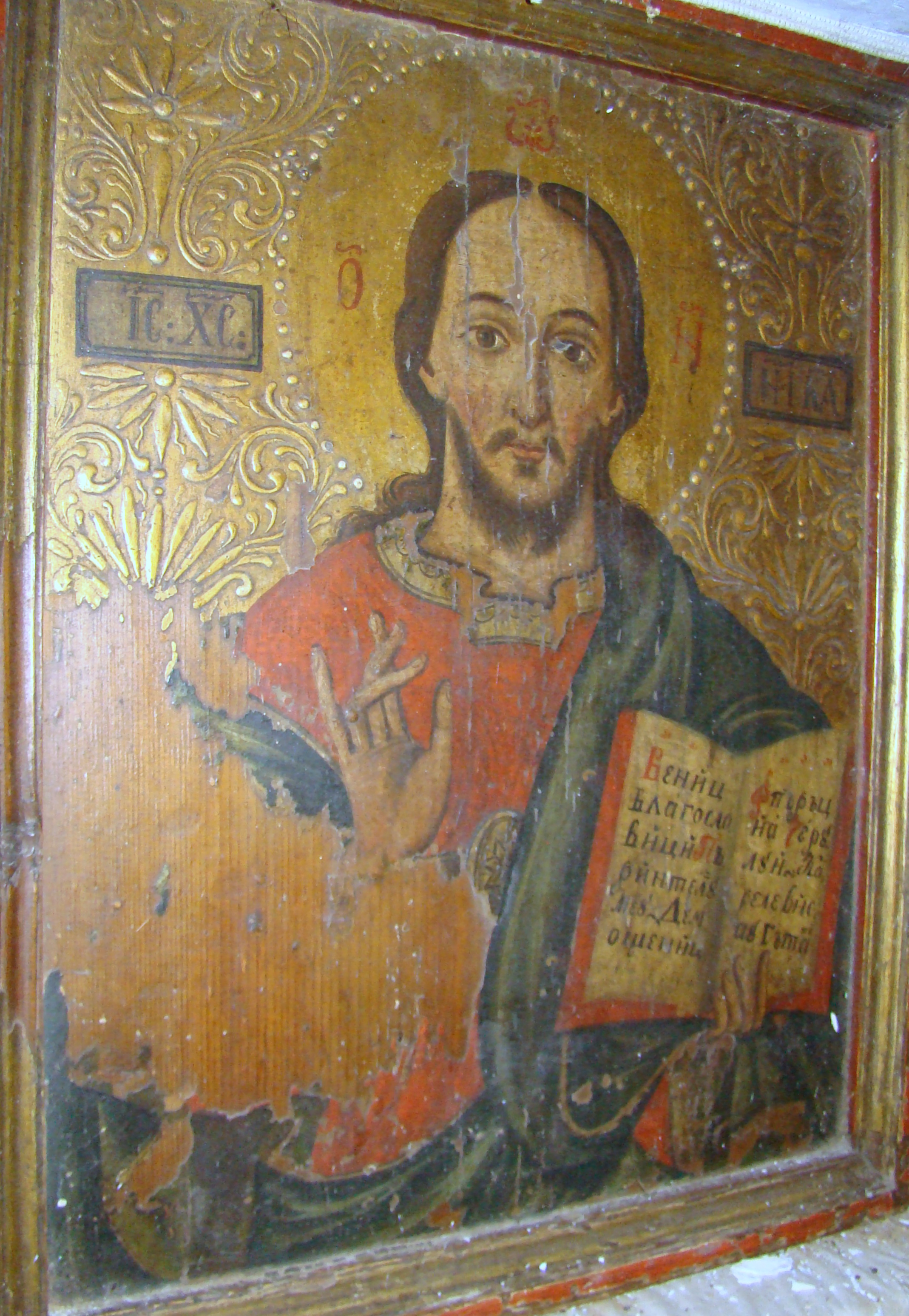
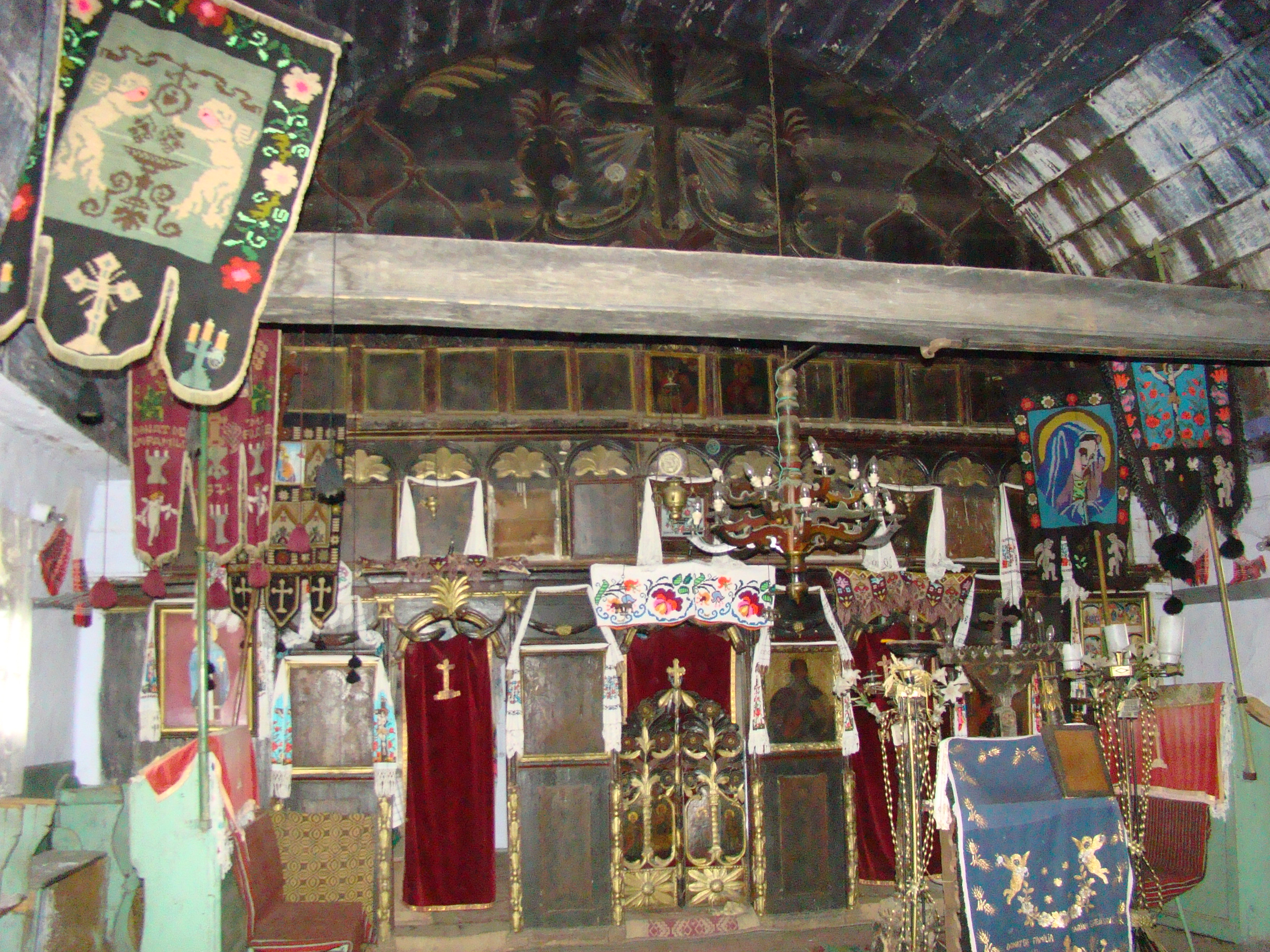
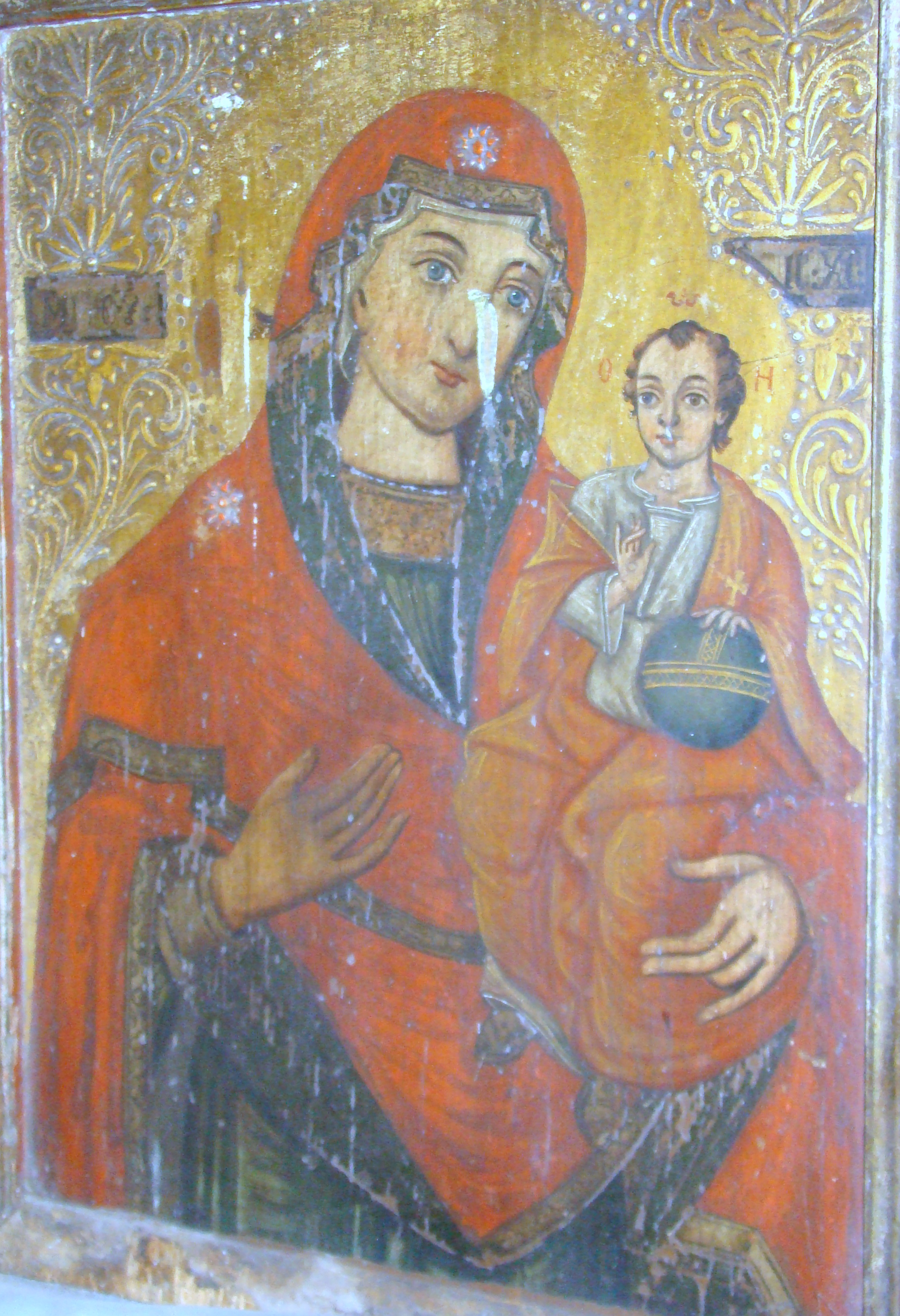
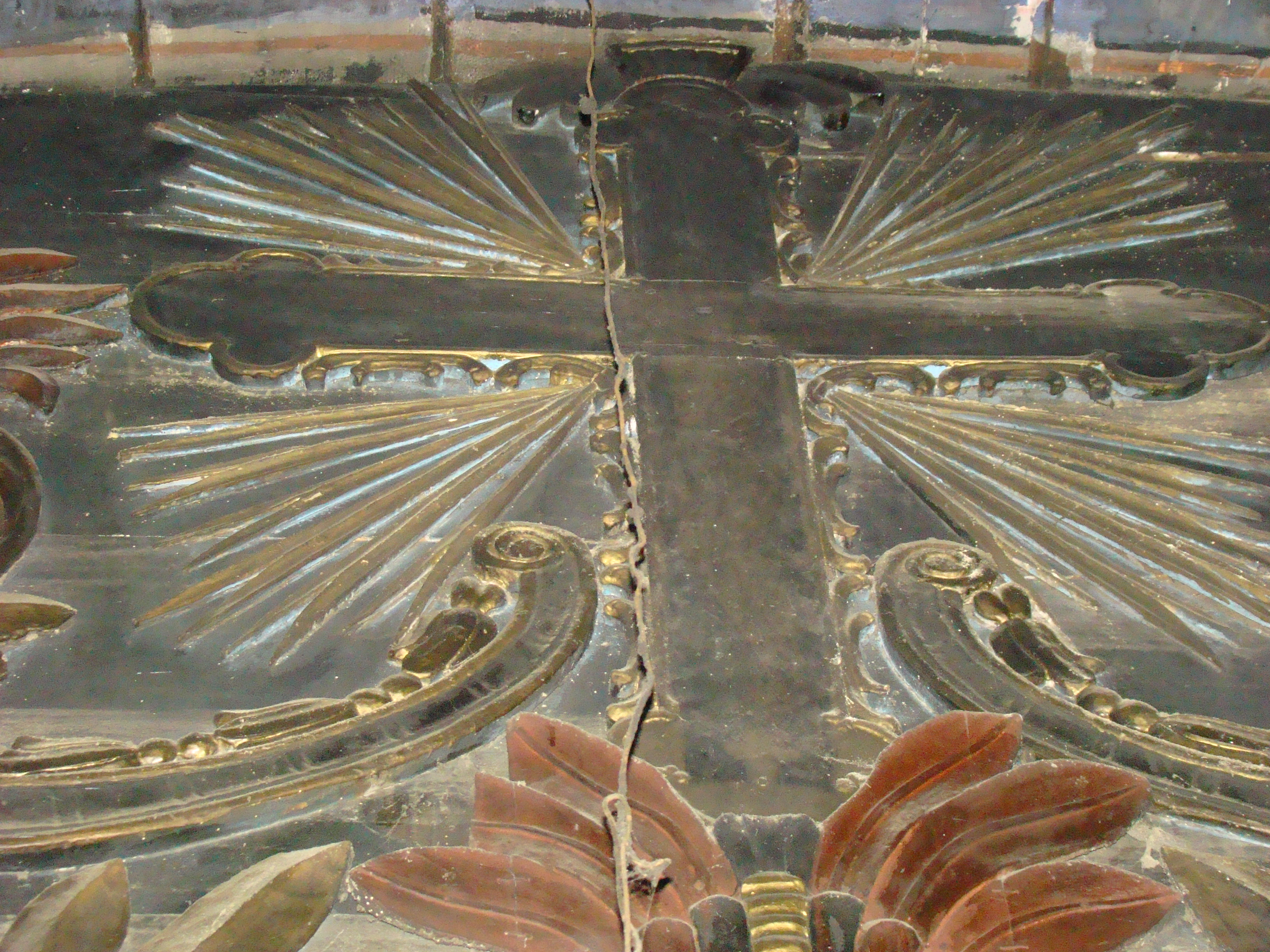
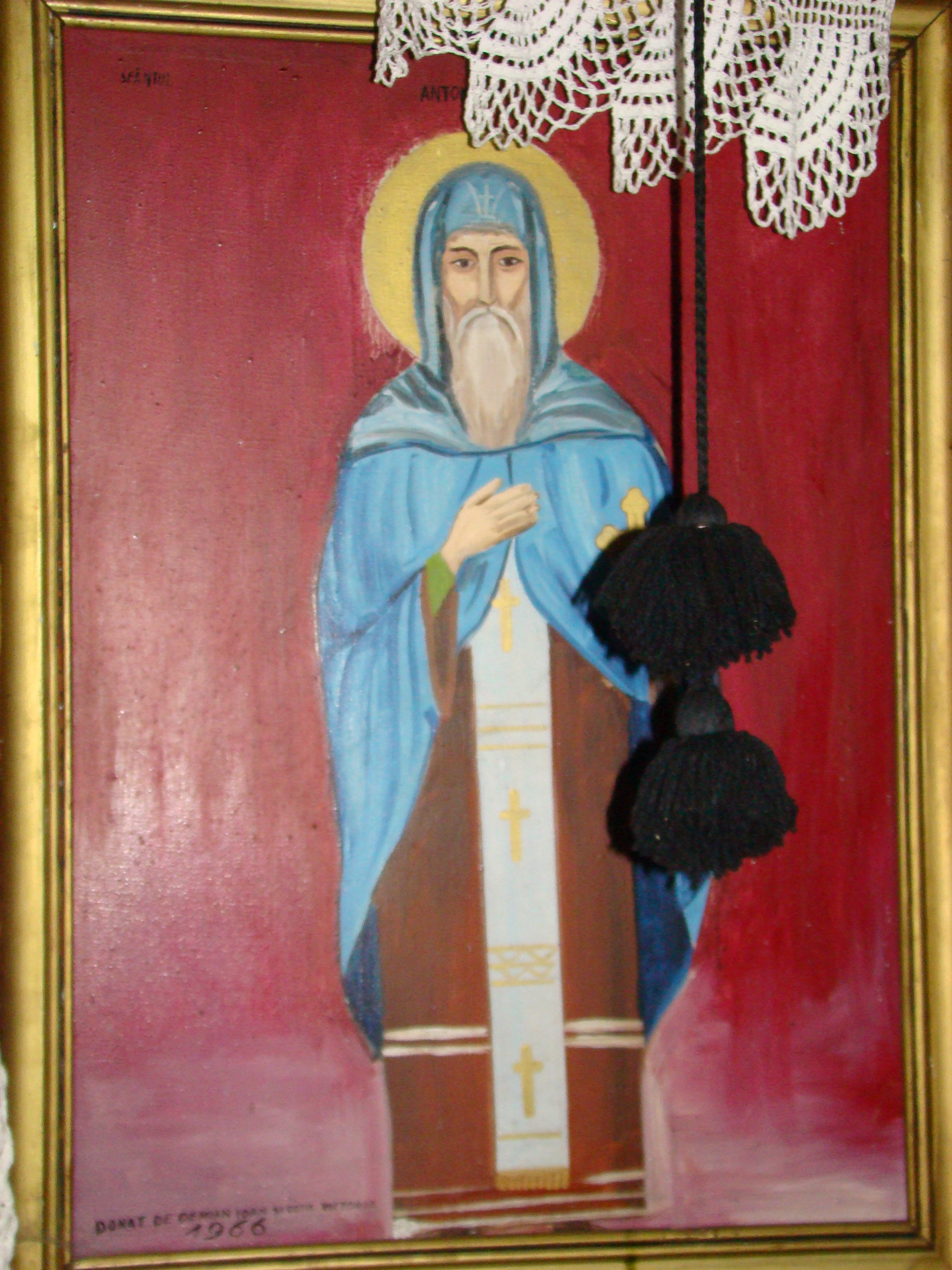
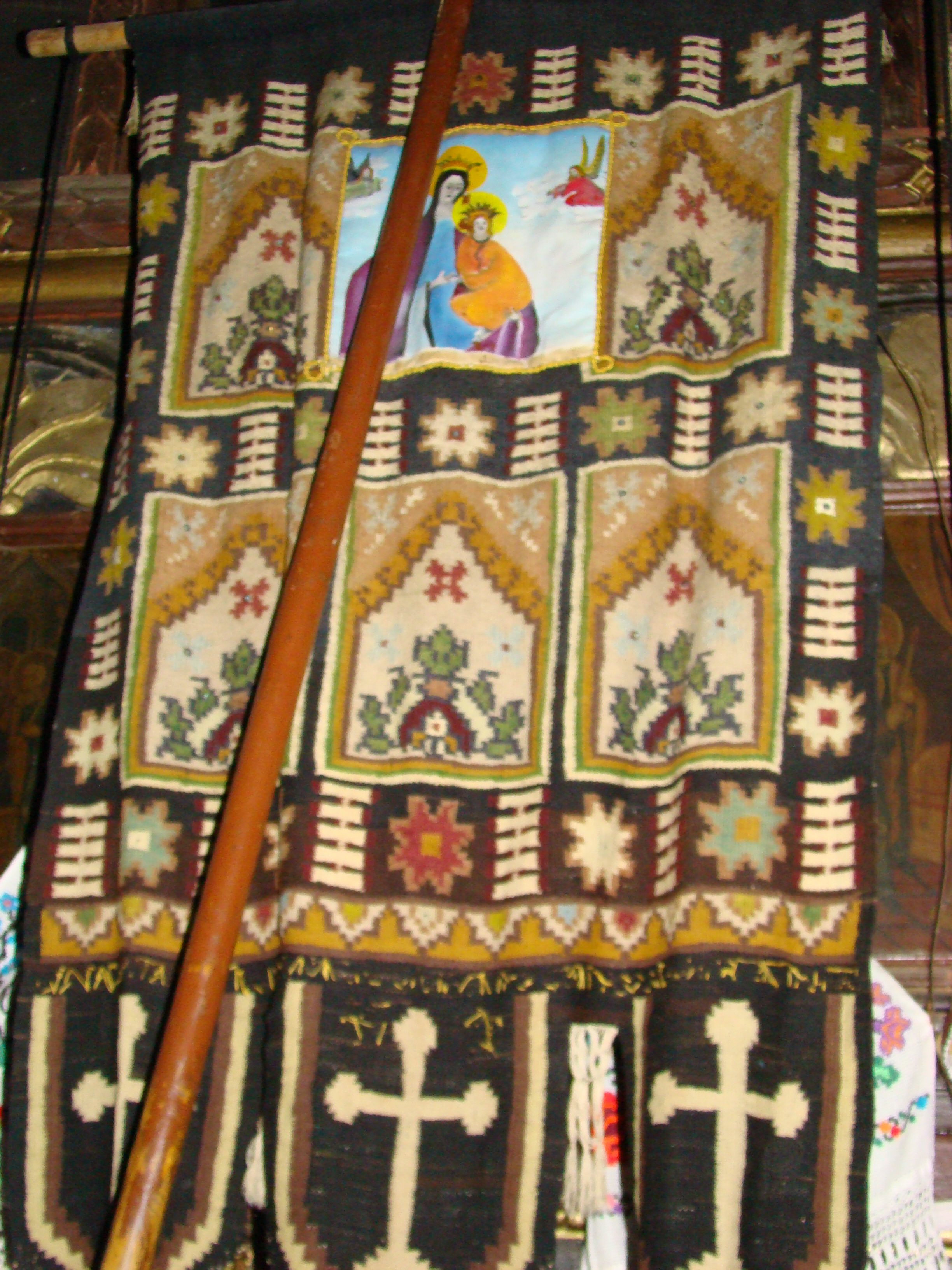
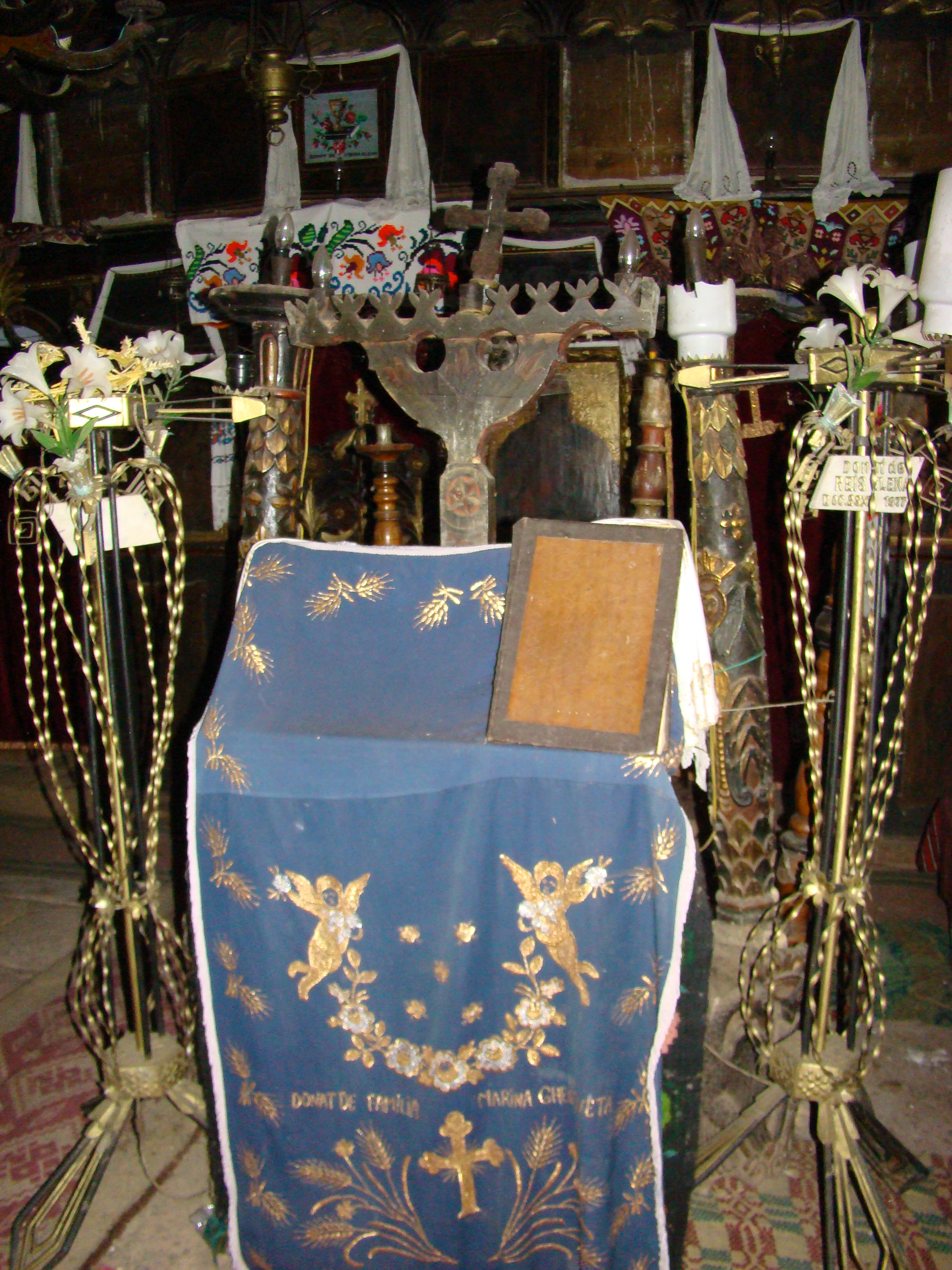
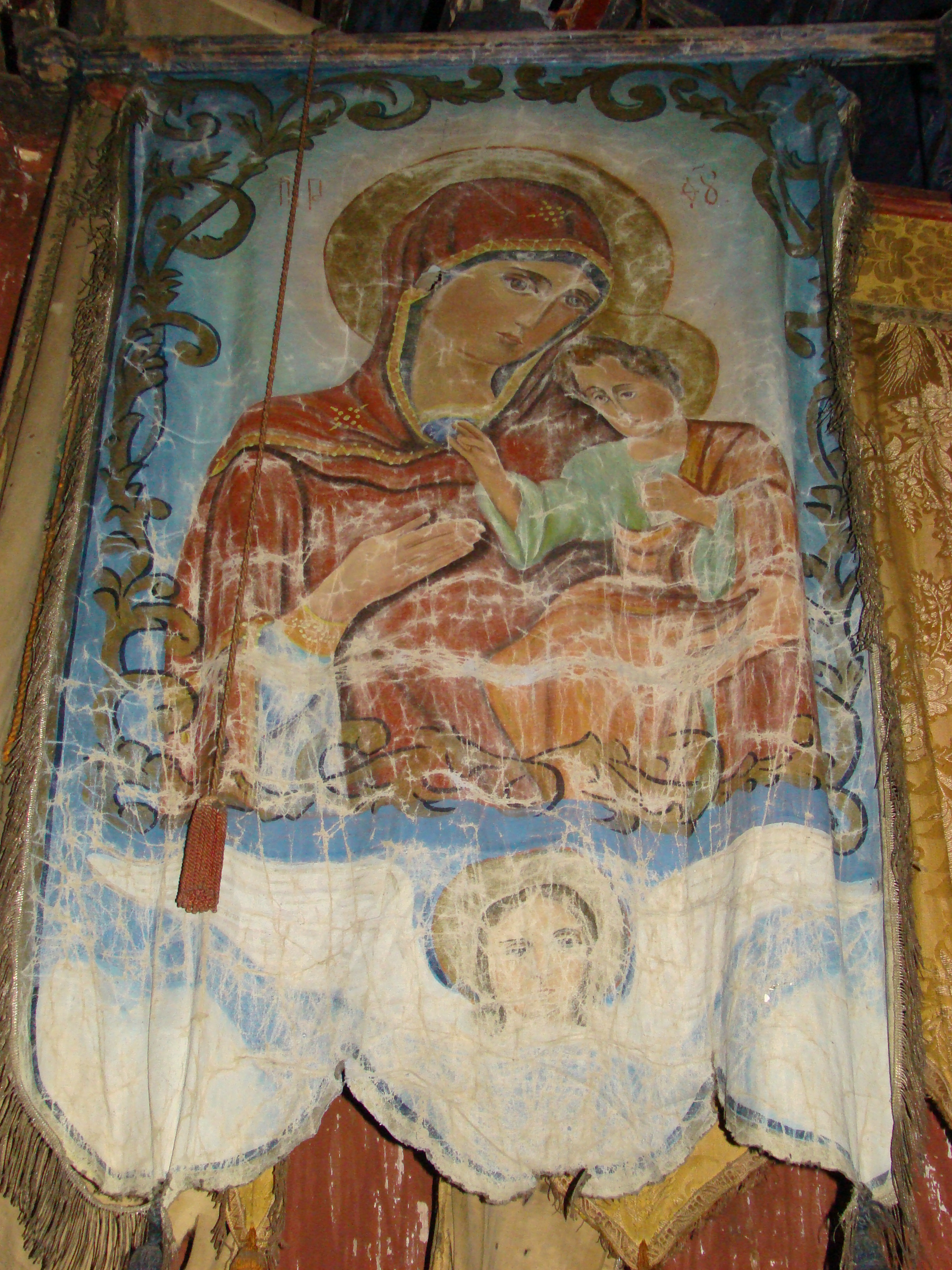
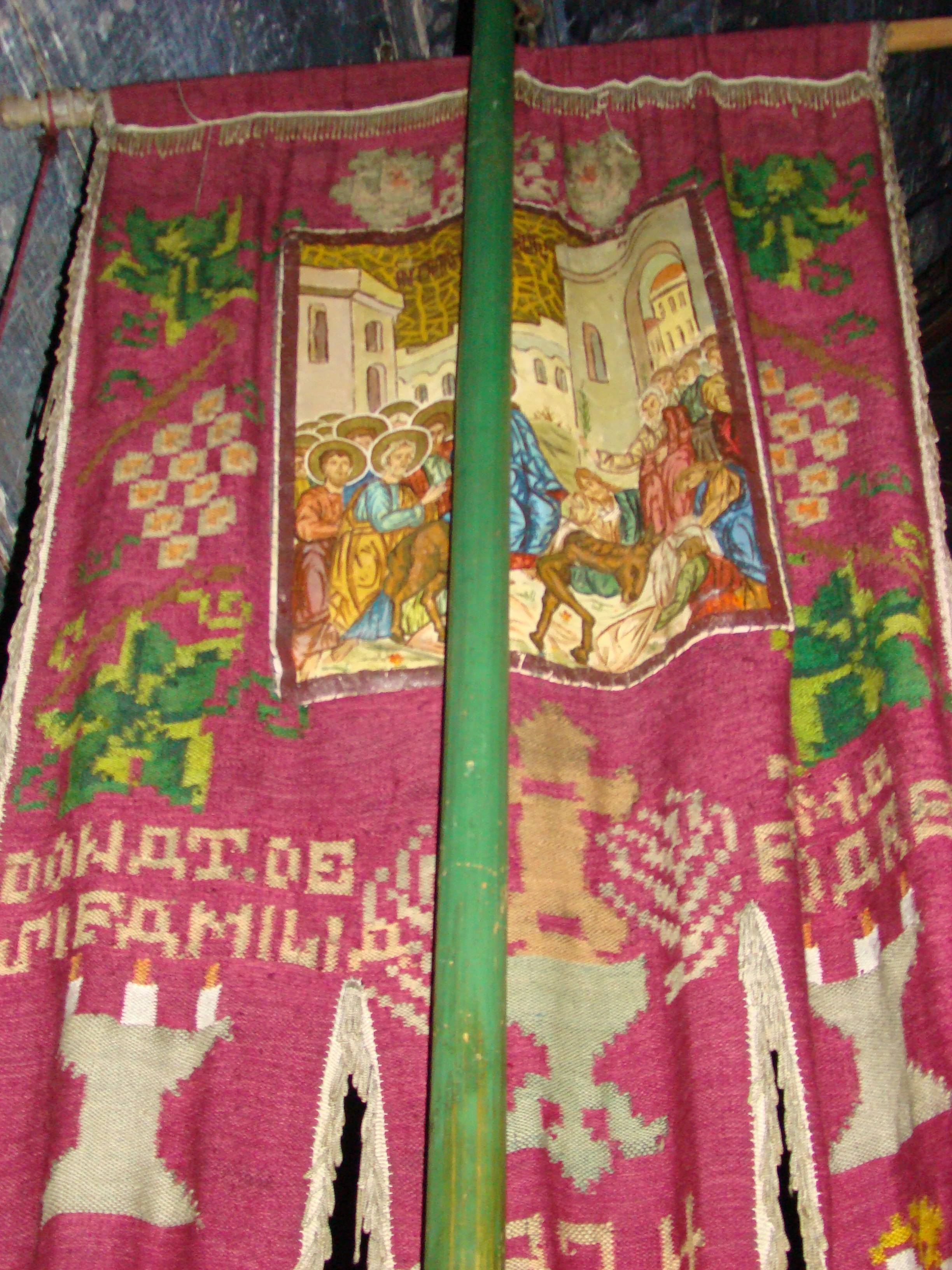
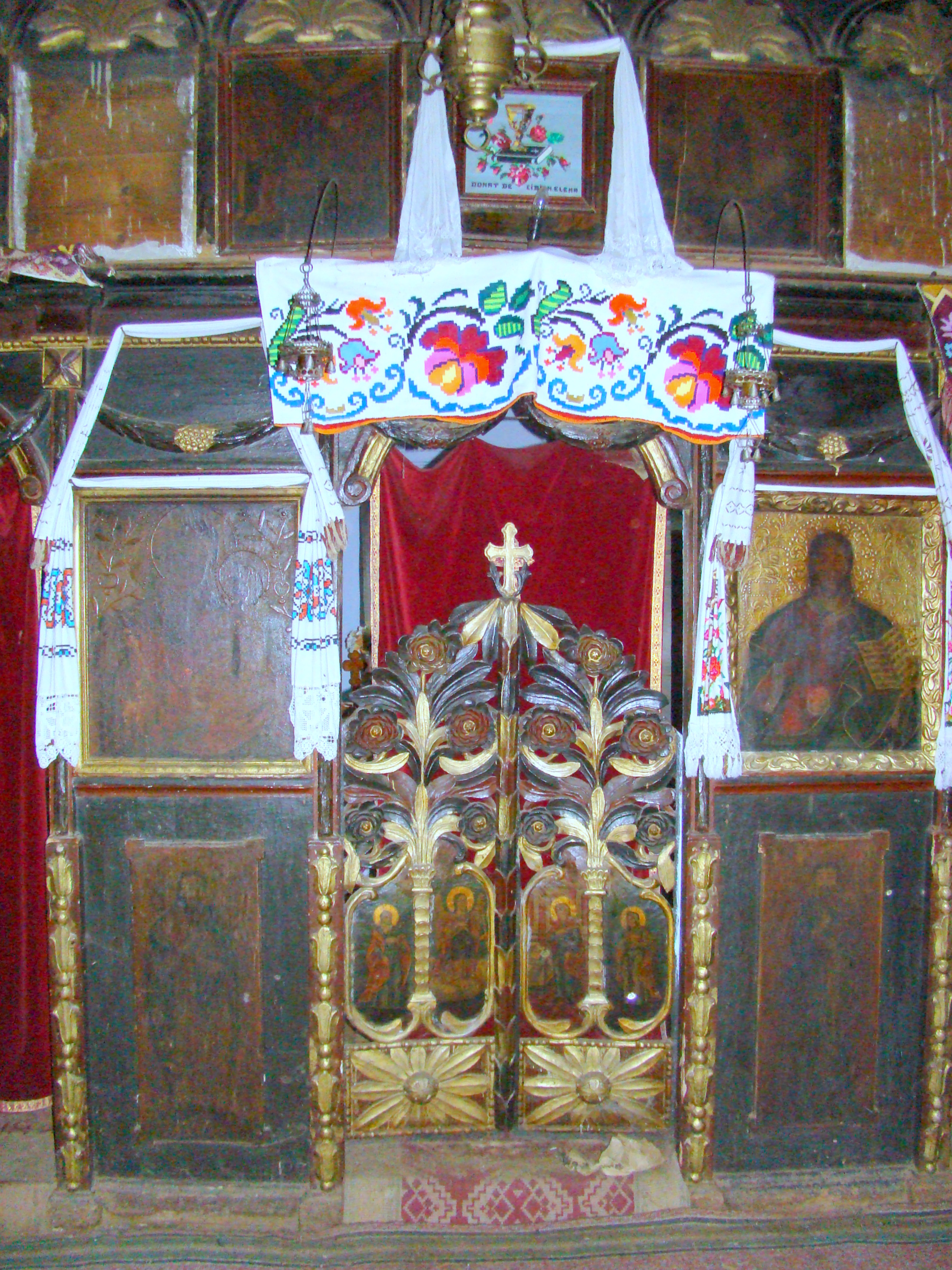
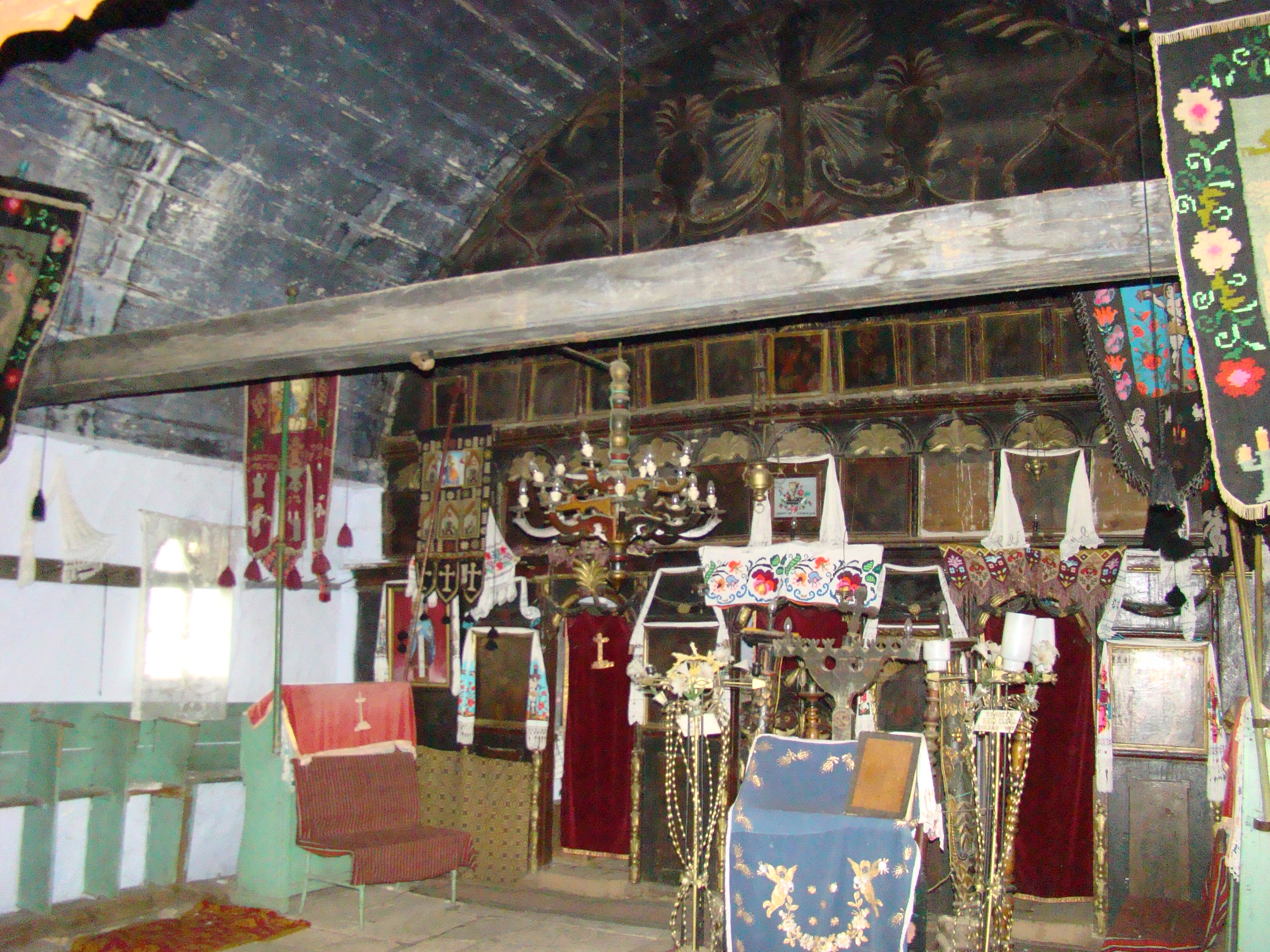
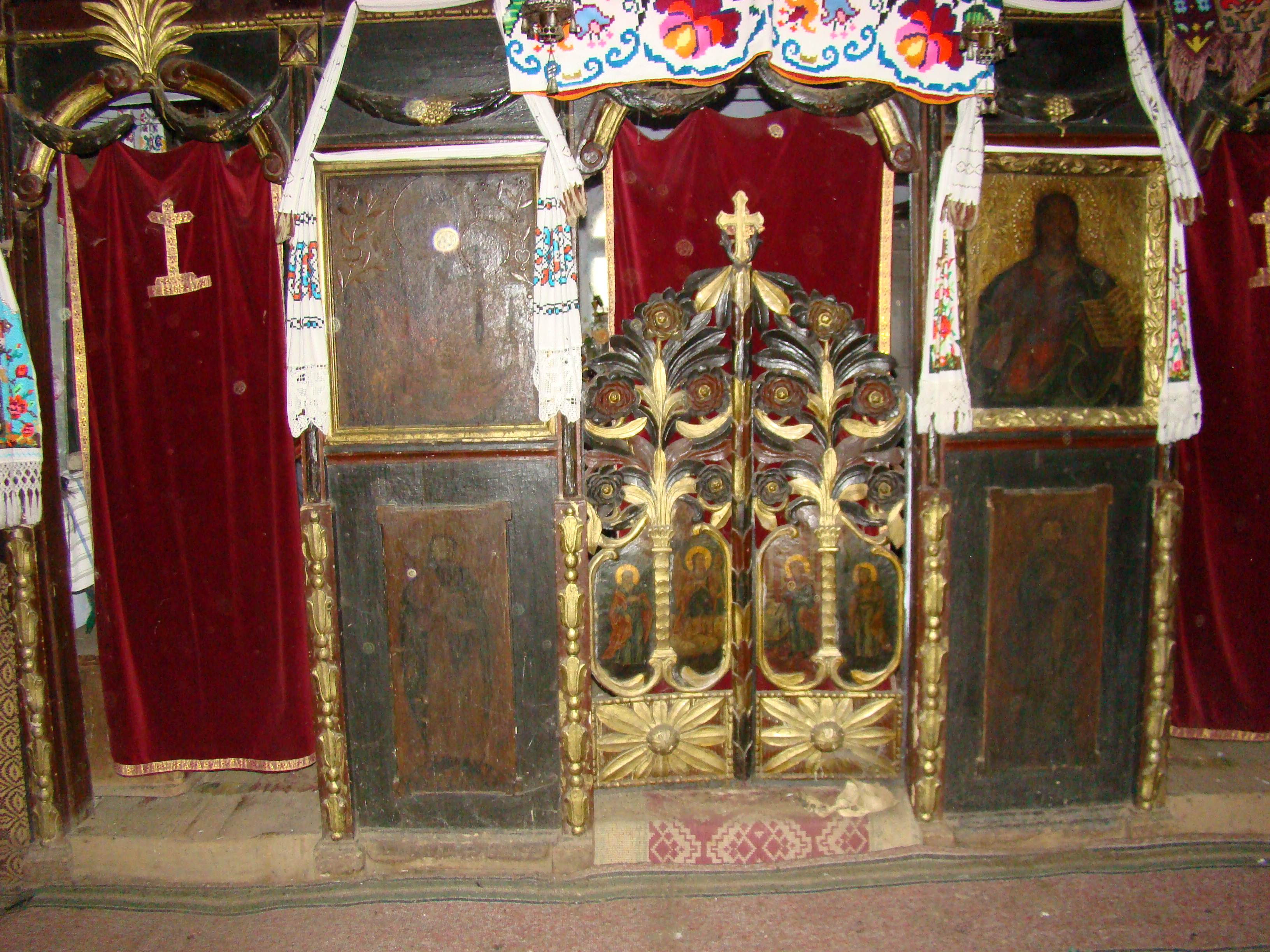
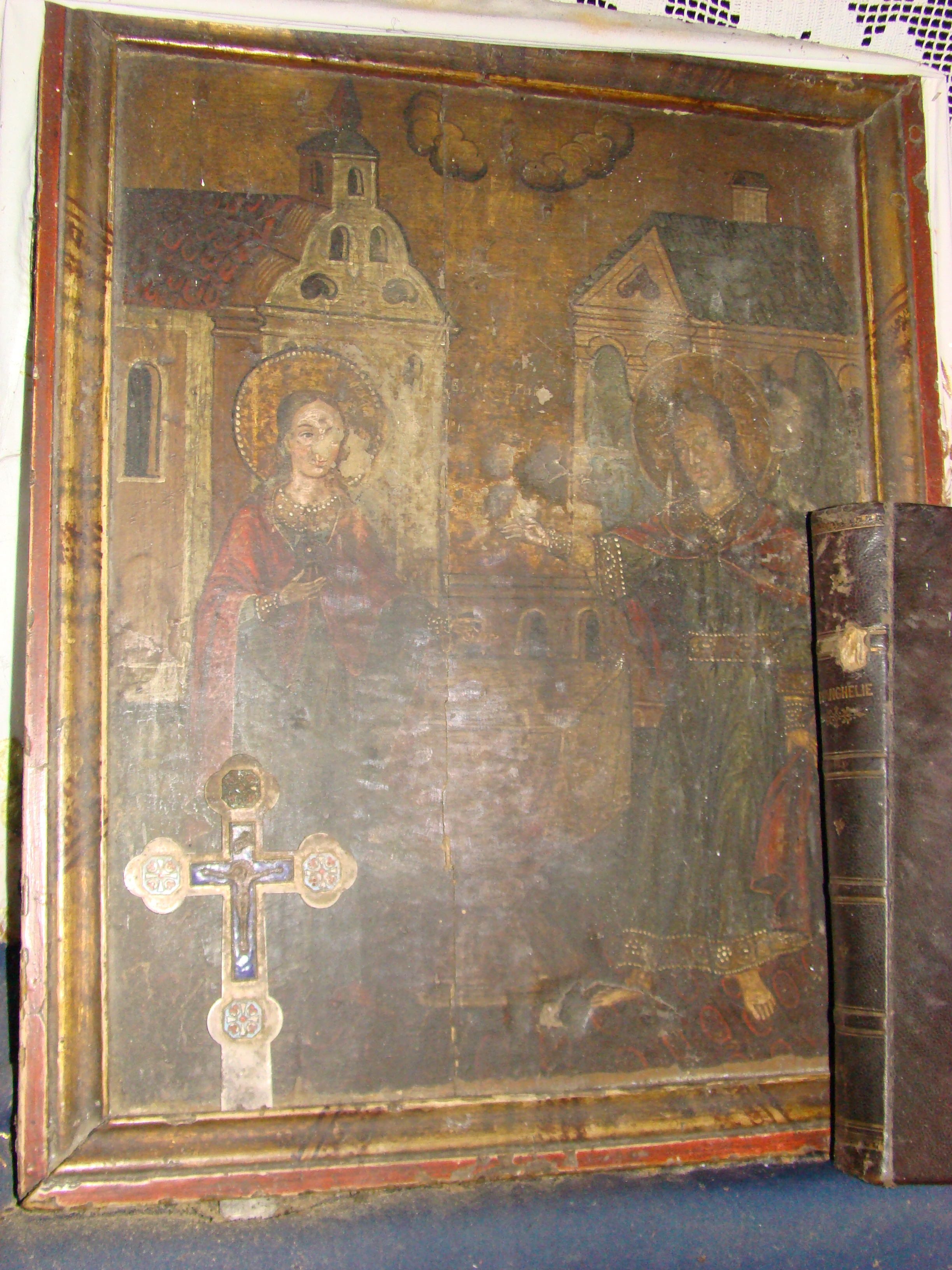
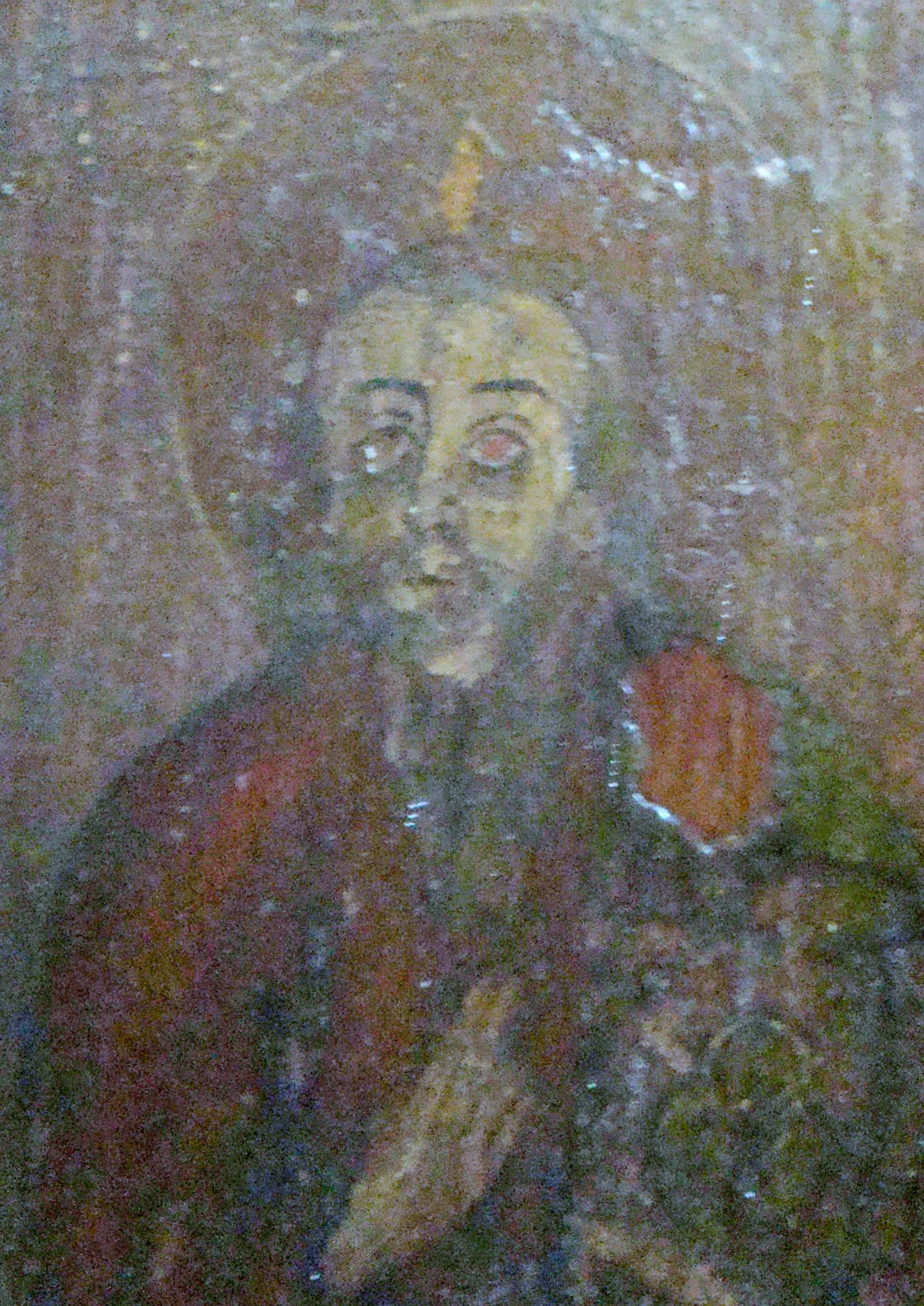
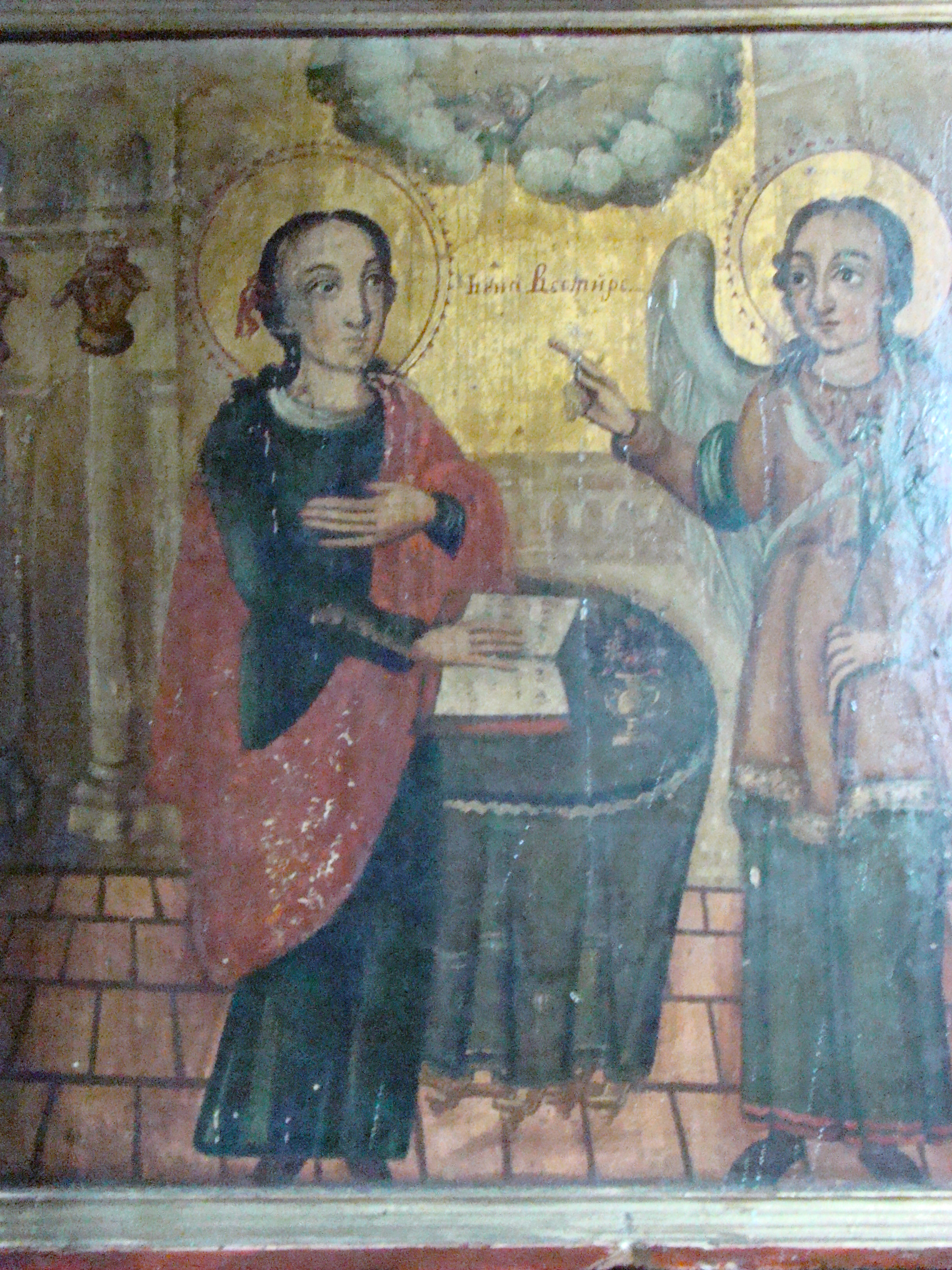
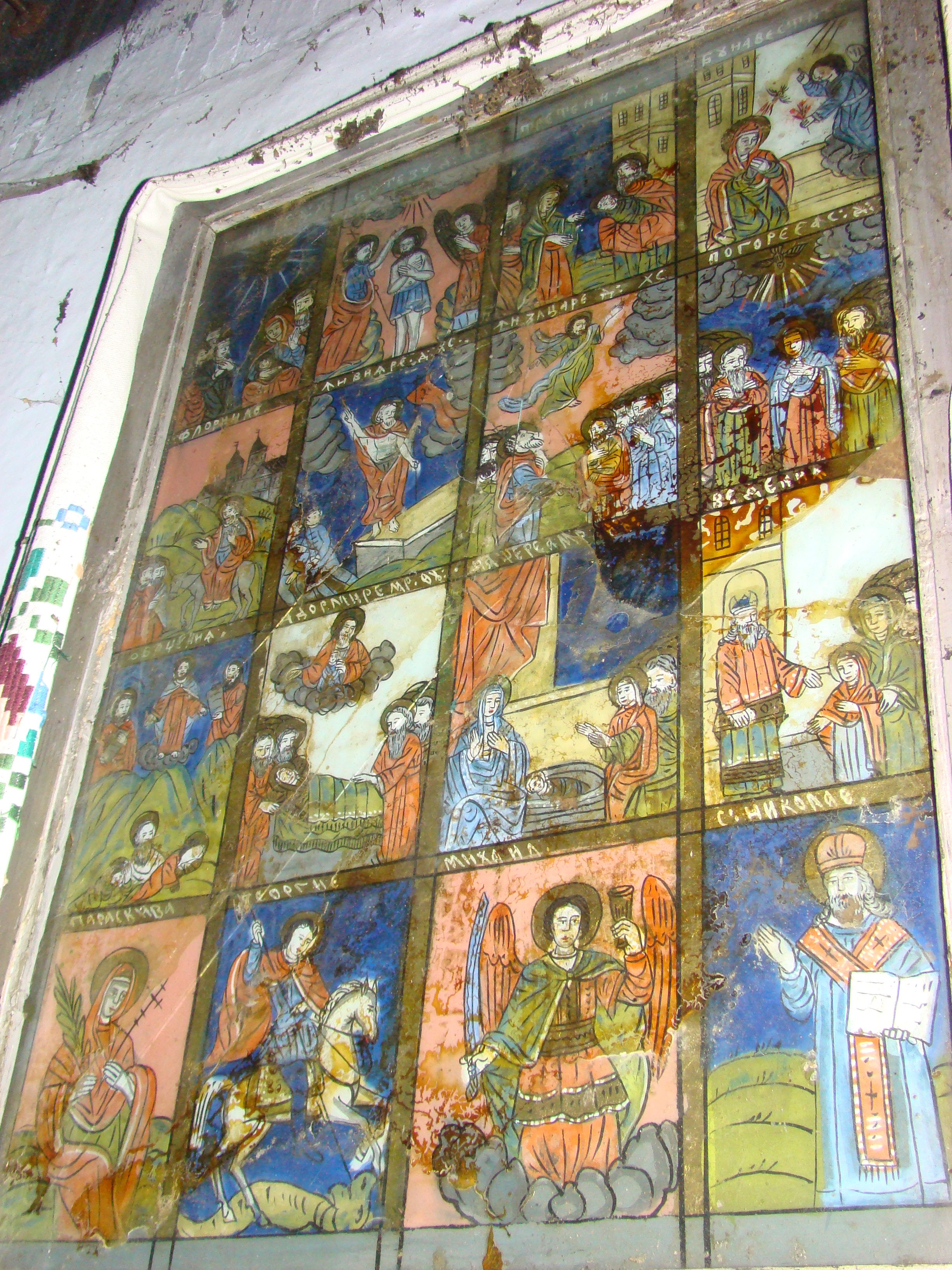
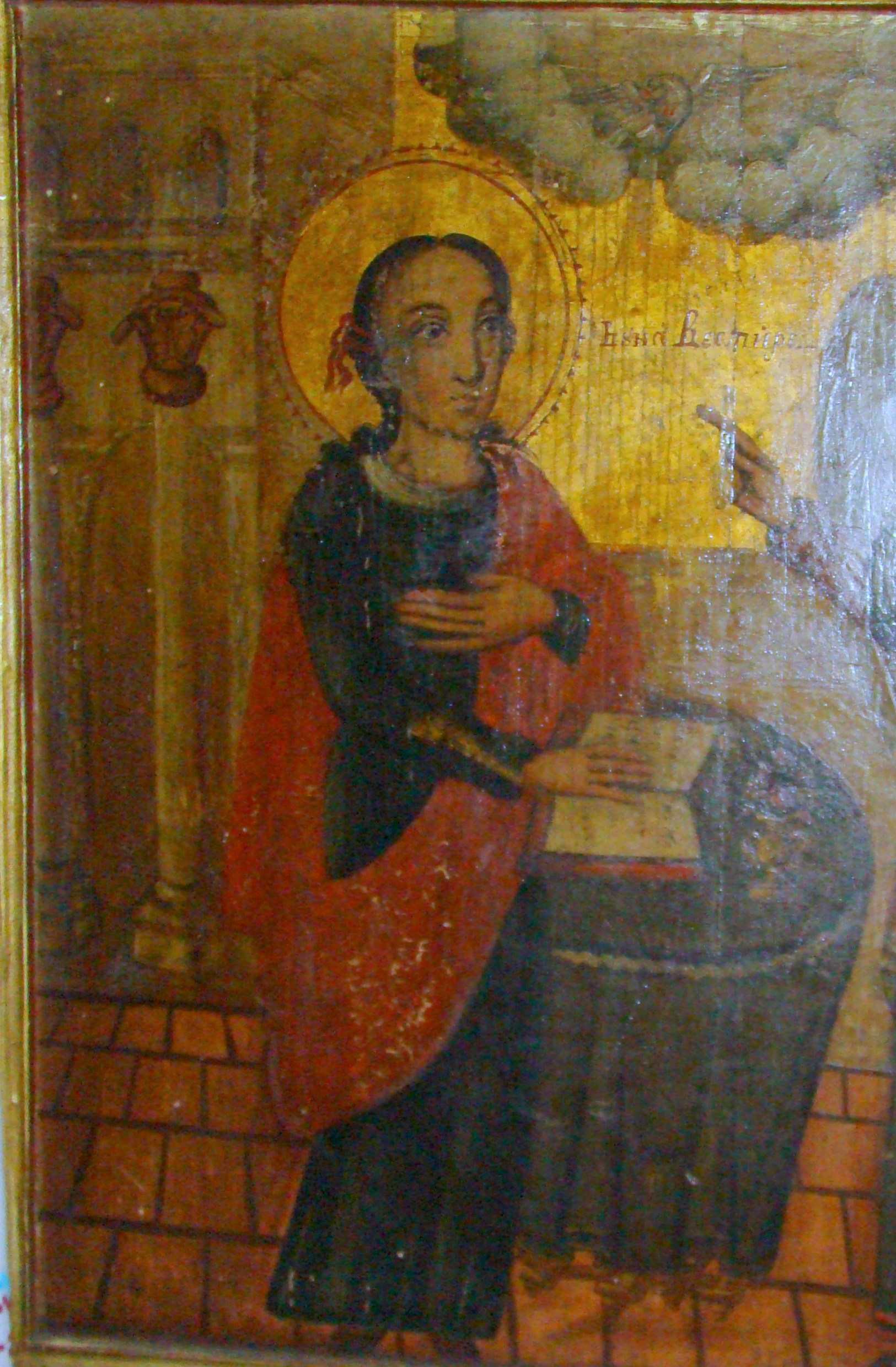

## Imagini din exterior

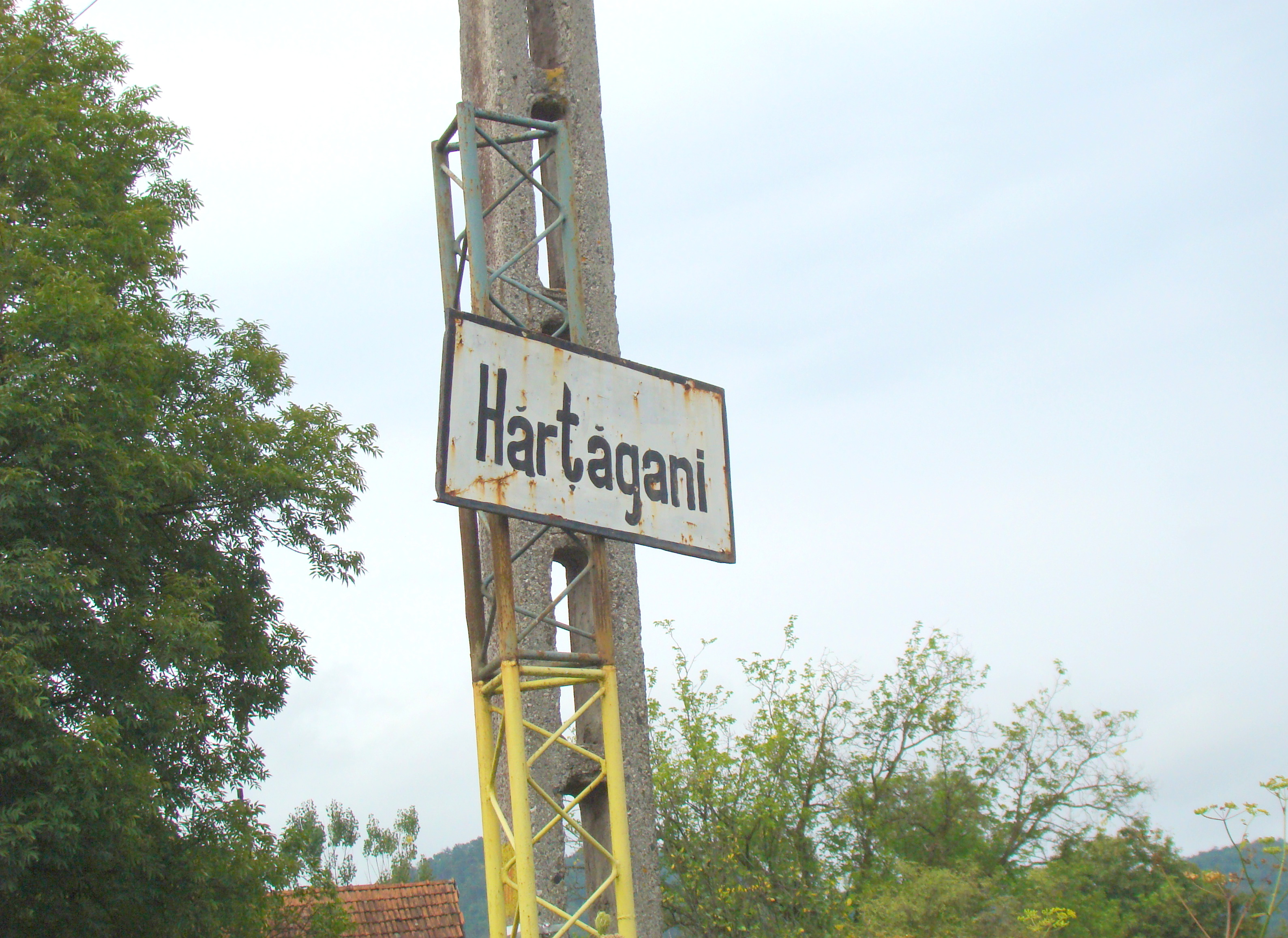
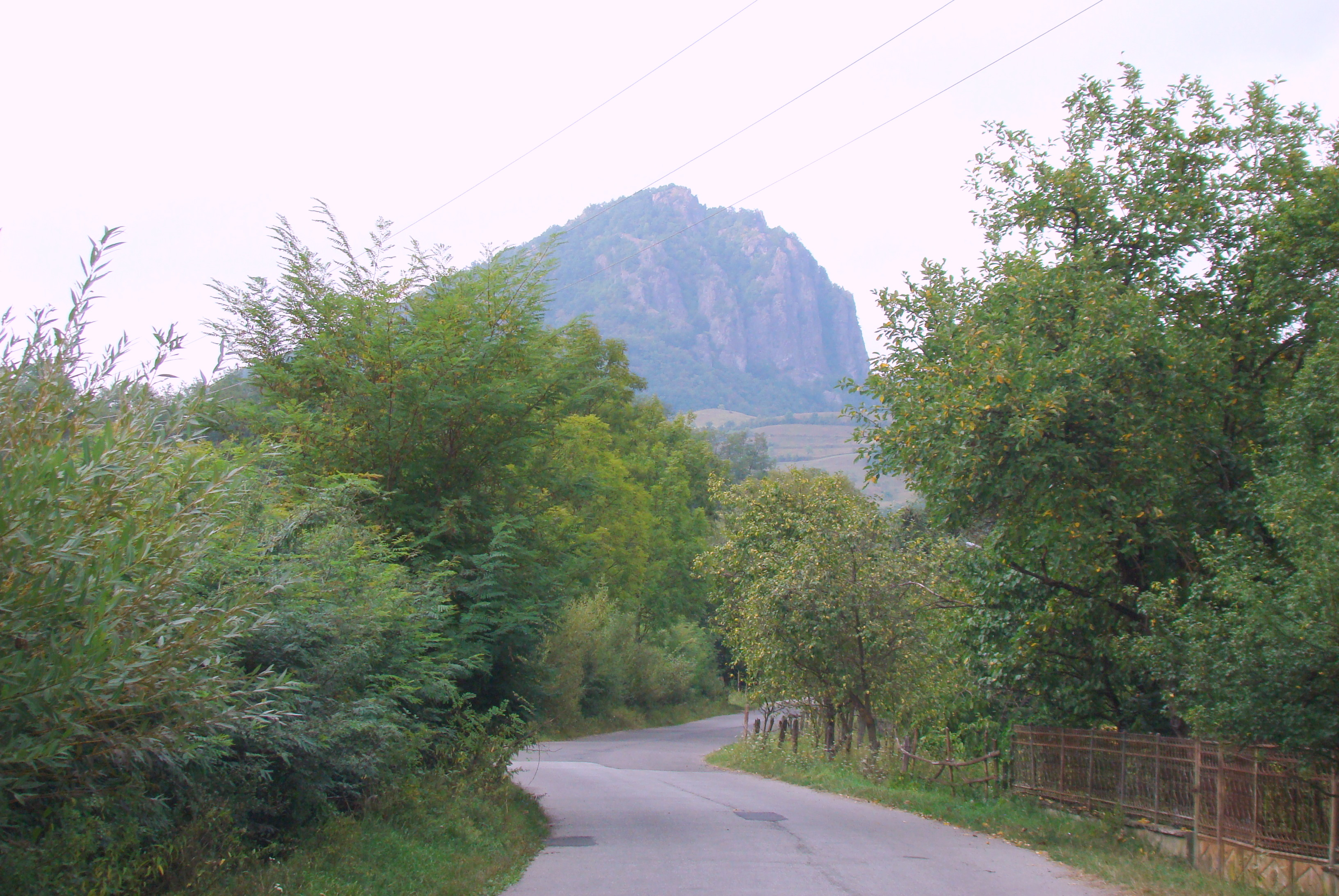
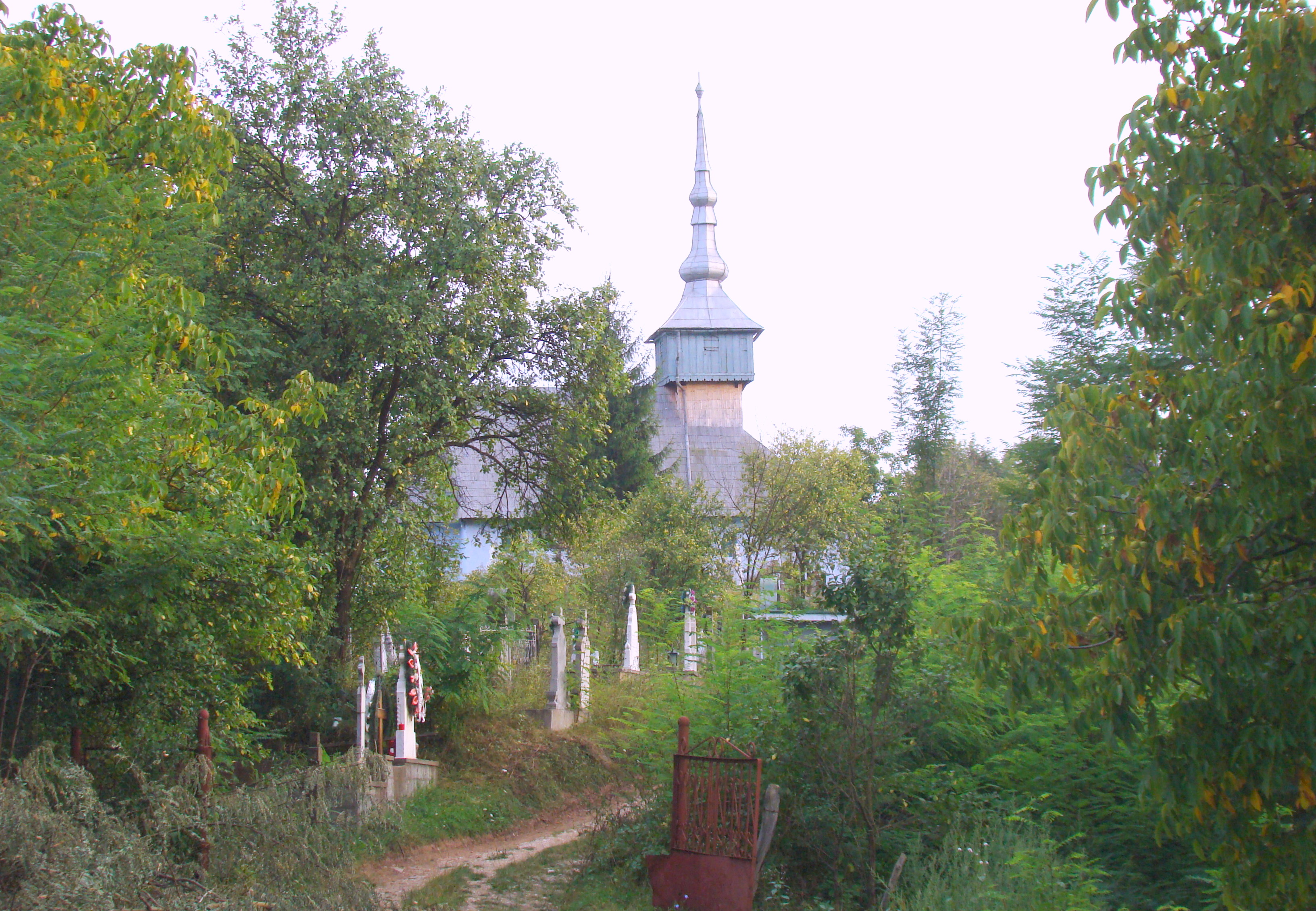
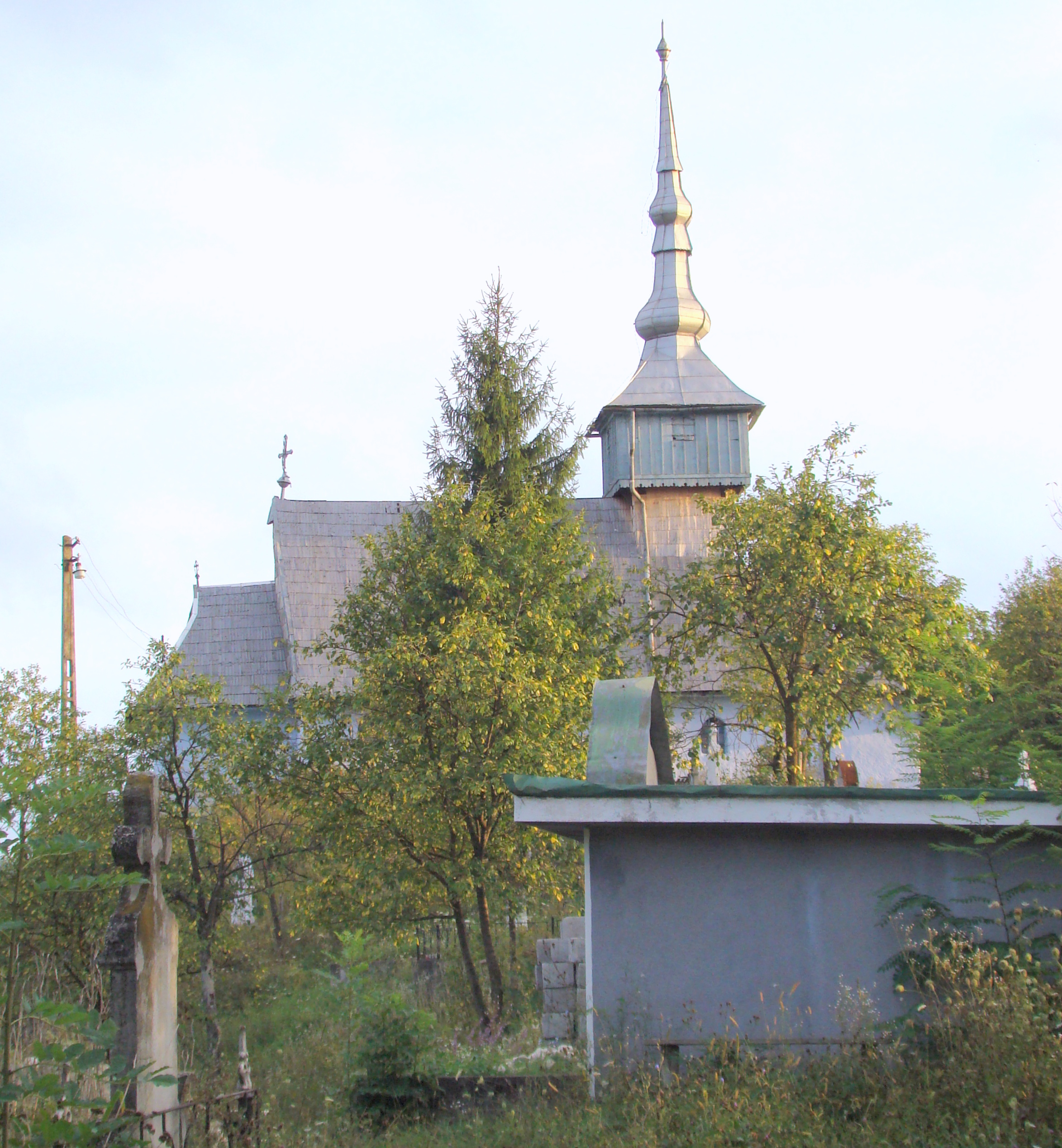
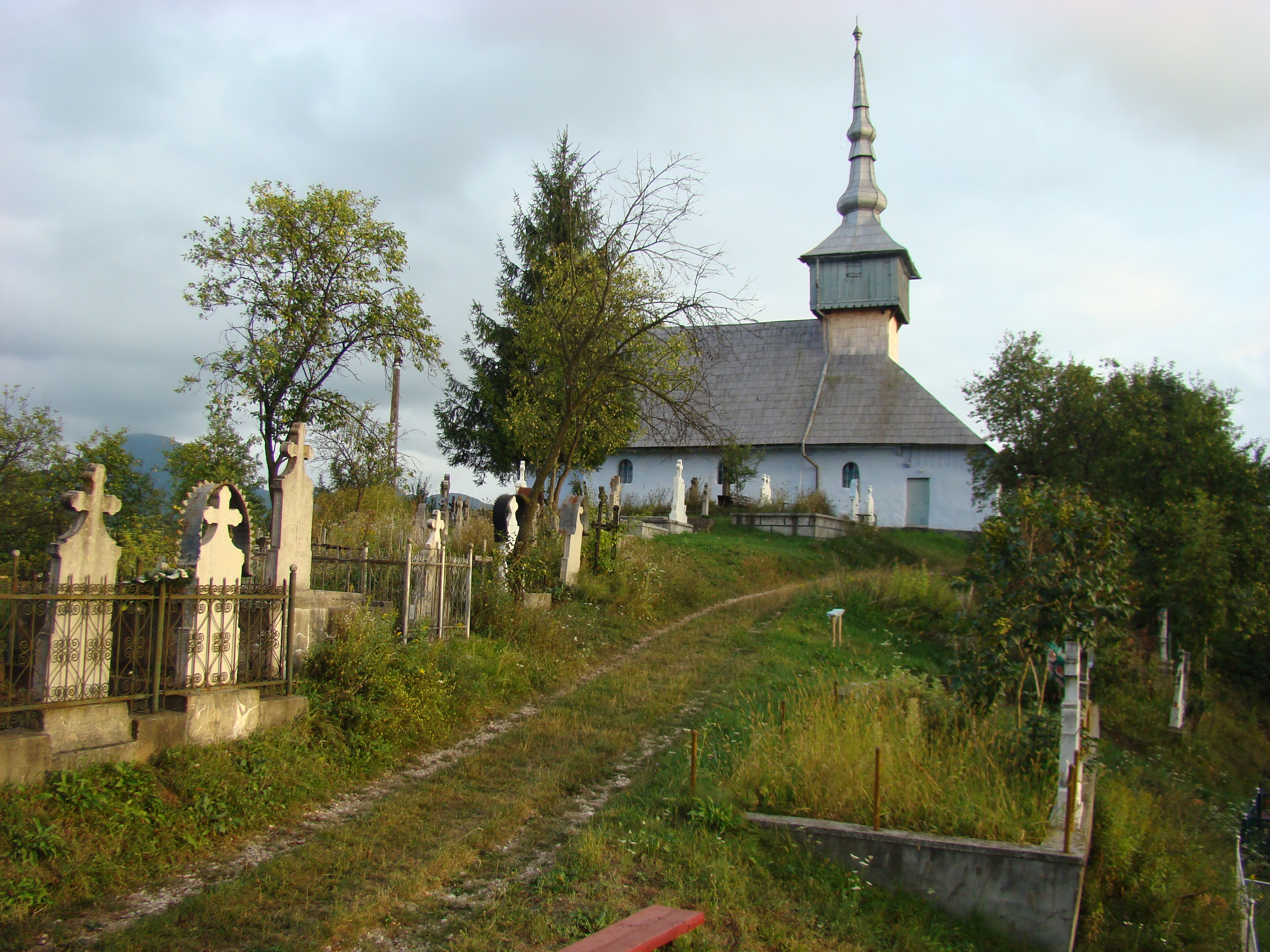
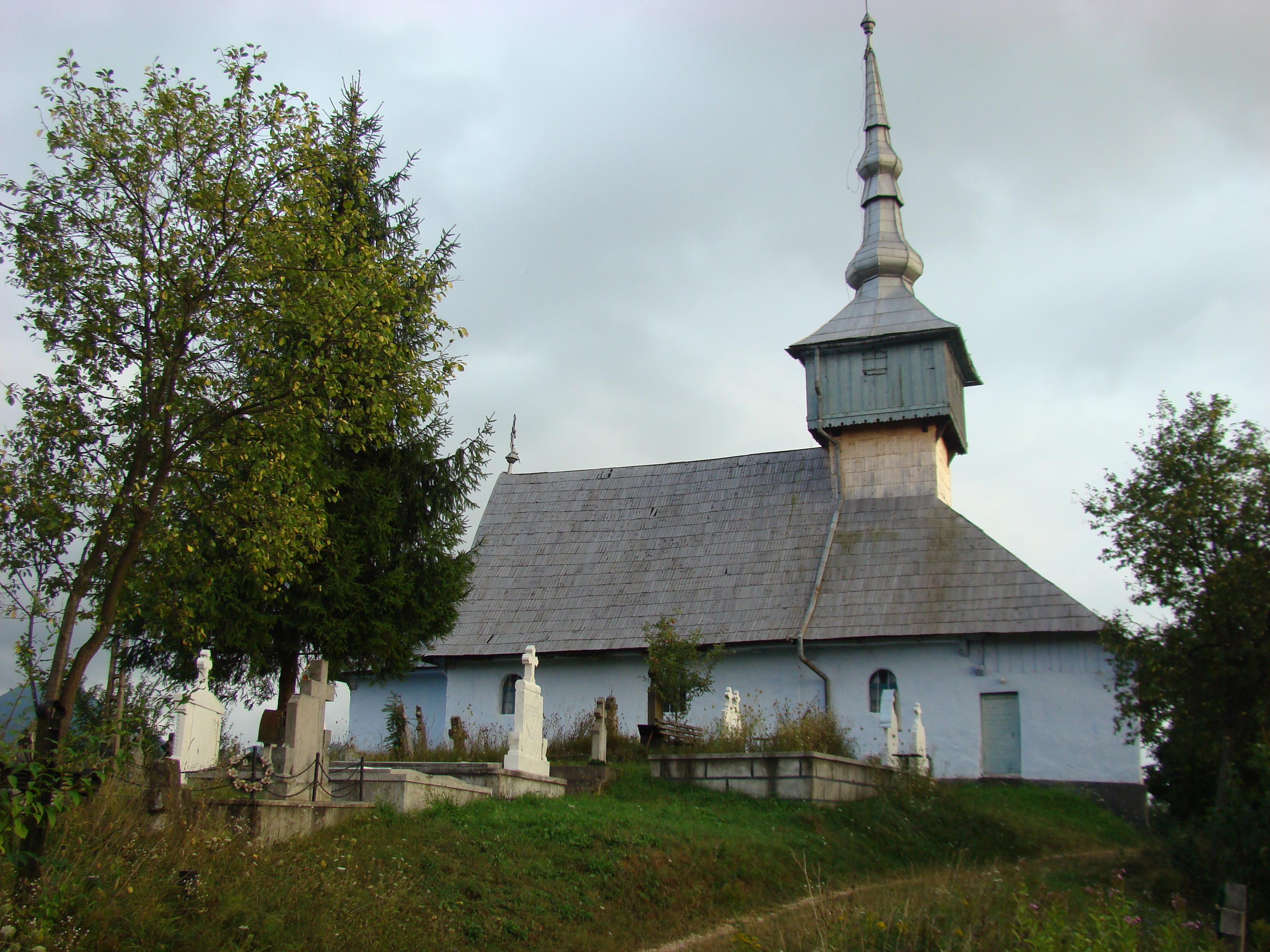
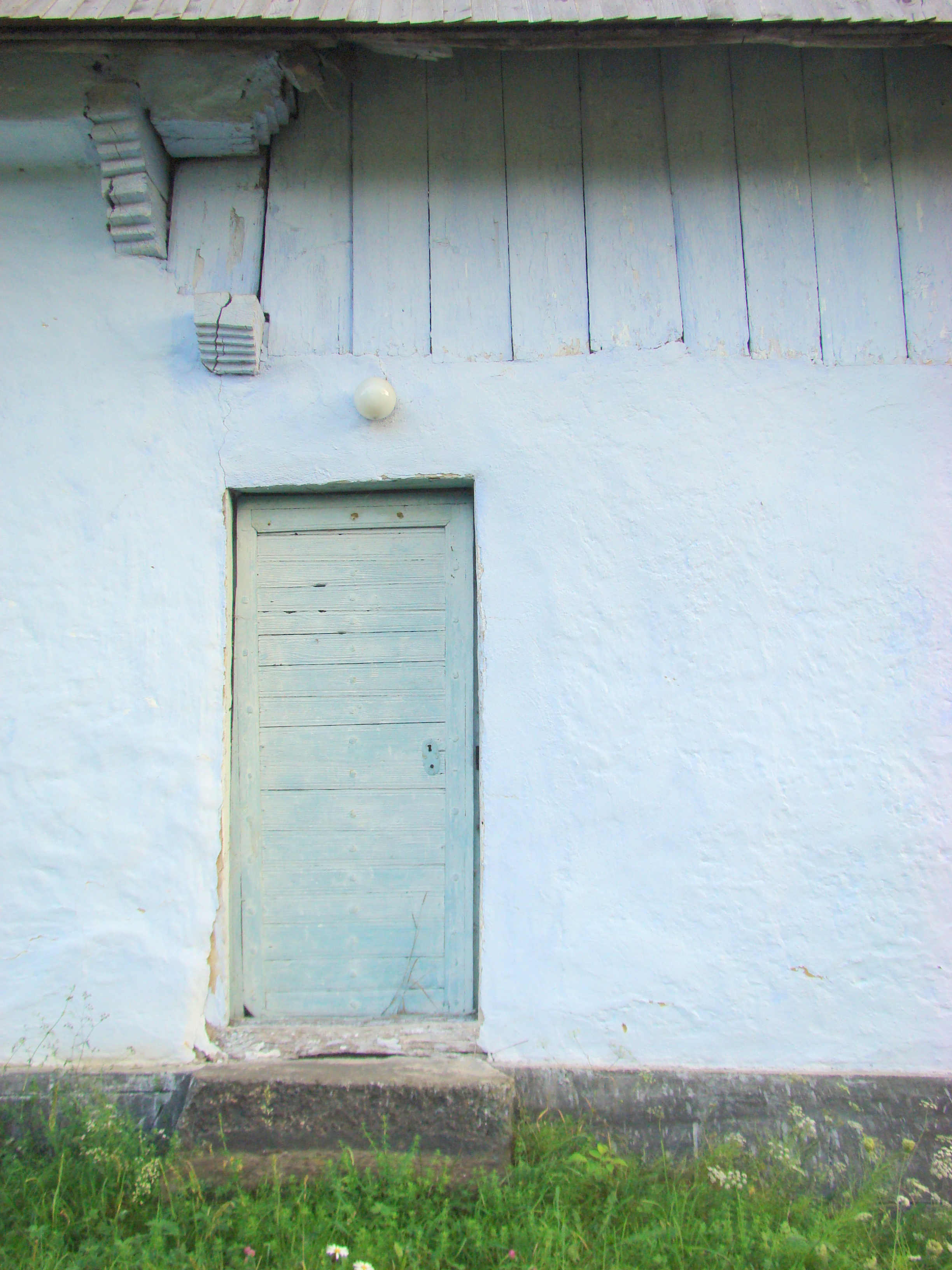
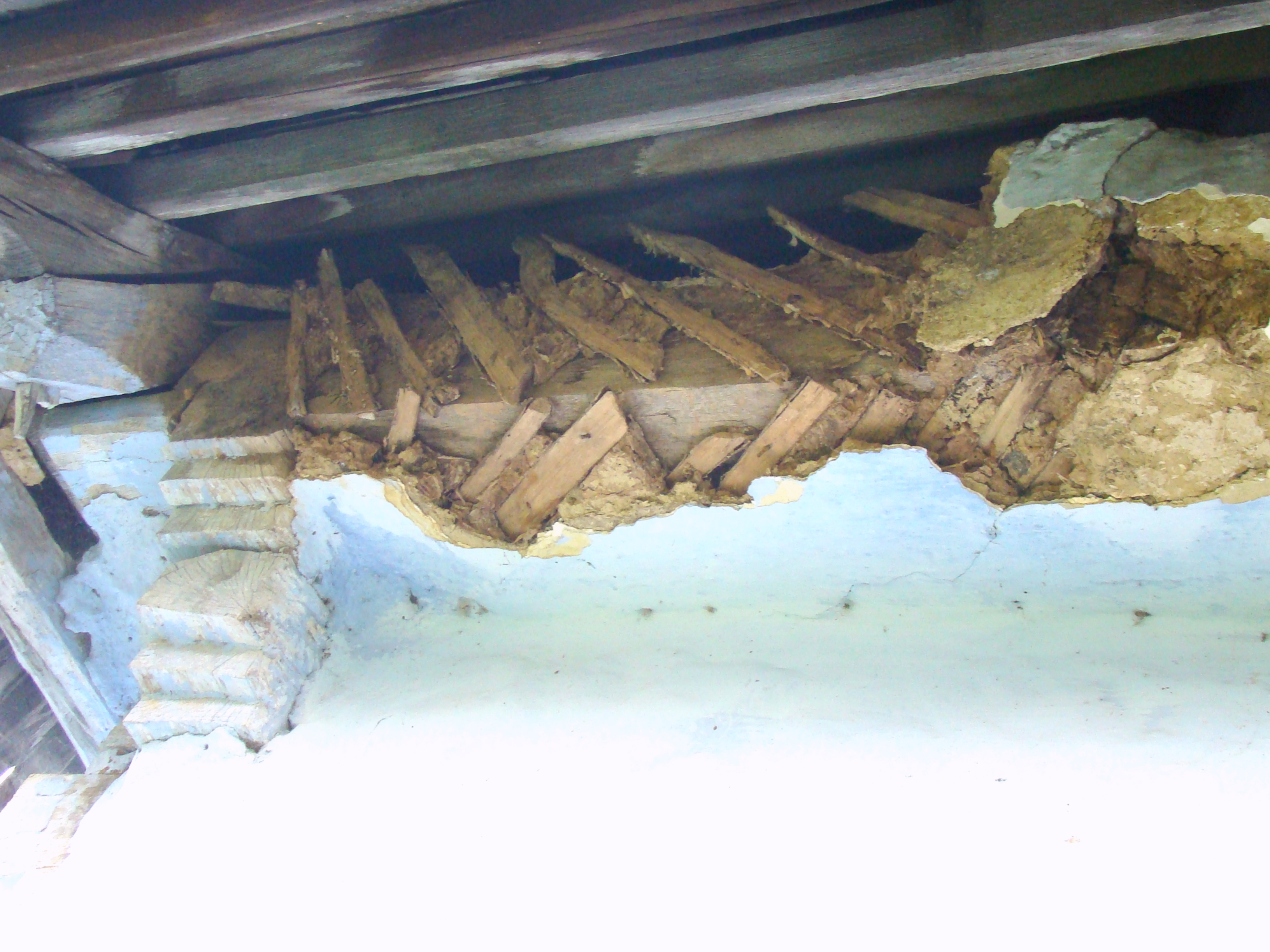
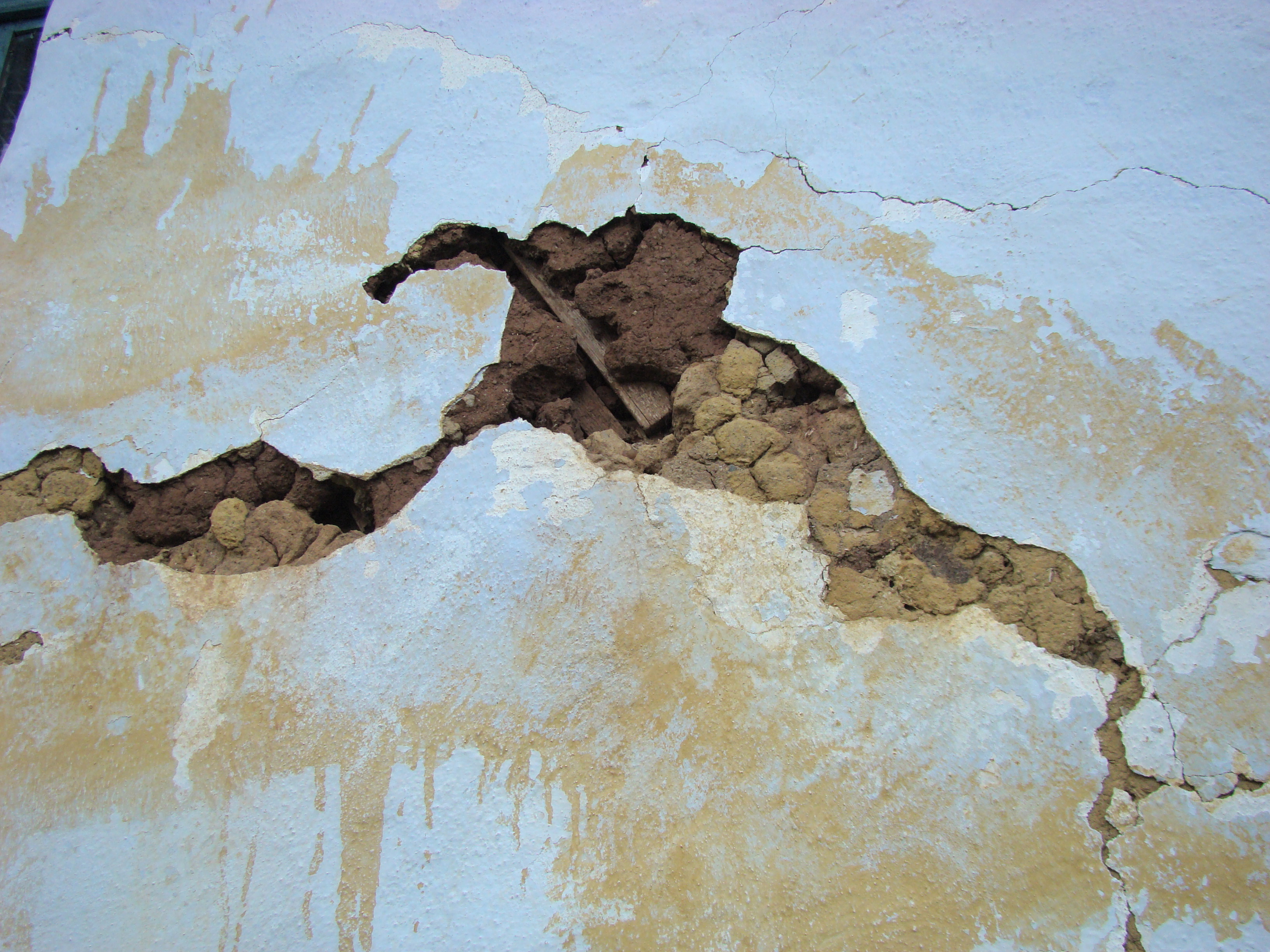
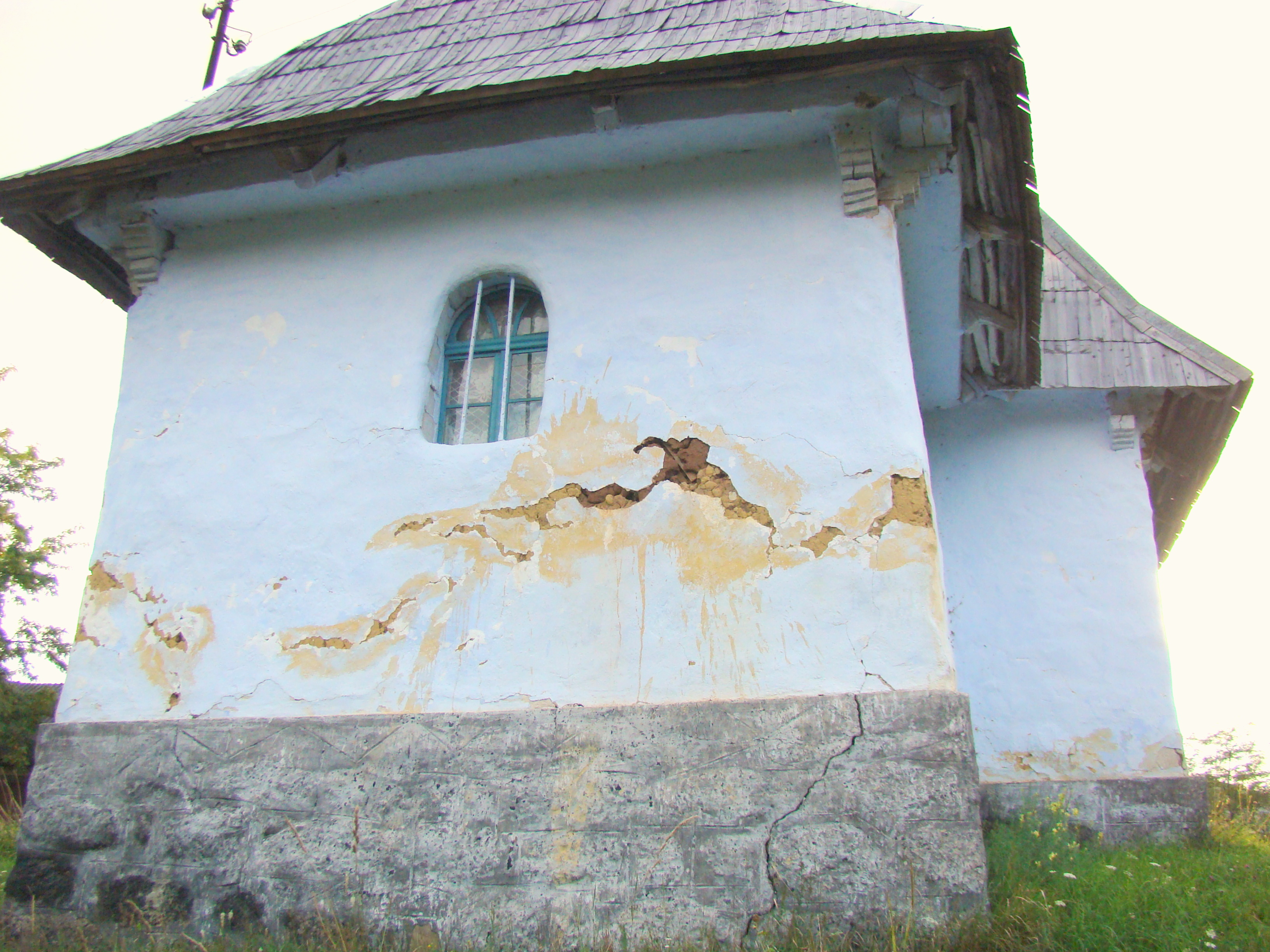
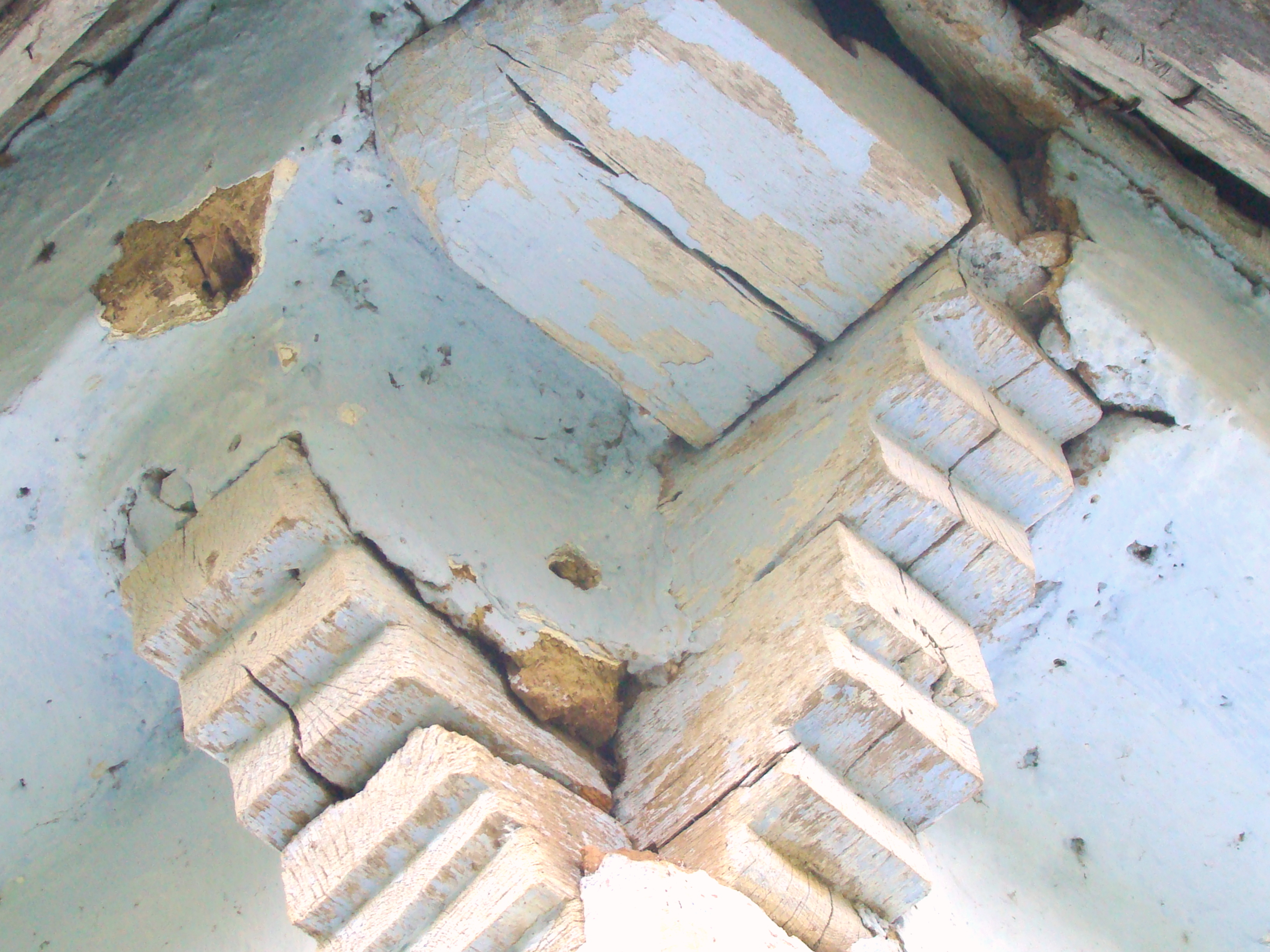
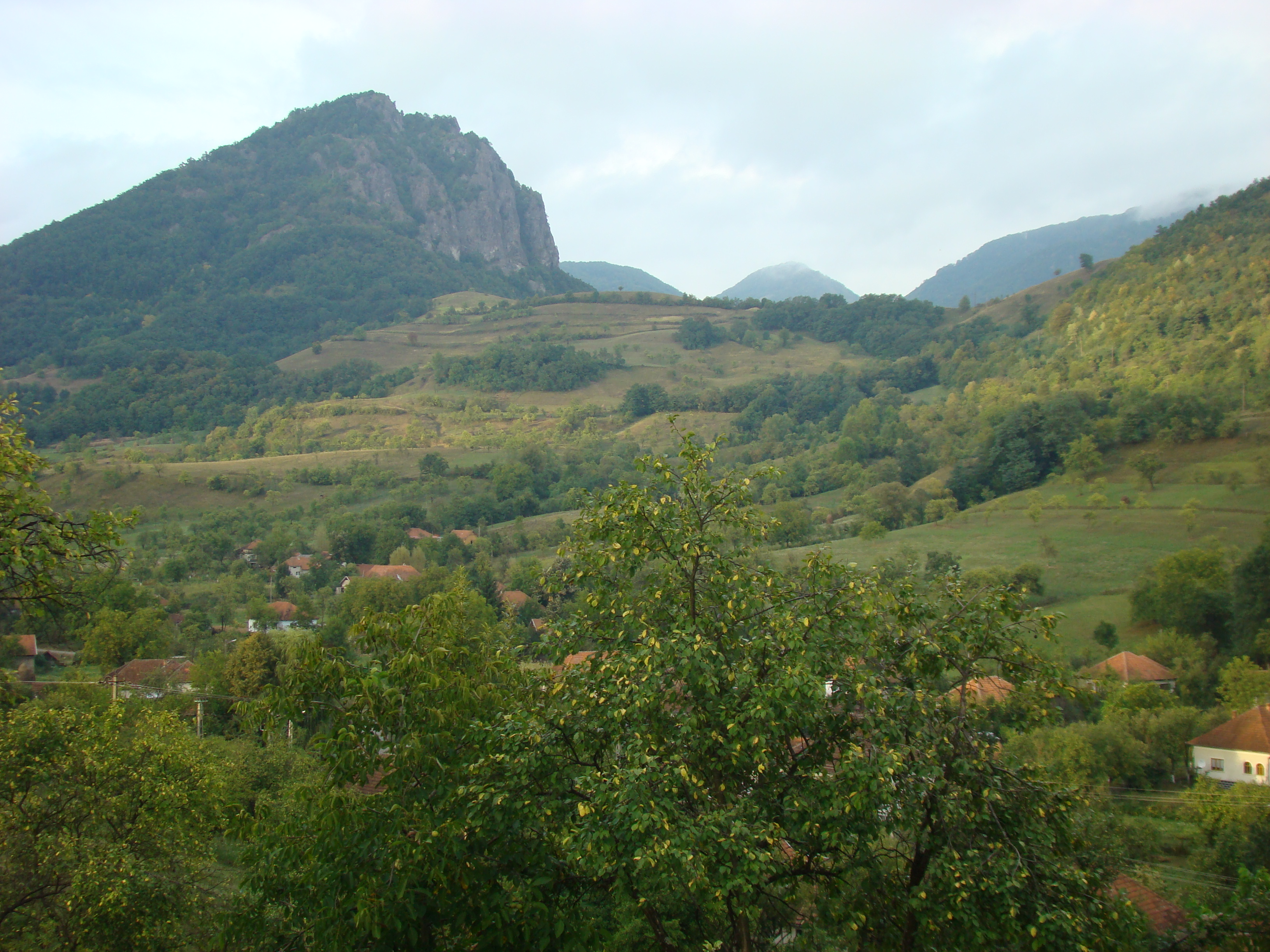
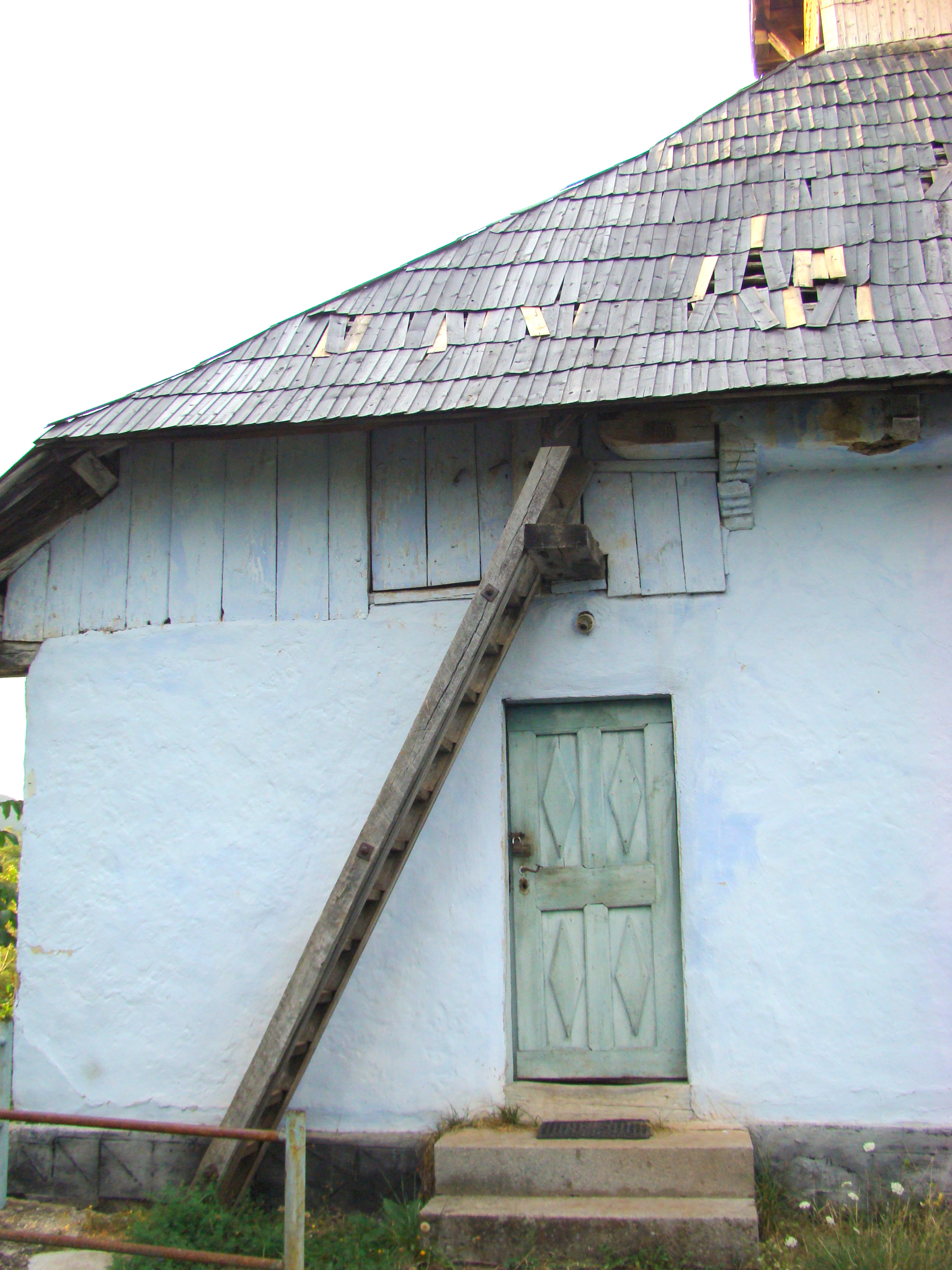
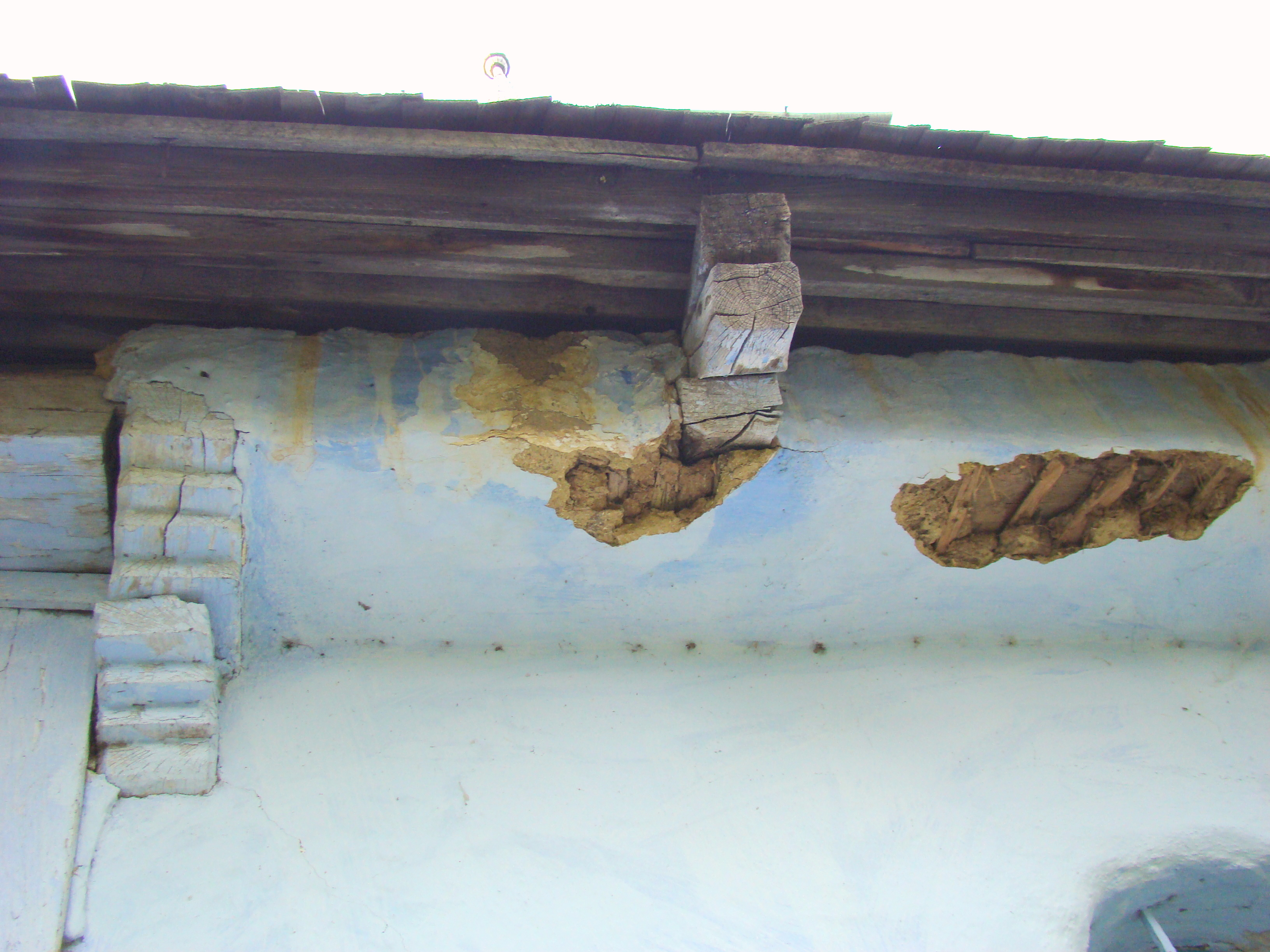
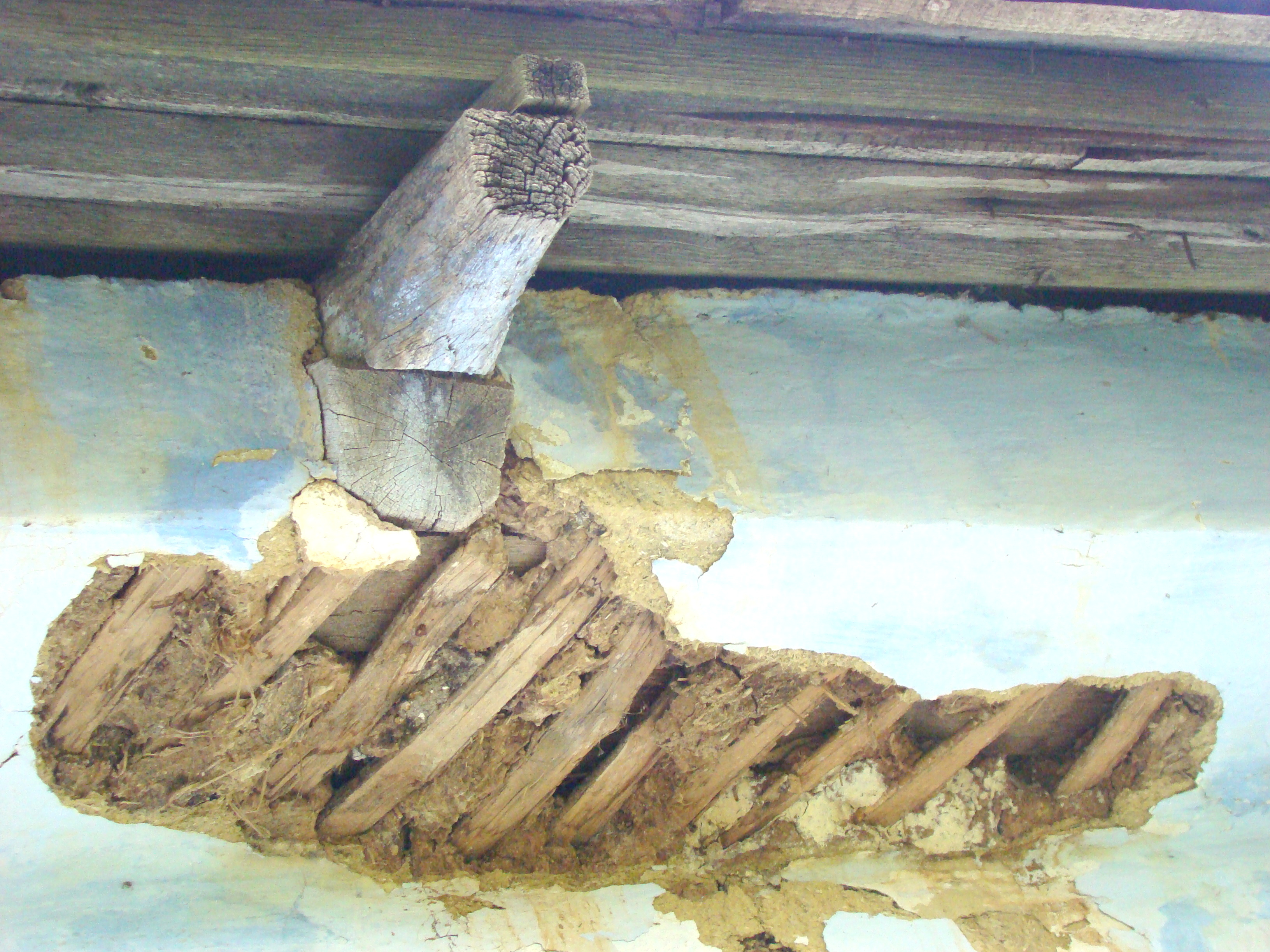
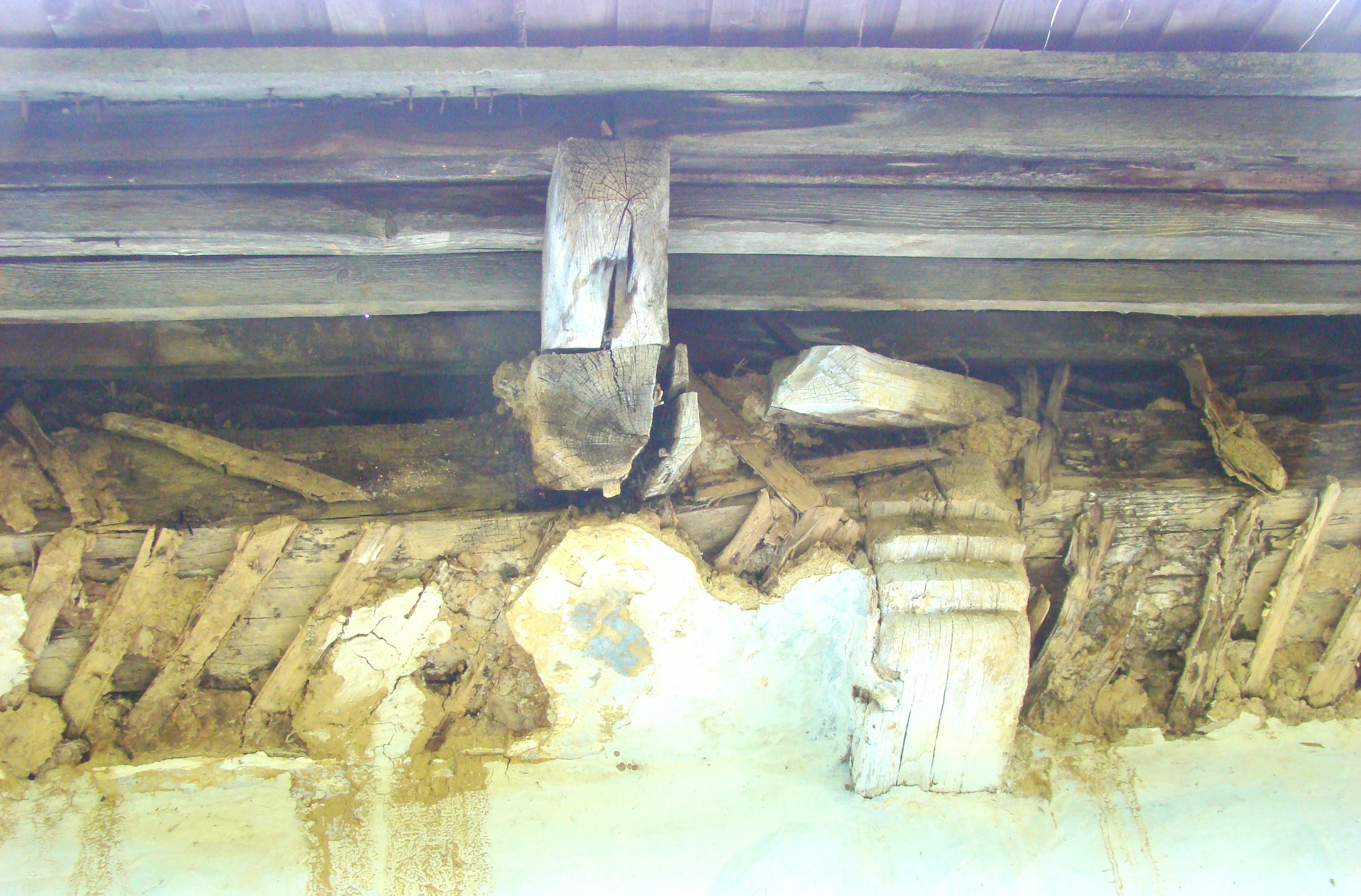
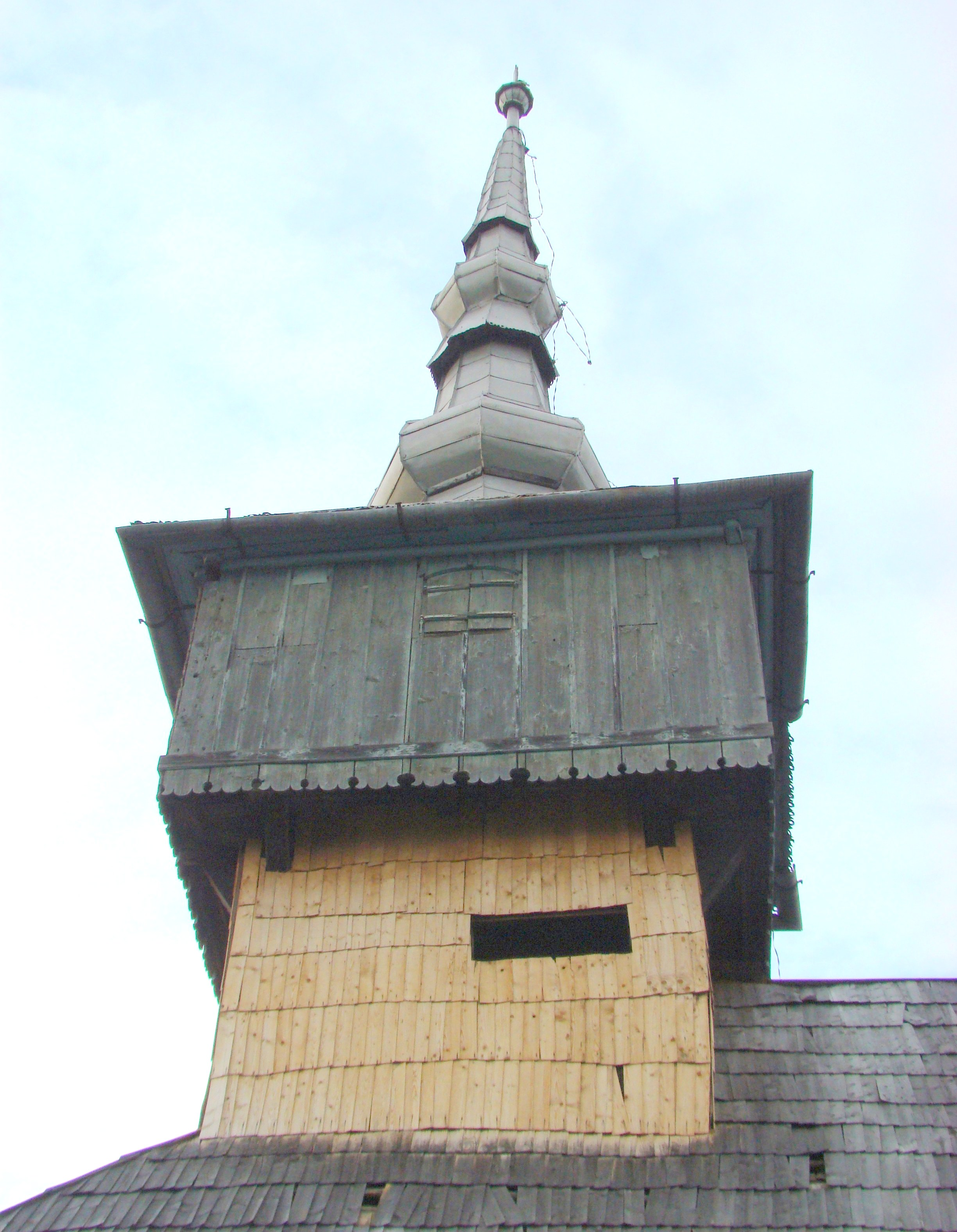
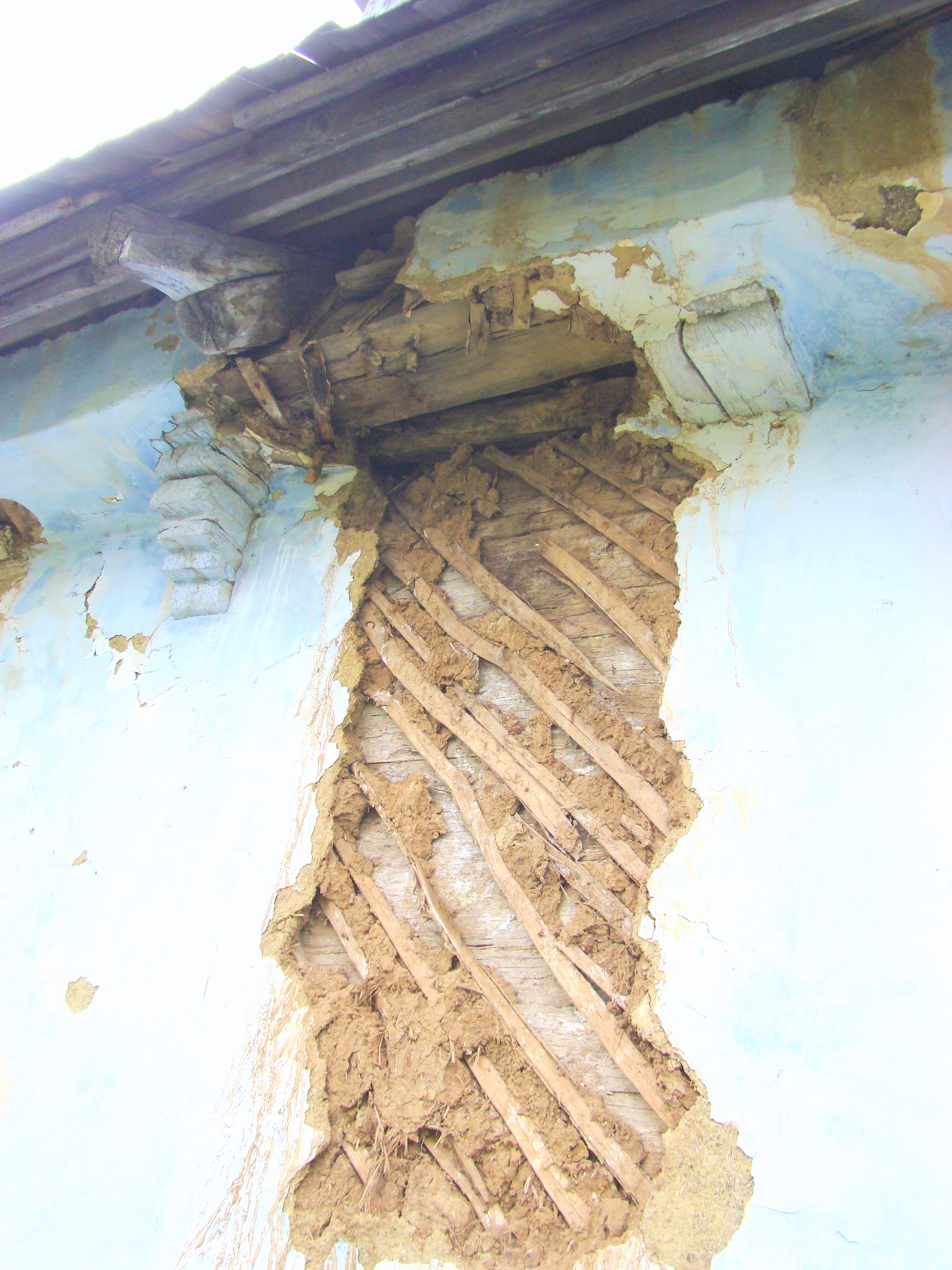
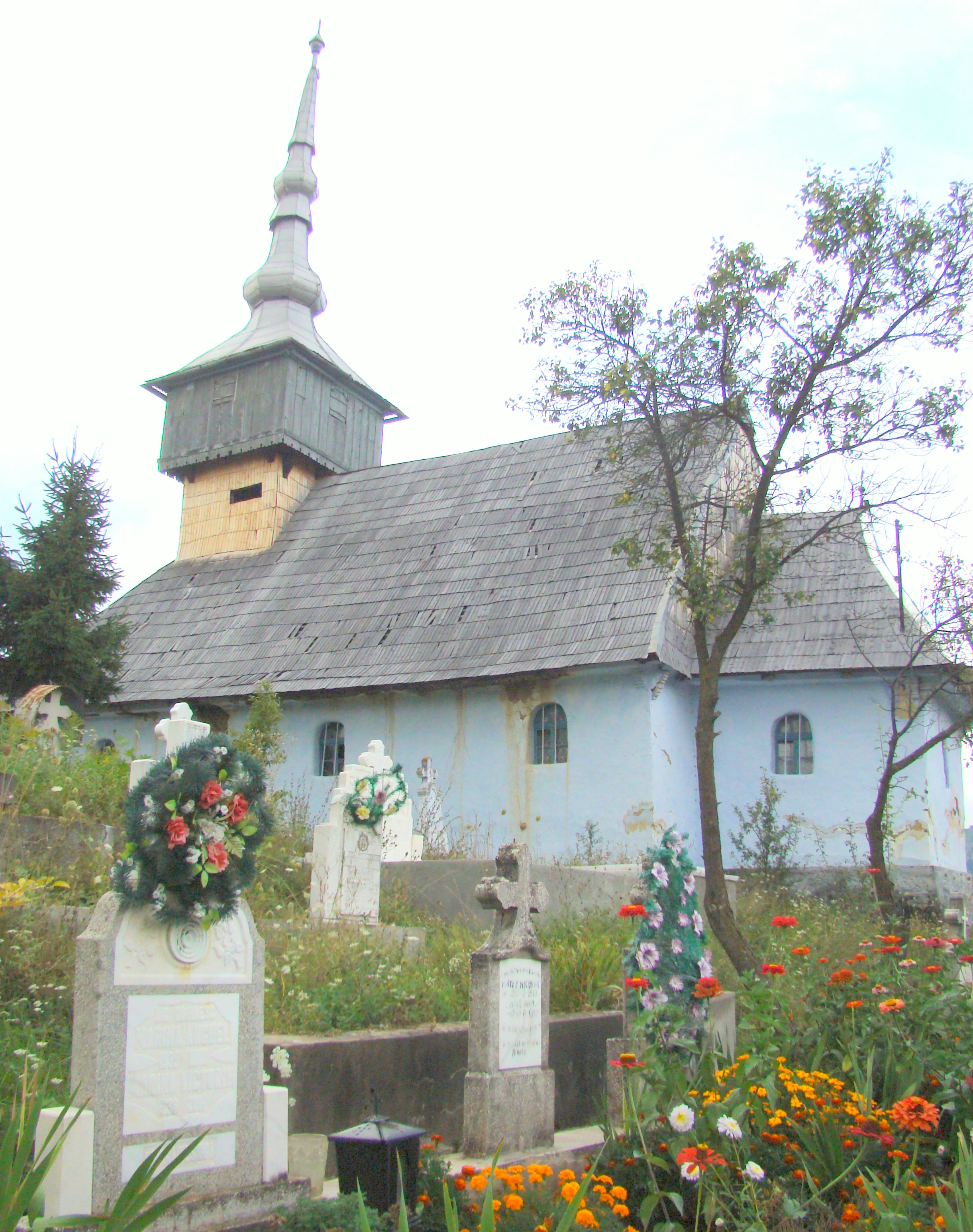
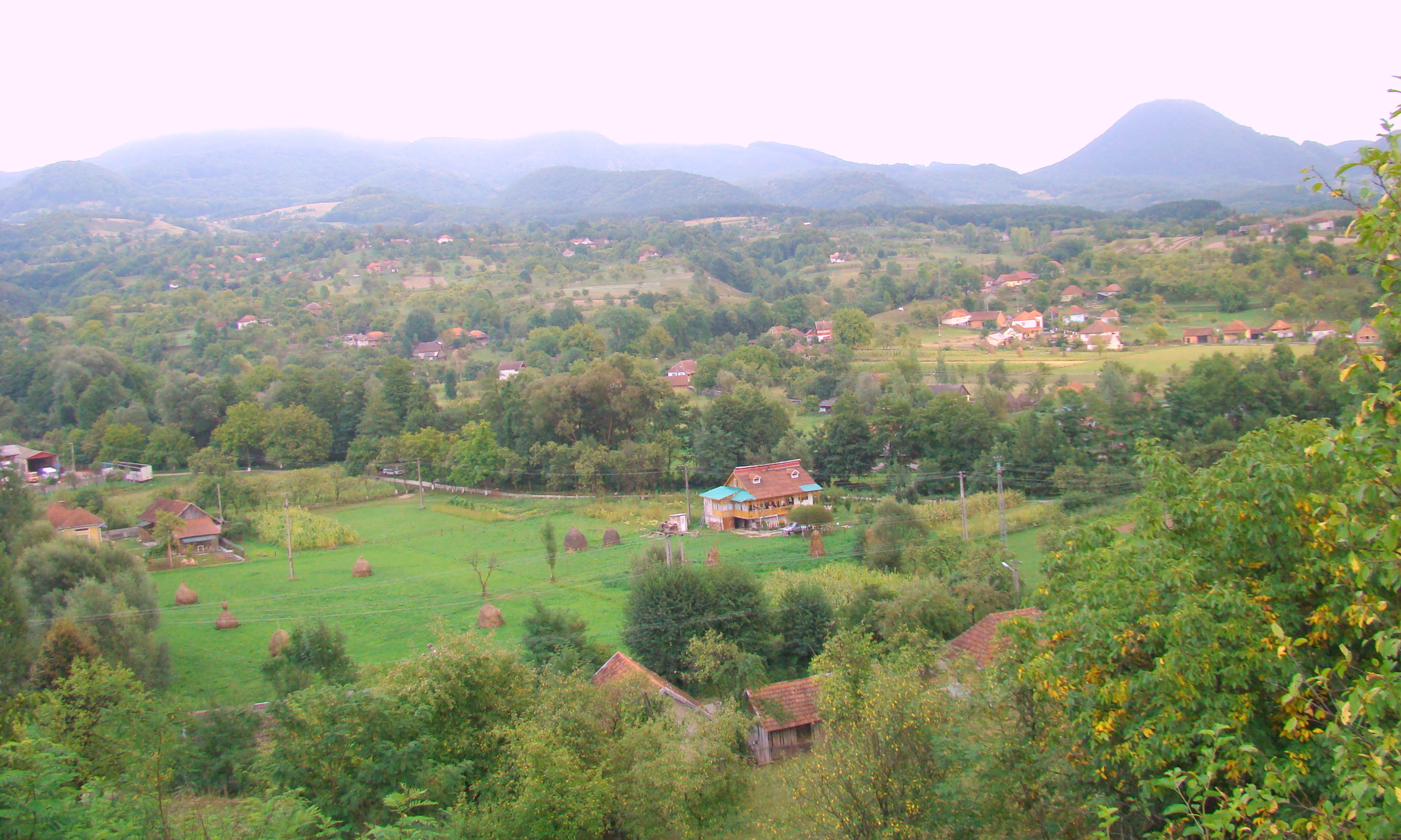
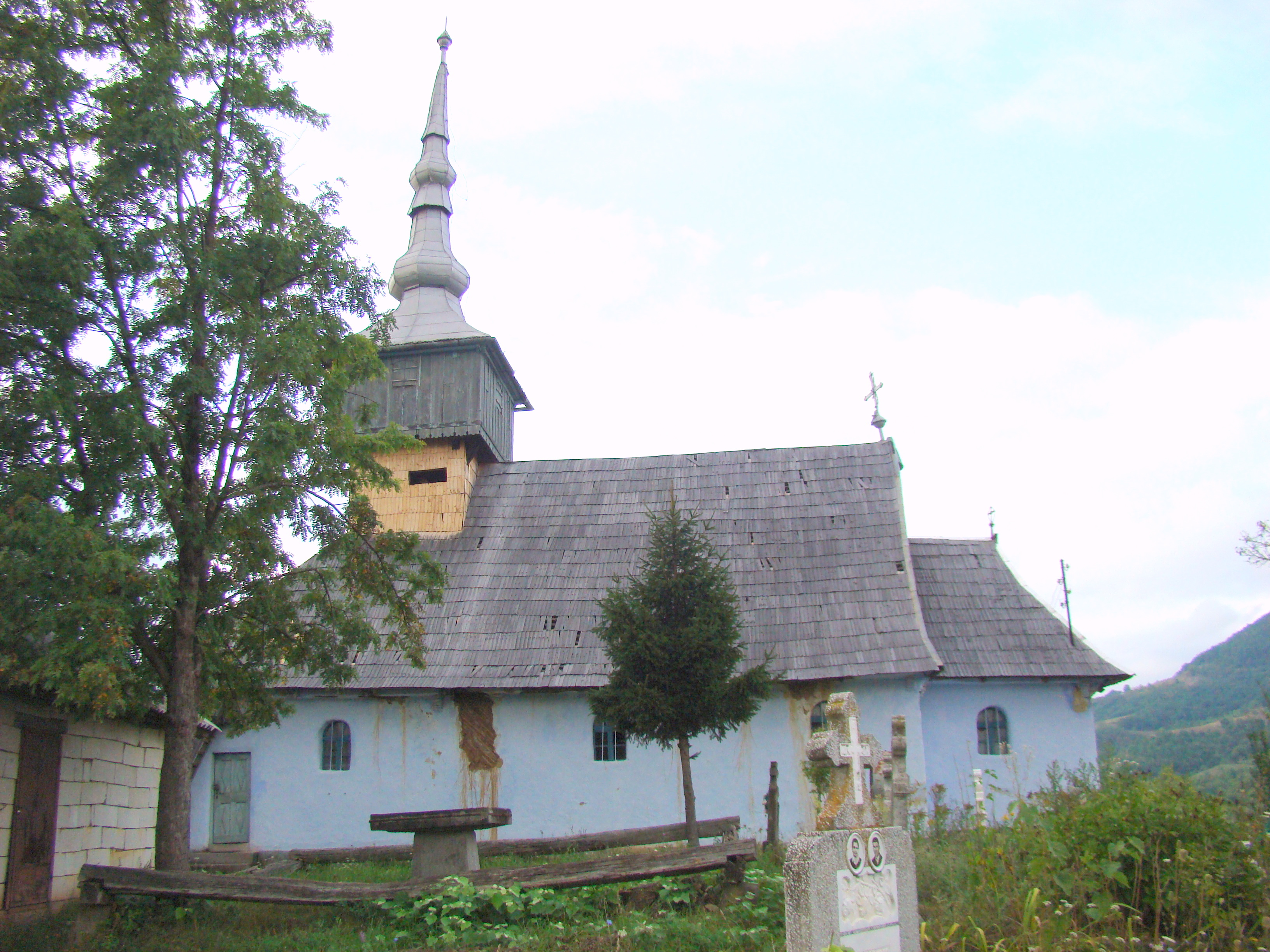
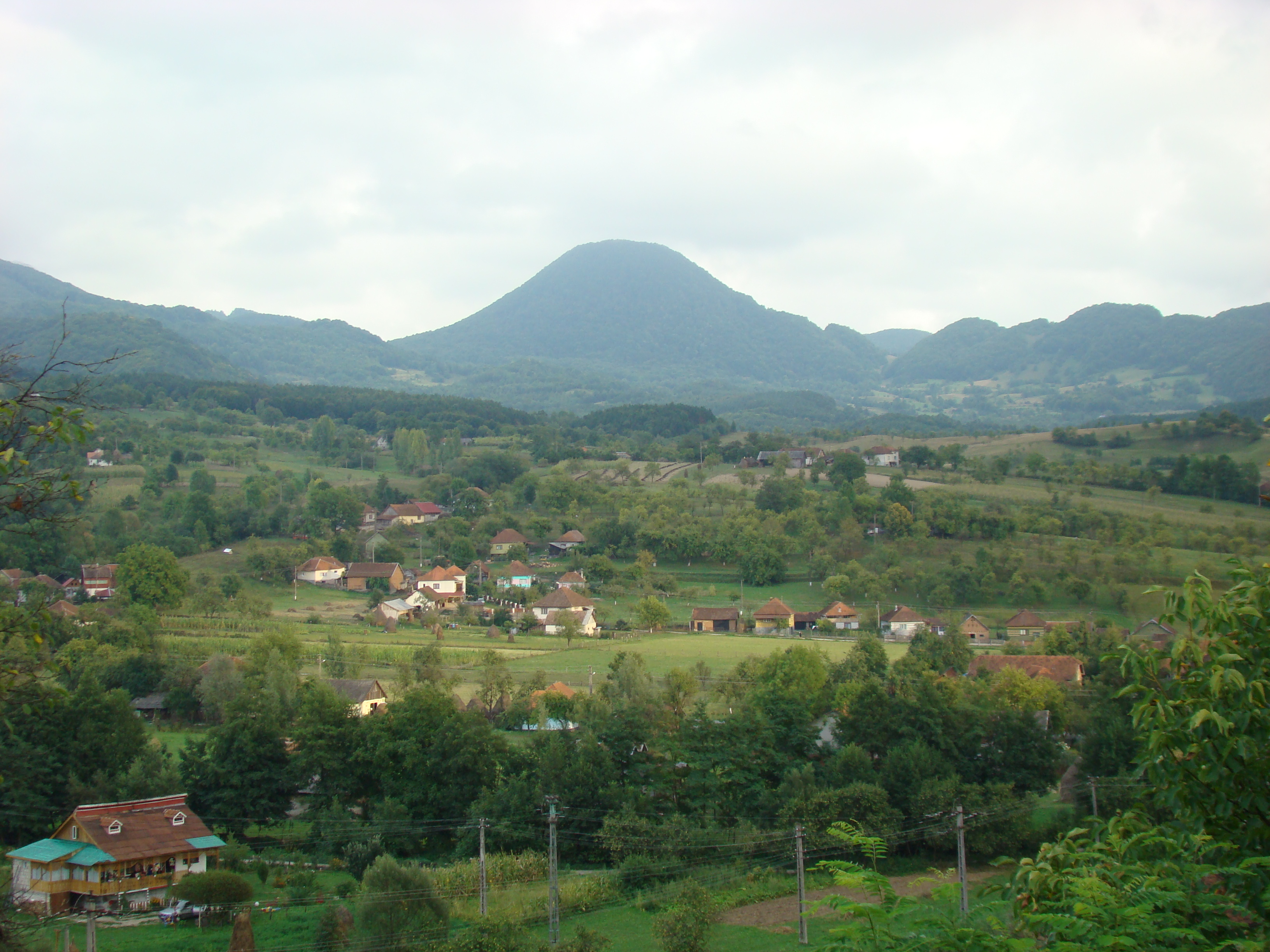
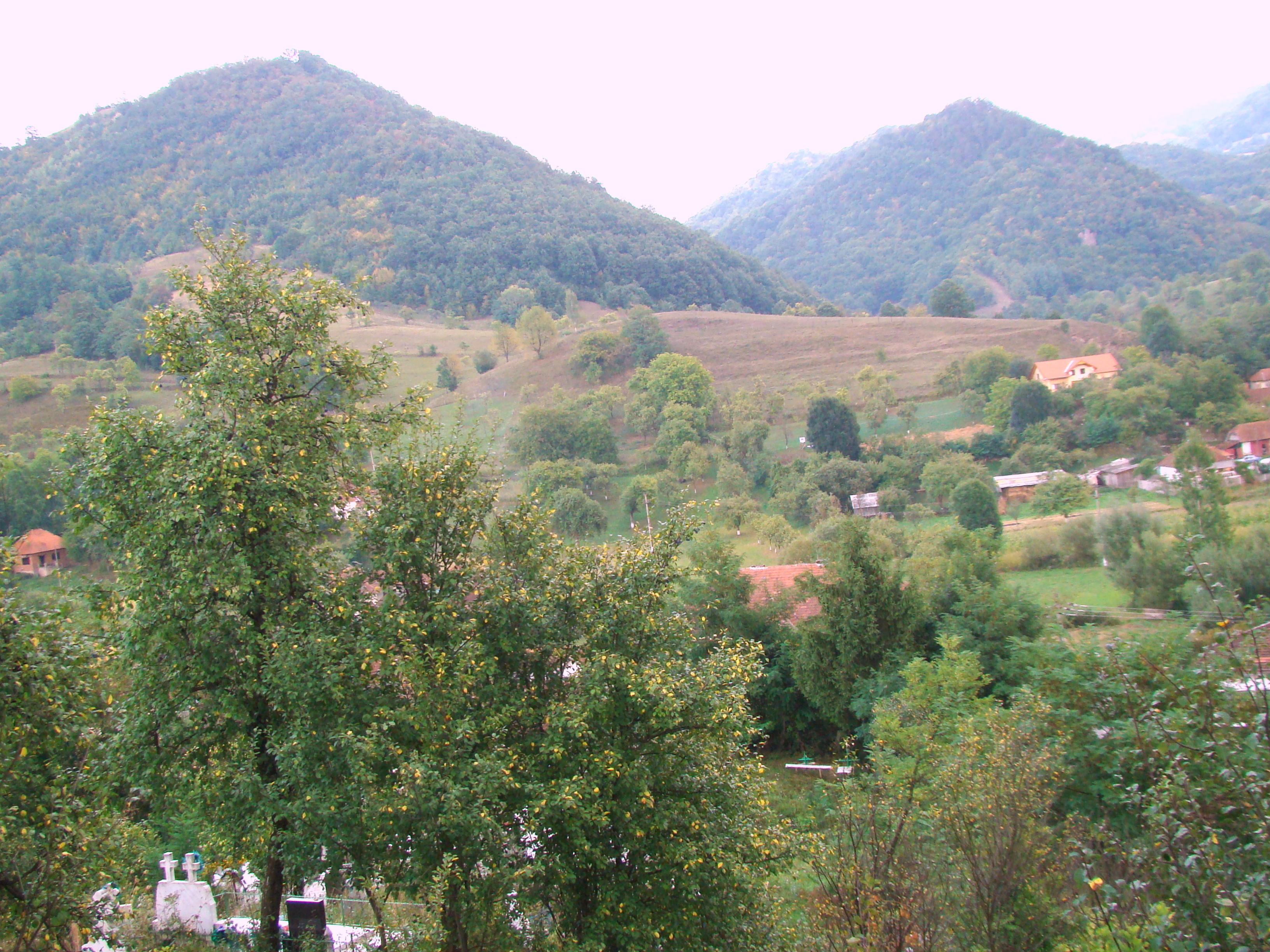

## Istoric și trăsături
Satul Hărțăgani din comuna Băița, județul Hunedoara, este o așezare atestată documentar la 1439, sub numele de Herczegfalwa. Biserica datează de la sfârșitul sec. XVIII; ea a preluat modelul unei biserici mai vechi, care s-a aflat pe același amplasament. Are o formă dreptunghiulară, cu absida răsăriteană decroșată, rectangulară. Spre sfârșitul secolului XIX edificiul a fost amplificat spre vest, slujind ca lăcaș de cult pentru o comunitate numeroasă. Bolta semicilindrică de deasupra naosului și cea din altar au suferit anumite transformări față de forma inițială. Pe peretele din partea de vest, de sub tencuială s-a mai păstrat un chenar frumos sculptat sub formă de trifoi. Tâmpla bisericii din Hărțăgani este o frumoasă realizare în stil baroc, ce cuprinde și ușile împărătești. Elemente ale aceluiași stil baroc se regăsesc și la turnul clopotniței, ridicat deasupra pronaosului, cu un foișor viguros, dar bine echilibrat și fleșa înaltă și suplă, realizată din succesiunea de bulbi, cu învelitoarea din tablă zincată; învelitoarea navei și altarului fiind din șiță. În apropierea bisericii, pe latura sudică, se află „scaunul de judecată”, alcătuit din bârne masive de stejar, având în mijloc o masă formată dintr-o piatră de moară. Icoana de hram, „Buna Vestire”, este opera lui Constantin Zugravul. 

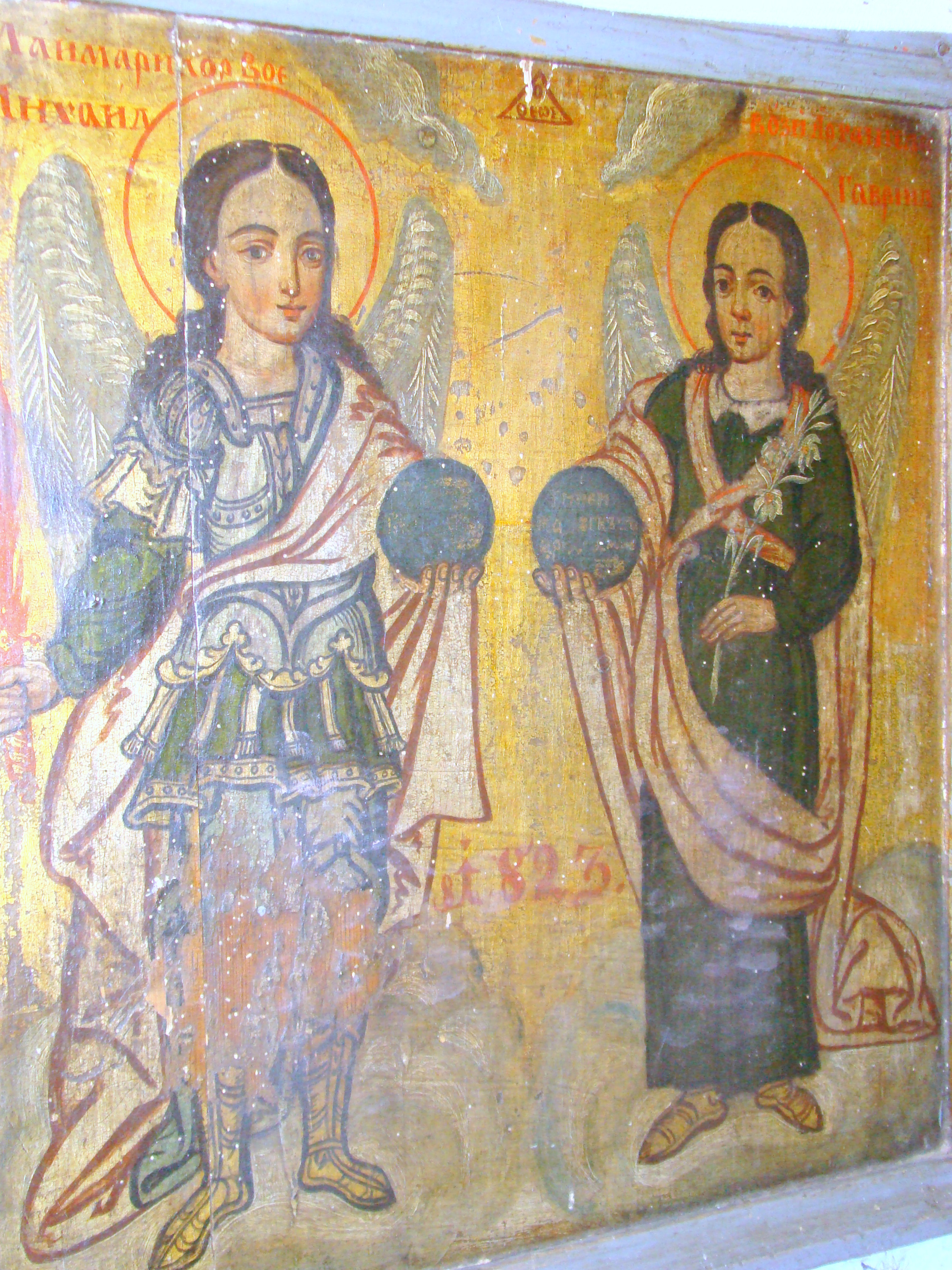
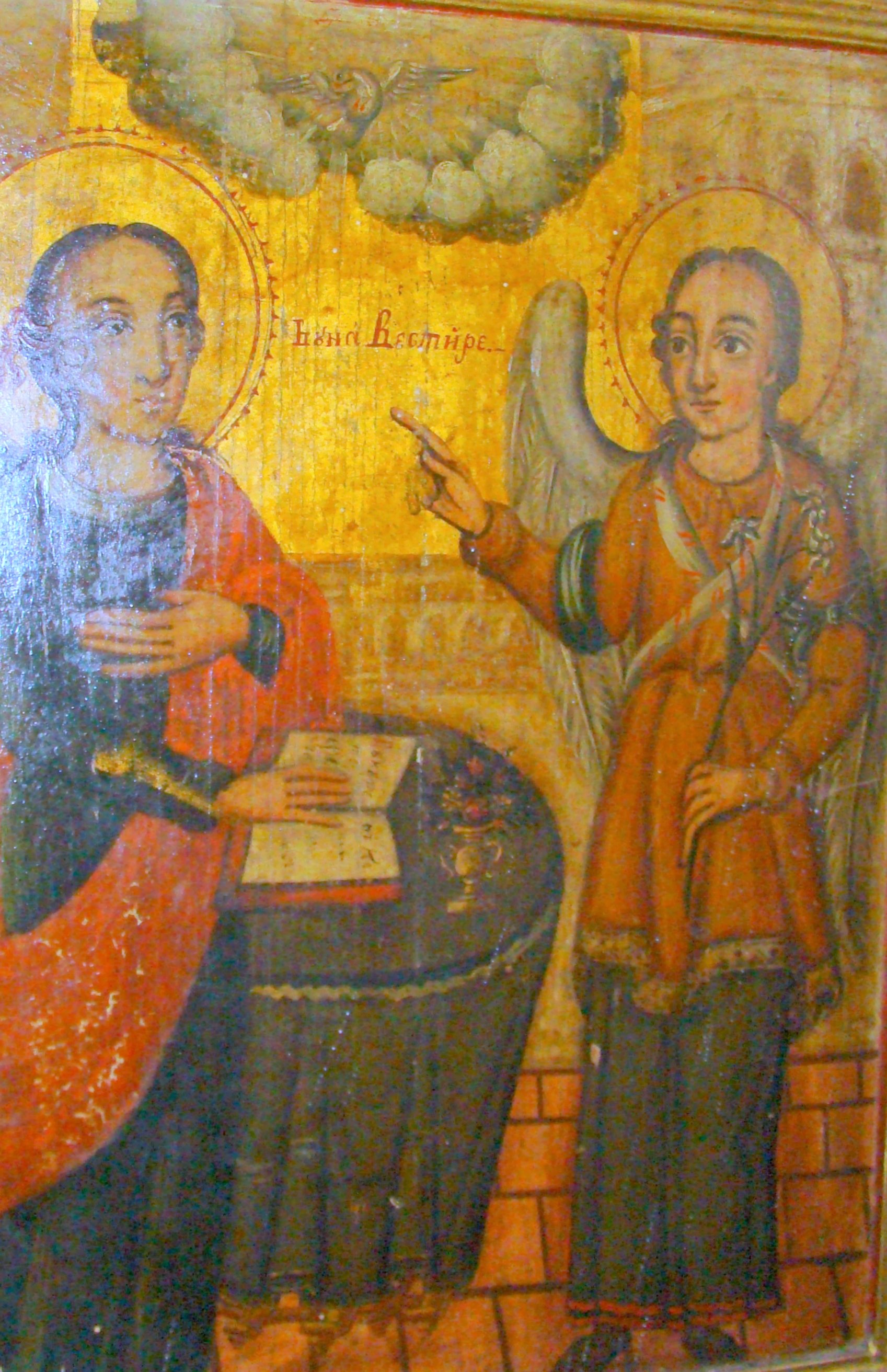
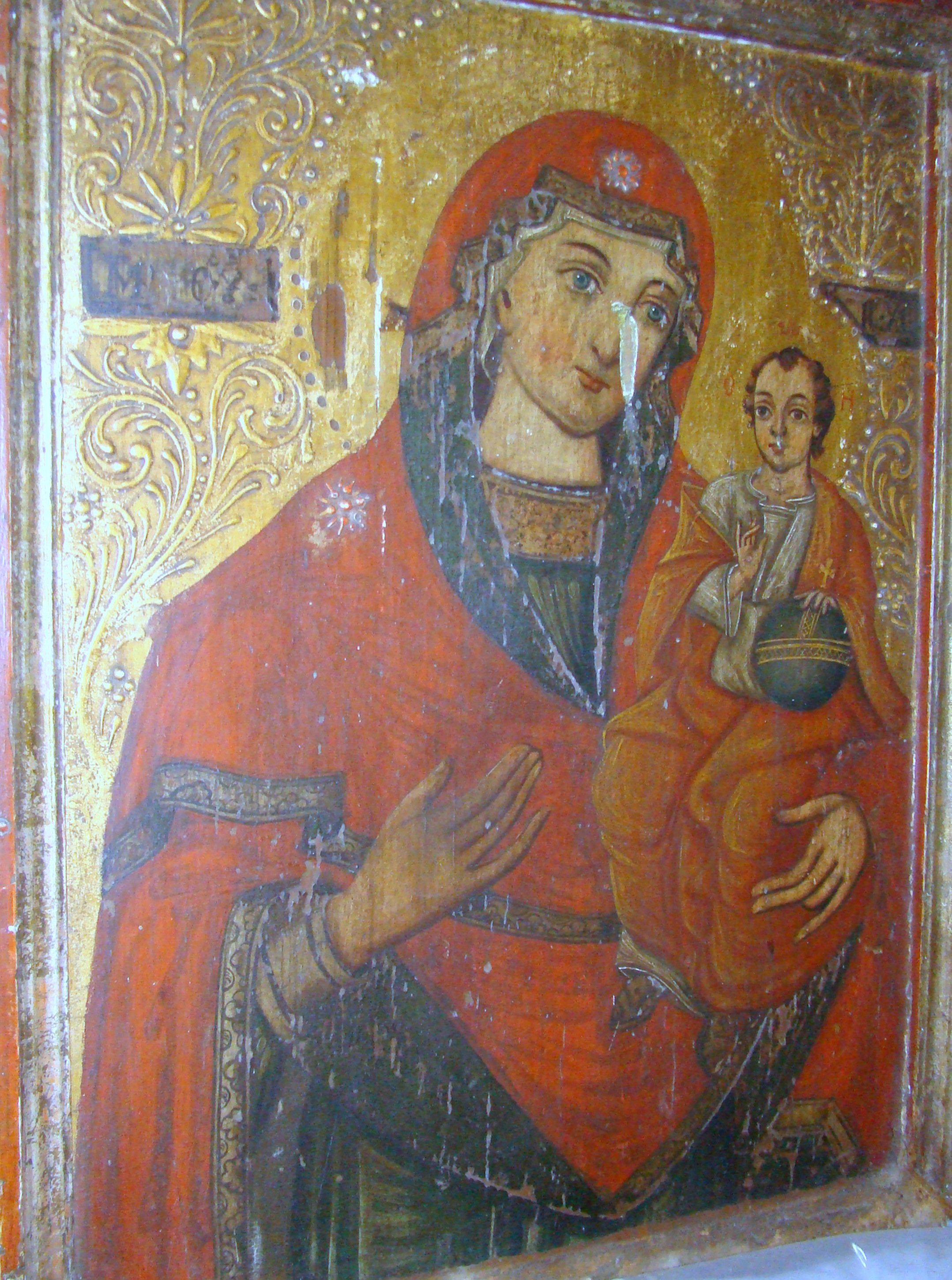
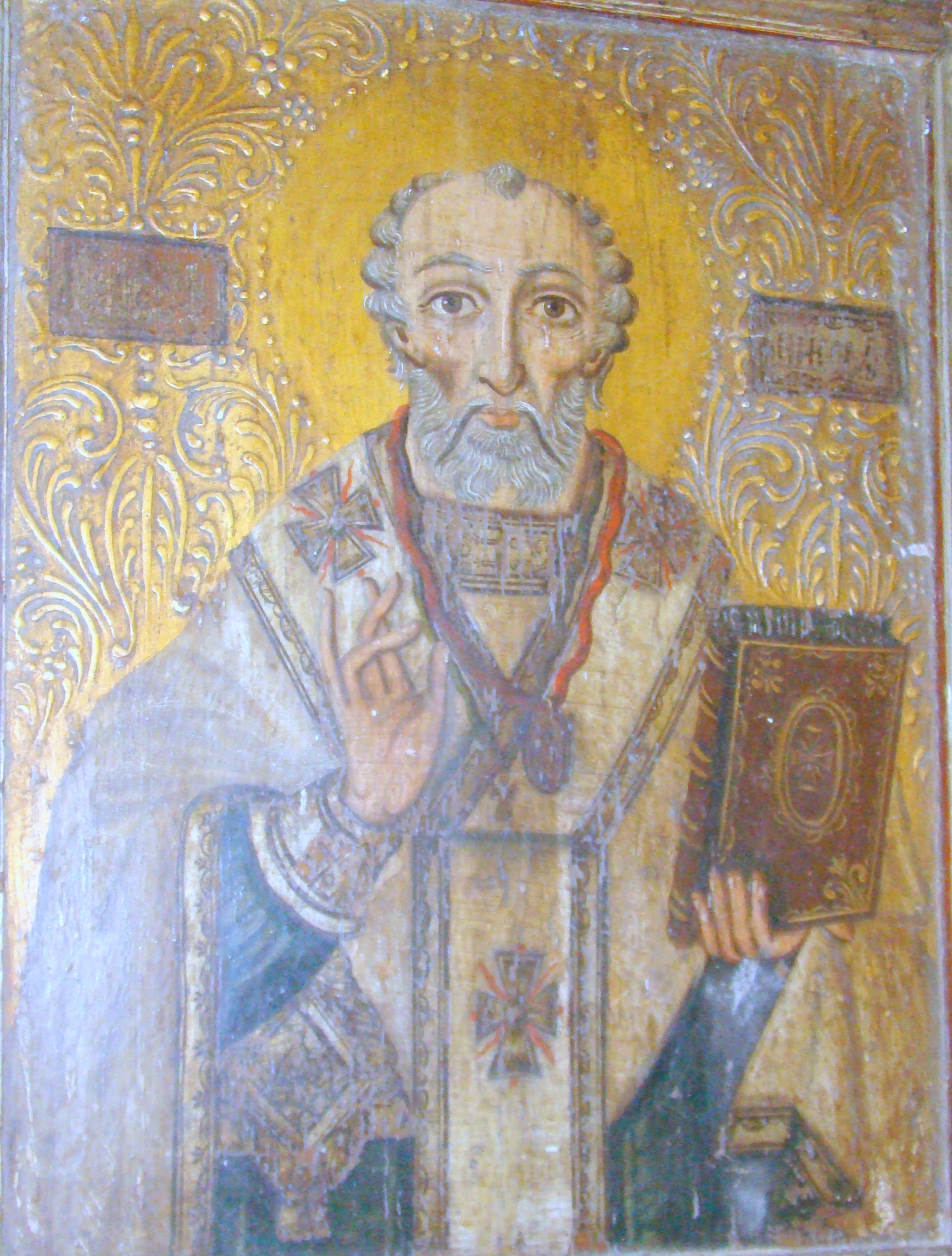
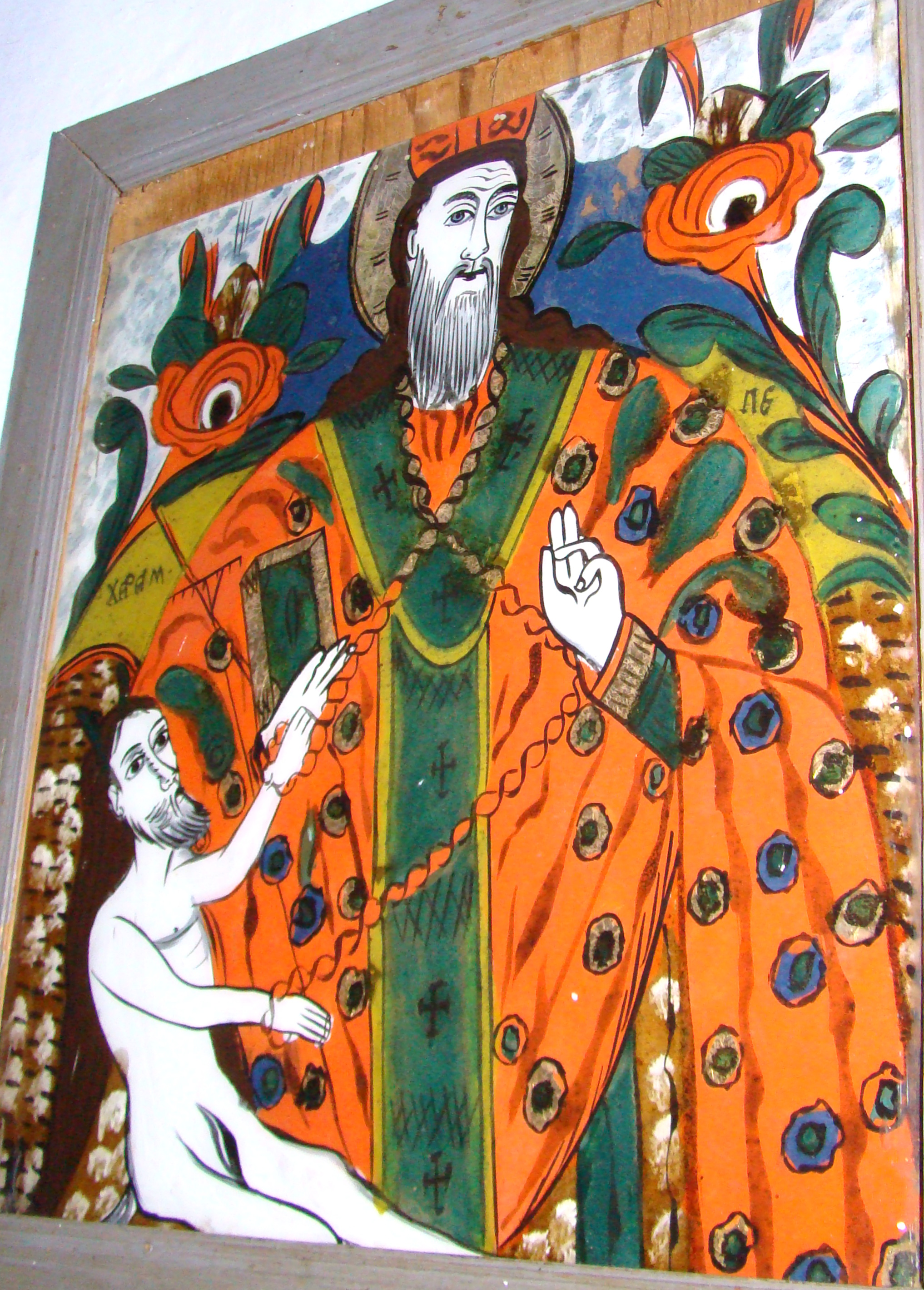
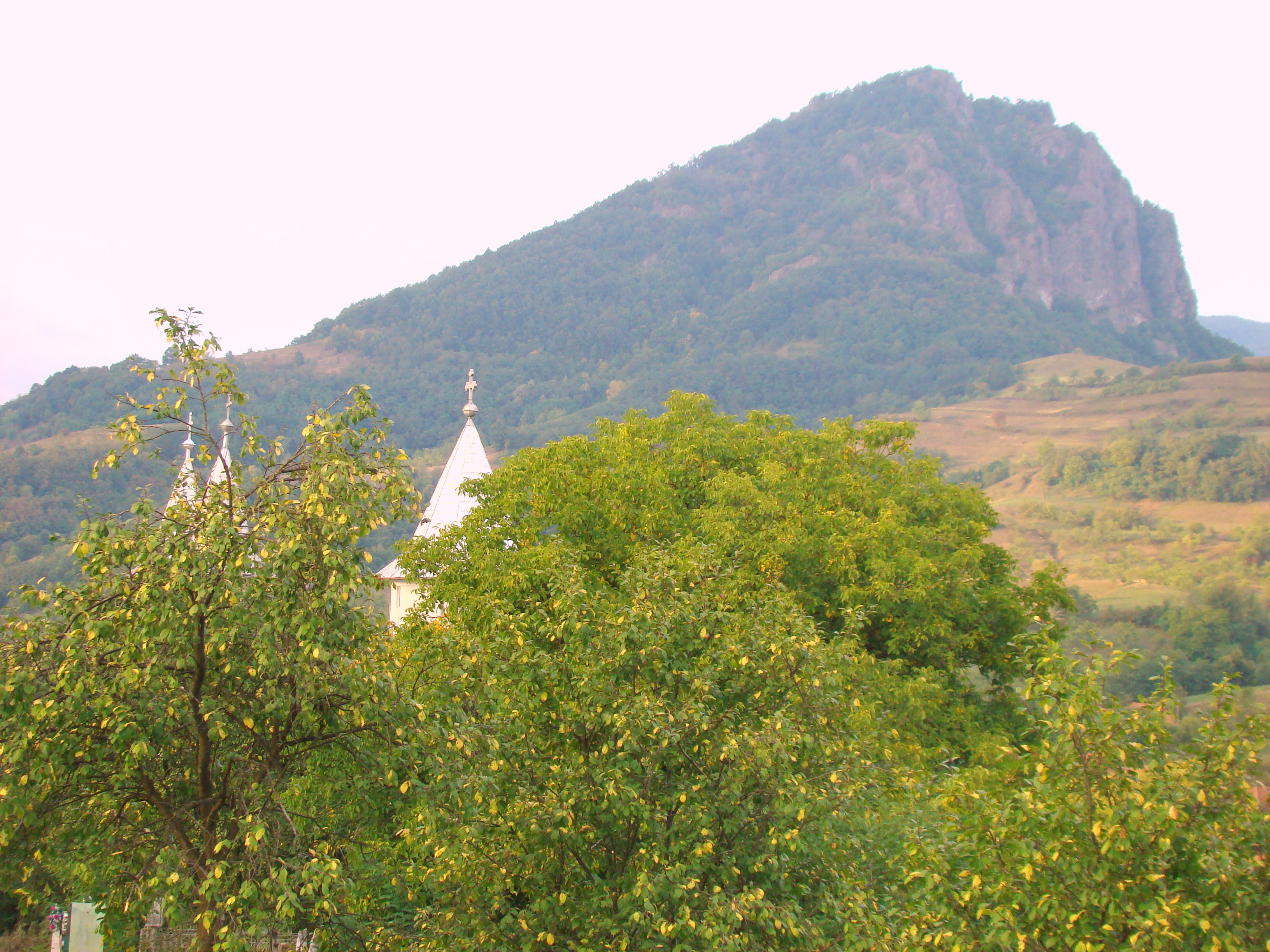

Biserica de lemn din Hărțăgani este amplasată într-un loc favorabil, pe o colină, care oferă posibilitatea admirării unei priveliști superbe asupra culmilor din jur, zona fiind una din cele mai frumoase din județul Hunedoara și păstrătoare a unor vechi tradiții populare.